# Türkei
Die Türkei (türkisch Türkiyeⓘ; amtlich Republik Türkei, in der Schweiz amtlich und in deutscher förmlicher Kommunikation Republik Türkiye, türkisch Türkiye Cumhuriyeti, kurz T.C.) ist ein Einheitsstaat im vorderasiatischen Anatolien und südosteuropäischen Ostthrakien.
Geographisch wird das Land meist in sieben Regionen unterteilt. In der Türkei leben mehr als 85 Millionen Menschen (Stand: 2022) auf einer Fläche von 783.562 km². Im Ballungsraum von Istanbul lebt knapp ein Fünftel der Bevölkerung, daneben gibt es mit der Hauptstadt Ankara sowie mit Izmir, Bursa, Adana, Gaziantep, Konya und Denizli sieben weitere Millionenstädte. Der Grad der Urbanisierung lag 2021 bei 77 %. In der Türkei gibt es 18 UNESCO-Welterbestätten und zahlreiche Nationalparks.
Gemessen am Index der menschlichen Entwicklung (HDI) zählt die Türkei zu den sehr hoch entwickelten Staaten. Mit etwa 50 Mio. Touristen liegt die Türkei auf Platz vier der meistbesuchten Länder der Welt (Platz drei in Europa). Die Türkei ist ein Schwellenland mit mittlerem Einkommen, liegt beim Bruttoinlandsprodukt weltweit auf dem 17. und bei der Kaufkraftparität auf dem 11. Platz. Sie ist unter anderem Mitglied der OECD, der NATO, der Vereinten Nationen, der G20 und der Organisation für Islamische Zusammenarbeit. Seit 1999 ist die Türkei darüber hinaus offiziell ein EU-Beitrittskandidat. Außerdem ist sie einer von sechs unabhängigen türkischen Staaten und aktives Mitglied der Organisation der Turkstaaten und der TÜRKSOY-Gemeinschaft.
Die Türkei ist seit der Gründung der Republik im Jahr 1923 als Nachfolgestaat des Osmanischen Reiches laizistisch und kemalistisch ausgerichtet. Der Staatsgründer Mustafa Kemal Atatürk leitete eine Modernisierung der Türkei durch gesellschaftliche und rechtliche Reformen nach dem Vorbild verschiedener europäischer Nationalstaaten ein. Seit 2003 steht der derzeitige Staatspräsident Recep Tayyip Erdoğan an der Spitze des Landes. Seit ungefähr 2012 führt er das Land zunehmend autoritär. Besonders die Meinungs- und die Pressefreiheit gelten als stark eingeschränkt. Die durch seine Wirtschaftspolitik ausgelöste Währungs- und Schuldenkrise sowie die hohe Inflation halten seit 2018 an.
Außenpolitisch stand die Türkei den westlichen Staaten näher. Mit Ausnahme von Bulgarien, Georgien und Aserbaidschan hat die Türkei mit seinen Nachbarländern ein stark angespanntes und gar teilweise feindliches Verhältnis, bspw. zu Griechenland, Armenien, Irak, Syrien und Zypern. Bei den letzteren beiden hält die Türkei sowohl den nördlichen Teil Zyperns seit 1974 sowie den nördlichen Teil Syriens militärisch besetzt, was den meisten Völkerrechtlern als völkerrechtswidrig gilt. Mit der Islamischen Republik Iran hat die Türkei ein rivalisierendes Verhältnis um die Vormachtstellung im Nahen Osten. Zudem gibt es Spannungen mit Israel und Ägypten aufgrund der Blockade des Gazastreifens und der militärischen Präsenz der Türkei in westlichen Teilen Libyens.

## Geographie

### Lage
Die Türkei erstreckt sich geographisch über zwei Kontinente. Der asiatische Teil des türkischen Staatsgebiets (Anatolien) nimmt etwa 97 % der Fläche ein. Der europäische Teil im Nordwesten (Ostthrakien) umfasst etwa 3 % der Fläche, in der auch der Hauptteil der Metropole Istanbul liegt.
Mit einer Küstenlinie von rund 7200 km Länge grenzt die Türkei im Westen an das Ägäische Meer, im Süden ans Mittelmeer und im Norden ans Schwarze Meer. Das Marmarameer liegt zwischen dem Ägäischen und dem Schwarzen Meer und ist mit diesen jeweils durch eine Meerenge verbunden: im Westen durch die etwa 65 Kilometer langen Dardanellen, im Osten durch den Bosporus. Am Bosporus liegt die Millionen-Metropole Istanbul.
Die Landgrenze zu den acht Nachbarländern hat eine Gesamtlänge von 2816 km. Im Nordwesten grenzt die Türkei an Griechenland (192 km Grenze) und Bulgarien (270 km), im Nordosten an Georgien (273 km), Armenien (311 km), Aserbaidschan (Exklave und autonome Republik Nachitschewan, 17 km), im Osten an den Iran (534 km) und im Süden an den Irak (367 km) und an Syrien (899 km). Die politisch geteilte Insel Zypern mit der Republik Zypern und der international nicht anerkannten Türkischen Republik Nordzypern befindet sich etwa 70 Kilometer von der Südküste entfernt (zur Demarkationslinie dazwischen siehe hier). Ebenfalls nicht weit vom türkischen Festland entfernt sind die griechischen Inseln Chios, Kos, Symi und Rhodos.
Das verlegte Grab Suleiman Schahs (vorher am Qalʿat Dschaʿbar) in der Nähe der syrischen Stadt Sarrin war früher eine offizielle Exklave; sie wurde als Hoheitsgebiet von türkischen Soldaten bewacht. Im Februar 2015 verlegte ein Kommandotrupp der türkischen Streitkräfte das Grab erneut und schleifte das Grabmal.

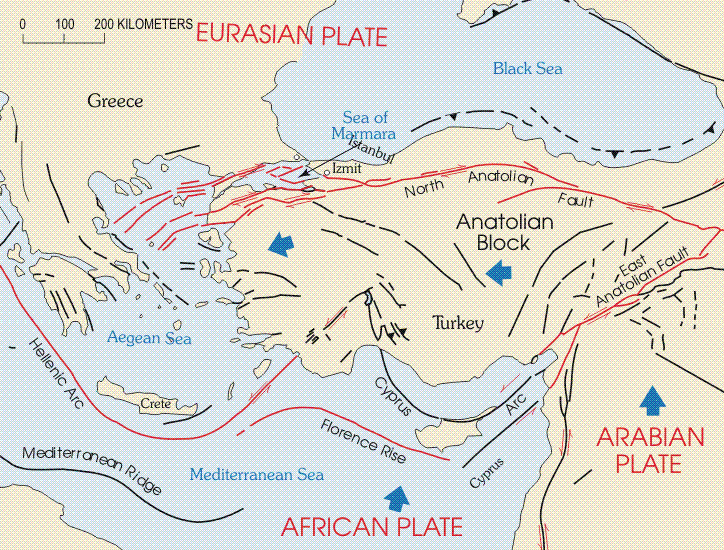
Tektonische Betrachtung

### Geologie
Geologisch ist die Türkei ein Teil des Alpidischen Gebirgsgürtels. Sie liegt größtenteils auf der Anatolischen Platte, die im Norden und Osten an die Eurasische Platte, im Süden an die Arabische Platte und im Südwesten an die Afrikanische Platte grenzt (siehe Tektonik des Mittelmeerraums). Mit der Nordanatolischen- und Ostanatolischen-Verwerfung, zwei Transformstörungen, gehört vor allem der Norden, aber auch der Süden der Türkei zu den am stärksten erdbebengefährdeten Regionen der Erde, die in den letzten Jahrzehnten mehrmals von Erdbeben erschüttert wurde. Da eine gewisse chronologische Ost-West-Abfolge der Erdbeben in der Nordtürkei festzustellen ist, vermuten Experten, dass in absehbarer Zeit auch Istanbul von einem großen Beben betroffen sein wird. Die letzten großen Beben in der Provinz Kocaeli wie das Erdbeben von Gölcük 1999 waren weniger als 100 km von Istanbul entfernt.

### Natur- und Kulturraum

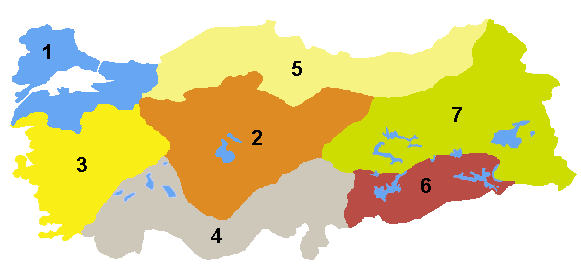
Die Regionen der Türkei:
1 Marmararegion, 2 Zentralanatolien, 3 Ägäisregion, 4 Mittelmeerregion, 5 Schwarzmeerregion, 6 Südostanatolien, 7 Ostanatolien

Die Türkei wird geographisch in sieben Gebiete oder Regionen unterteilt. Vier Regionen sind nach den anliegenden Meeren benannt: Schwarzmeerregion, Marmararegion, Ägäisregion und Mittelmeerregion. Drei Regionen sind nach ihrer Lage in Anatolien benannt: Zentralanatolien, Ostanatolien und Südostanatolien. Diese Regionen unterscheiden sich stark bezüglich Vegetation und Wetterbedingungen.
Die Marmararegion umschließt das Marmarameer und liegt damit teils in Europa, teils in Anatolien, das zu Asien gehört. Der europäische Teil im Norden des Marmarameers ist das türkische Thrakien (Ostthrakien). Der Fluss Meriç bildet die Grenze zu Griechenland. Die Landschaft der Marmararegion ist hügelig und von Büschen und Wäldern bedeckt. Der fruchtbare Ackerboden weicht im Osten einer Steppenlandschaft. Die Metropolregion Istanbul bildet das wirtschaftliche Zentrum der Türkei. Die Millionenstadt Bursa ist Kurort und berühmt für ihre Schwefel- und Thermalquellen; sie liegt zu Füßen des Uludağ-Gebirges. Der Berg ist ganzjährig ein beliebtes Ausflugsziel.

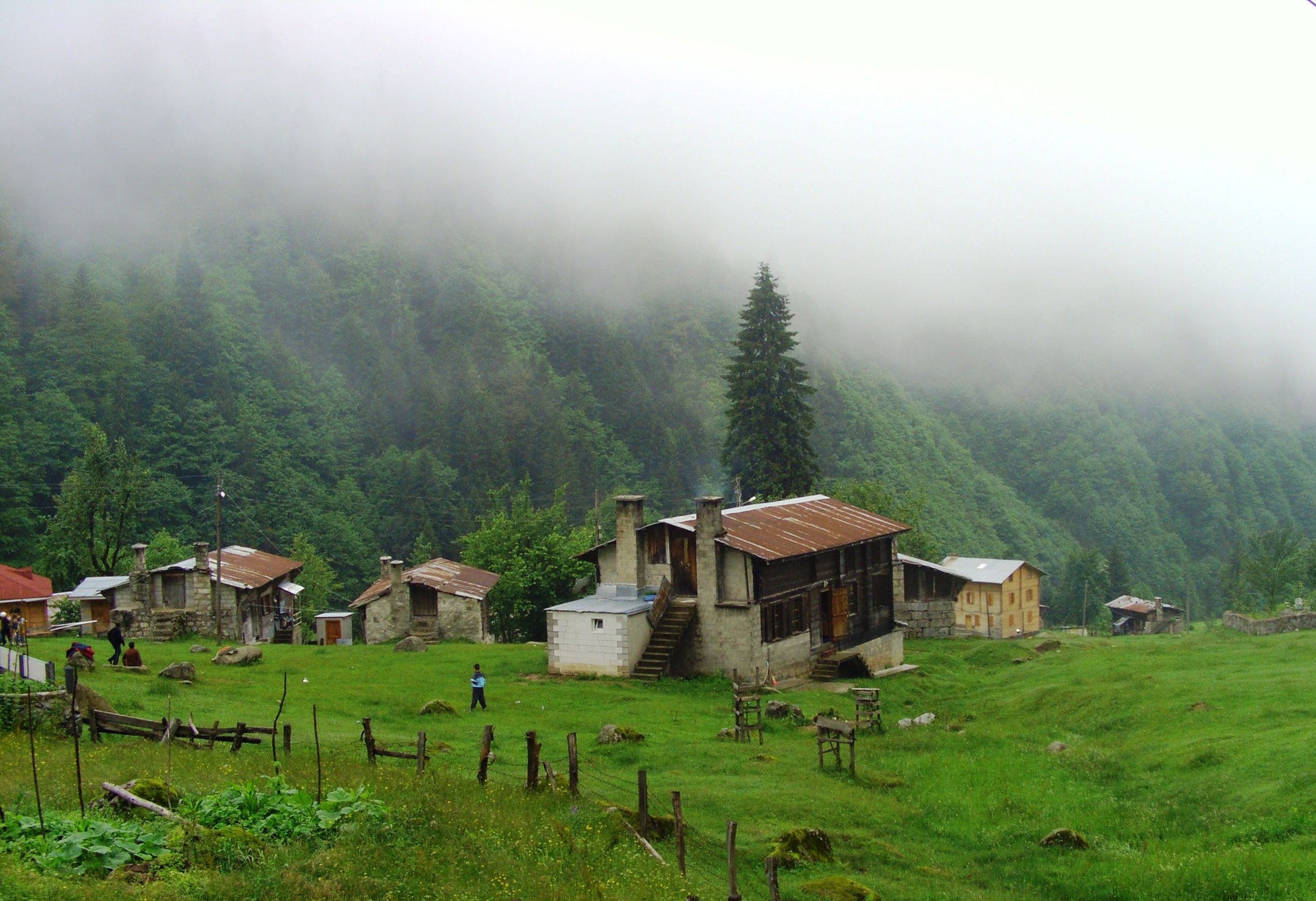
Das Ayder-Plateau in Rize (Schwarzmeer-Region)

Die Ägäisregion wird ebenfalls landwirtschaftlich intensiv genutzt. Die stark hügelige Landschaft erstreckt sich entlang der Westküste zwischen Çanakkale und Bodrum. Die Küstenregion zählt zu den touristisch am besten erschlossenen Regionen der Türkei. Neben Zypressen und Ölbäumen prägen Weinreben die Landschaft. In dieser Region finden sich viele antike Stätten aus der Zeit der griechischen Besiedlung, zum Beispiel Troja, Assos (Behramkale), Pergamon (Bergama), Ephesos (Efes), Priene, Milet, Didyma und Euromos.
Die Schwarzmeerregion umfasst den nördlichen Küstenstreifen der Türkei. Sie ist geprägt durch ein mildes, feuchtes Klima, und auf ihrer bergigen Landschaft erstrecken sich große Wälder. Auf dem sehr fruchtbaren Boden werden Tee, Tabak, Mais und Haselnüsse angebaut.

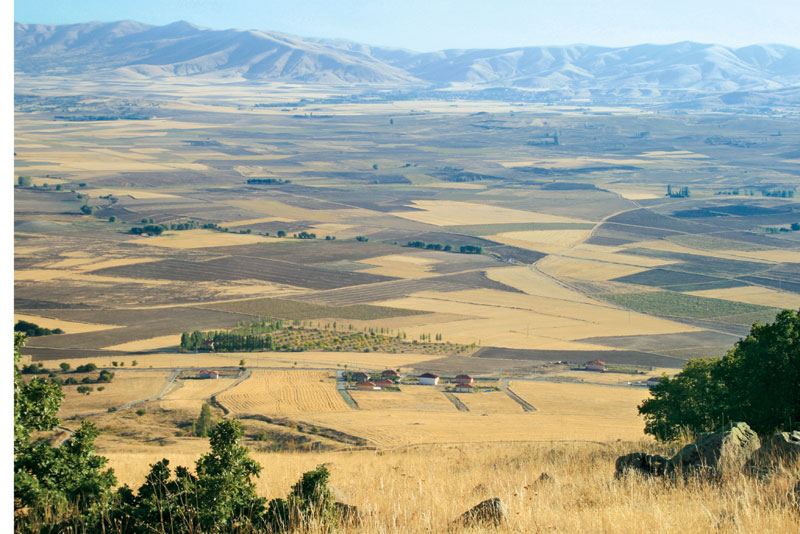
Landwirtschaftlich genutzte zentralanatolische Steppe in der Nähe von Kırşehir

Die zentralanatolische Region umfasst die inneranatolischen Hochebenen. Hier liegen der Salzsee Tuz Gölü und Gebirgsketten, die stellenweise bis zu 3900 Metern hochragen. Im Osten liegt Kappadokien, das wegen seiner in Tuffstein getriebenen Wohnhöhlen und Felsenkirchen in bis zu 2000 Meter hohen Bergkegeln berühmt ist. Inneranatolien ist überwiegend durch eine Steppenlandschaft geprägt, die in großen Teilen aber nicht natürlich, sondern durch menschliche Eingriffe wie Entwaldung und Viehverbiss verursacht ist. Es gehört zu den trockensten Gebieten Kleinasiens; in der Region um den Tuz Gölü weist das Klima halbwüstenartige Züge auf. Deshalb ist die landwirtschaftliche Nutzung in dieser Region nicht so intensiv wie in den zuvor genannten Regionen. Die für Feldfrüchte, insbesondere Getreide, jahreszeitlich günstige Verteilung der Niederschläge mit einem Niederschlagsmaximum im Frühling und Frühsommer ermöglicht aber durchgehend Regenfeldbau ohne zwingende künstliche Bewässerung. Daher sind weitgehend alle Gebiete landwirtschaftlich genutzt, deren Böden nicht durch Verkarstung oder Erosion zerstört sind. Vor allem Weizen, Gerste, Hülsenfrüchtler, insbesondere Kichererbsen, und Obst werden hier angebaut. Das Klima dieser Region ist geprägt durch sehr warme, trockene Sommer mit kühlen Nächten. Im Winter können sehr tiefe Temperaturen bis unter −20 Grad Celsius erreicht werden, von den Durchschnittswerten ähneln sie den Wintern in Deutschland, sind aber trockener. Man kann in Zentralanatolien durchaus wärmeliebende, aber kälteresistente Gewächse aus dem Mittelmeerraum, wie Feigen-, Granatapfel- oder Maulbeerbäume antreffen. Auch Weinbau, bzw. Anbau von Tafeltrauben, wird dort betrieben.

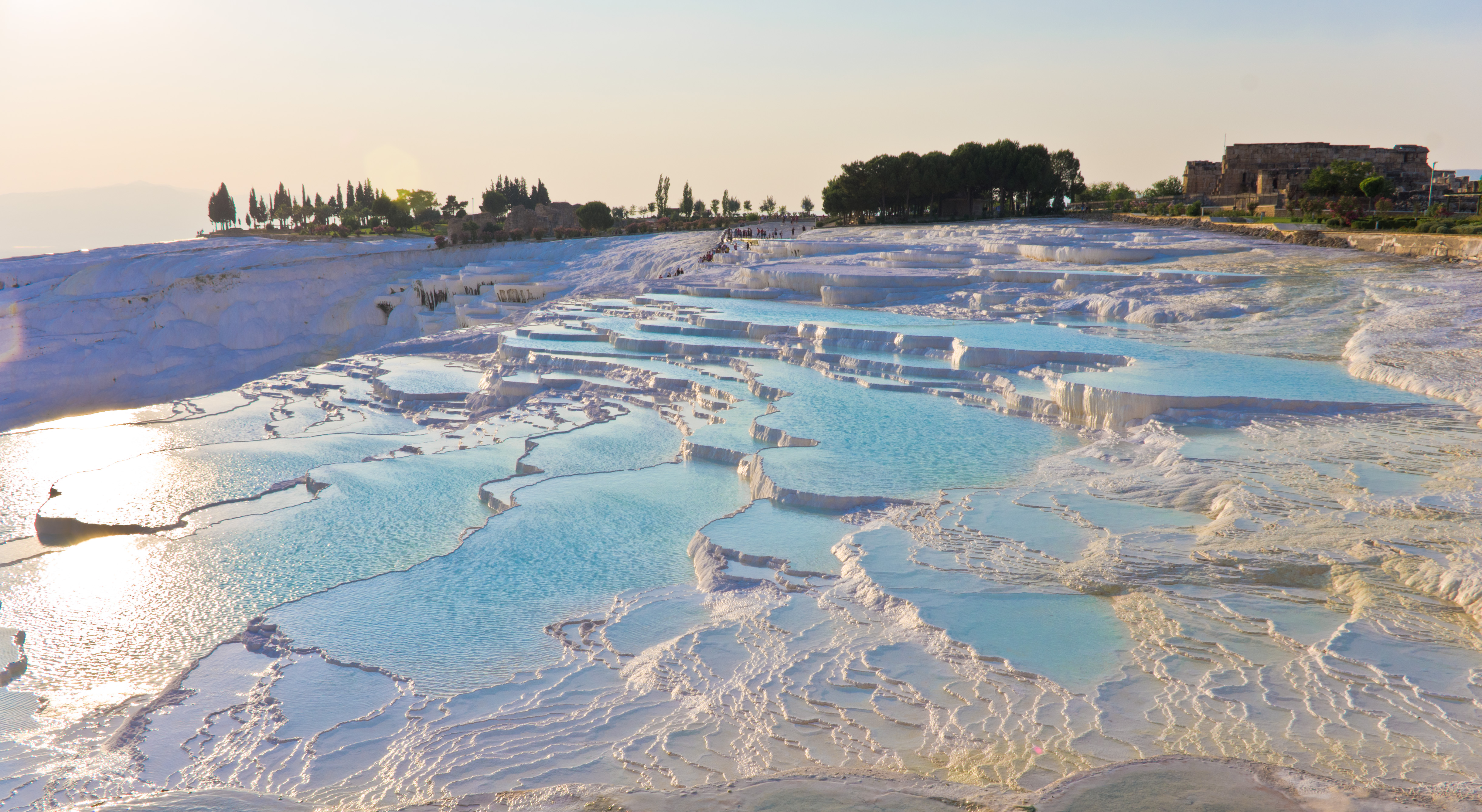
Pamukkale ist eine natürliche Stätte in der Provinz Denizli im Südwesten der Türkei

In Ostanatolien liegen als Hochgebirgslandschaft einige der höchsten Berge der Türkei, wie der Ararat und der Süphan Dağı. Auch sind hier die Quellflüsse des Euphrat zu finden, der Murat und der Karasu, ferner der Oberlauf des Aras, der am Ararat vorbei nach Osten dem Kaspischen Meer zustrebt. Der 1640 Meter hoch gelegene Vansee als größter Binnensee des Landes liegt auch in dieser Region. Größte Städte sind Elazığ, Erzincan, Erzurum, Malatya und Van.
Die Mittelmeerregion wird im Norden vom Taurus- und im Osten vom Nurgebirge begrenzt. In dieser Region werden überwiegend Zitruspflanzen, Bananen, Tomaten, Erdnüsse und Baumwolle angebaut.

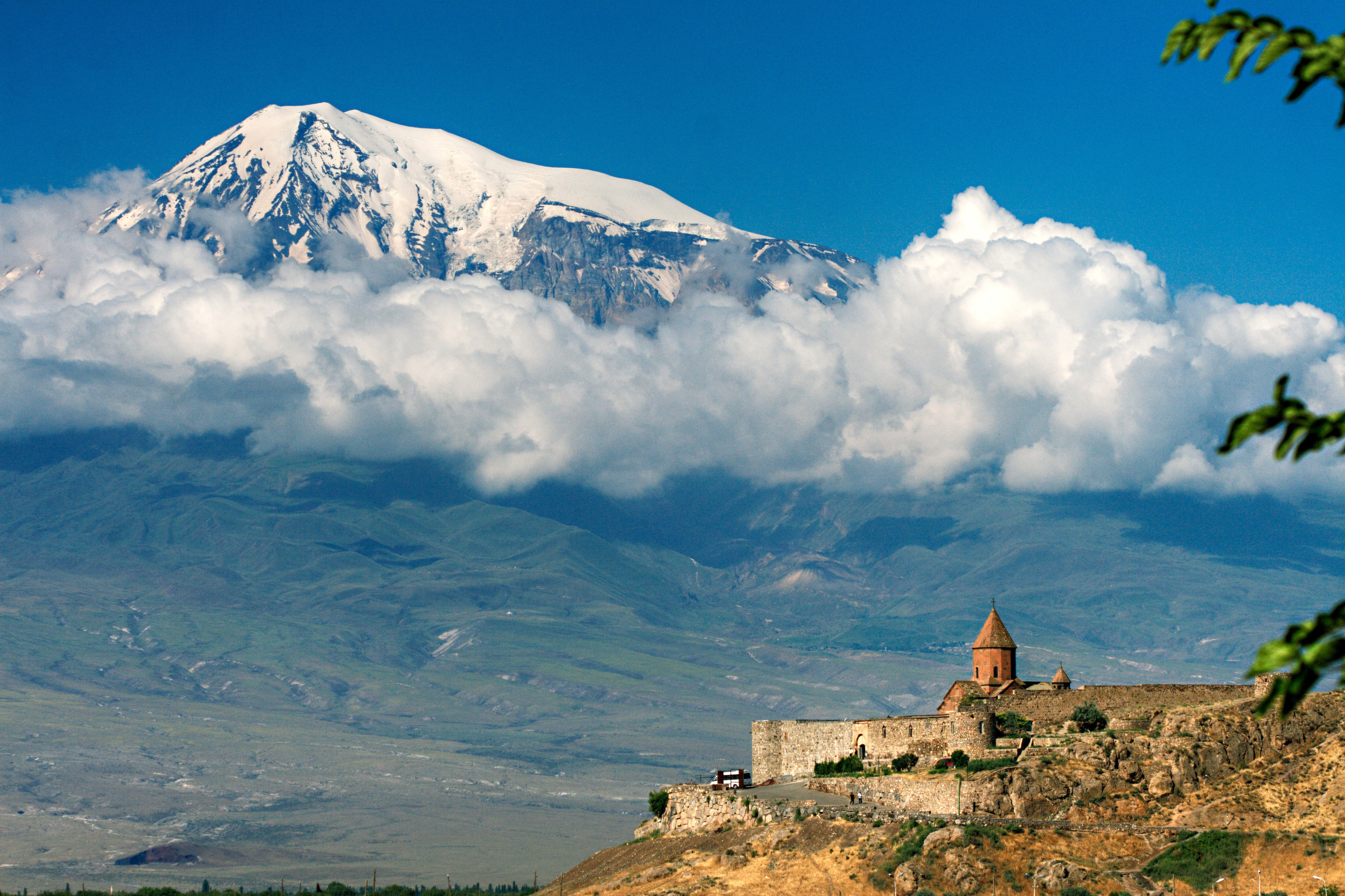
Der Ararat ist der höchste Berg in der Türkei

Südostanatolien ist die älteste Kulturregion der Türkei. Sie wird vom Taurus-Gebirge umschlossen. Hier verlaufen die beiden Flüsse Euphrat und Tigris. Landwirtschaftlich wird diese Region durch Weizen-, Gersten-, Wein-, Oliven- und Pistazienanbau genutzt. Neben Gebirgsverläufen ist die Gegend östlich des Euphrat durch ein Hochplateau geprägt. Im Rahmen des Südostanatolien-Projekts wurden entlang von Euphrat und Tigris zahlreiche Staudämme errichtet; einige sind noch im Bau (→ Euphrat#Staustufen und Tigris#Staustufen).
Hydrologisch ist die Türkei durch ihr Relief und insbesondere das Taurusgebirge im Süden sowie das Armenische Hochland im Osten geprägt. Der Großteil Anatoliens entwässert über größere Flüsse wie Kızılırmak und Sakarya zum Schwarzen Meer. Mittelmeer und Ägäis haben hingegen nur ein vergleichsweise kleines Einzugsgebiet. Nennenswerte Flüsse, die in die Ägäis münden, sind der Große und der Kleine Mäander sowie der Gediz. Größere Flüsse ins östliche Mittelmeer gibt es dagegen nur im Bereich des Golfs von İskenderun mit Seyhan, Ceyhan und Orontes (Asi), wobei letzterer im Libanon entspringt und anschließend Syrien durchfließt. Im Inland wiederum gibt es im Westen und Osten mehrere Endbecken, deren Flüsse in größere salzige Endseen wie den Tuz Gölü, den Vansee oder den Burdur Gölü fließen. Zuletzt entwässert der Ostteil des Landes noch über den Aras und seine Zuflüsse zum Kaspischen Meer sowie über Euphrat und Tigris zum Persischen Golf.
| Höchste Berge der Türkei - Großer Ararat (Büyük Ağrı Dağı) – 5137 m - Cilo Dağı – 4135 m - Süphan Dağı – 4058 m - Kleiner Ararat (Küçük Ağrı Dağı) – 3896 m - Kaçkar Dağı – 3932 m - Erciyes Dağı – 3891 m | Wichtigste Flüsse der Türkei - Kızılırmak 1355 km - Euphrat (Fırat) - Sakarya - Murat und Karasu - Tigris (Dicle) - Seyhan - Ceyhan - Göksu - Großer Mäander (Büyük Menderes) | Seen der Türkei - Vansee 3713 km² - Tuz Gölü 1500 km² (Salzsee) - Beyşehir Gölü 656 km² - Eğirdir Gölü 468 km² - Akşehir Gölü 353 km² - İznik Gölü 298 km² | Bedeutende Inseln der Türkei - Gökçeada 279 km² - Marmara-Insel 117 km² - Bozcaada 36 km² - Uzunada 25 km² - Alibey 23 km² - Paşalimanı 21 km² - Avşar 21 km² |

### Klima

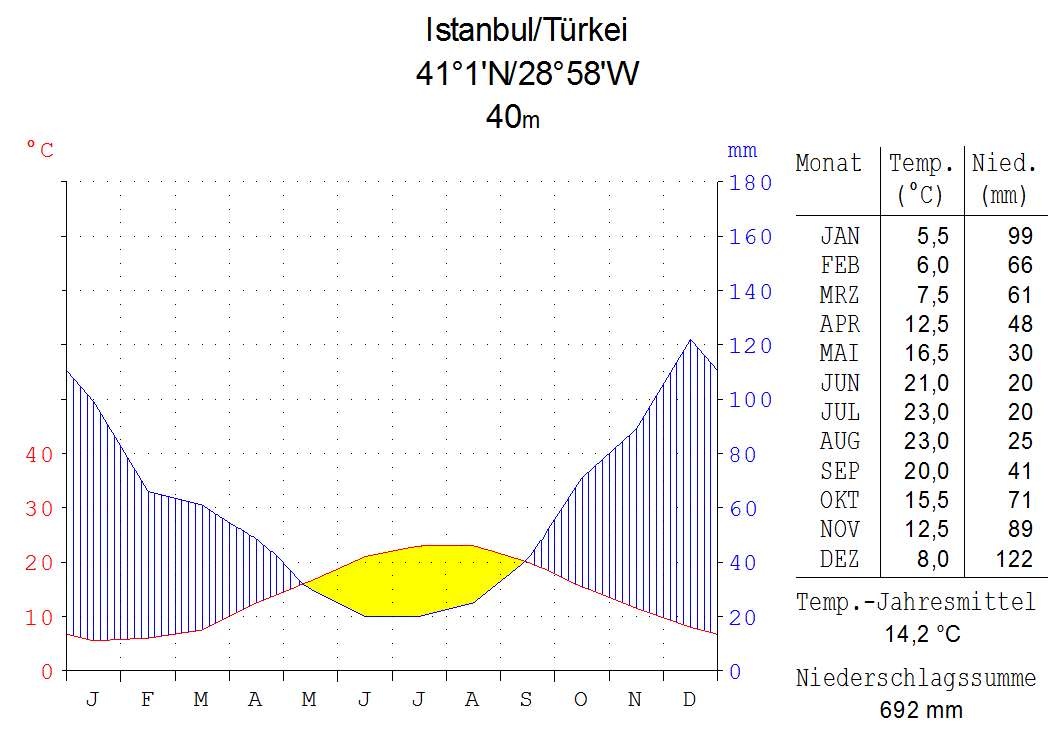
Klimadiagramm von Istanbul
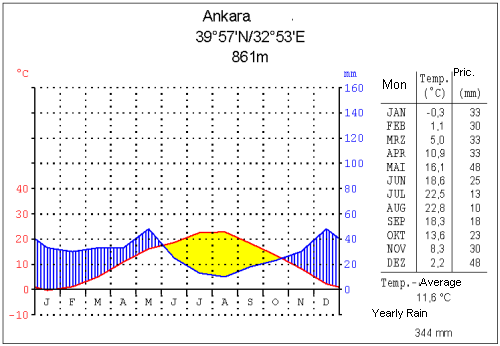
Klimadiagramm von Ankara
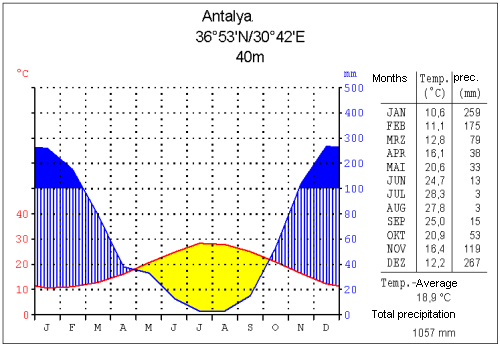
Klimadiagramm von Antalya
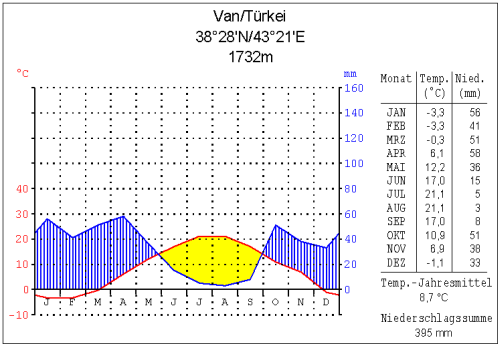
Klimadiagramm von Van

| Die Klimadaten der Türkei je nach Region | Die Klimadaten der Türkei je nach Region | Die Klimadaten der Türkei je nach Region | Die Klimadaten der Türkei je nach Region | Die Klimadaten der Türkei je nach Region | Die Klimadaten der Türkei je nach Region |
| Region                                   | Durchschnittliche Temperatur (°C)        | Höchsttemperatur (°C)                    | Tiefsttemperatur (°C)                    | Durchschnittliche Feuchtigkeit (%)       | Durchschnittlicher Niederschlag (mm)     |
| ---------------------------------------- | ---------------------------------------- | ---------------------------------------- | ---------------------------------------- | ---------------------------------------- | ---------------------------------------- |
| Marmararegion                            | 13,5                                     | 44,6                                     | −27,8                                    | 71,2                                     | 569,0                                    |
| Ägäisregion                              | 15,4                                     | 48,5                                     | −45,6                                    | 60,9                                     | 654,3                                    |
| Mittelmeerregion                         | 16,4                                     | 45,6                                     | −33,5                                    | 63,9                                     | 706,0                                    |
| Schwarzmeerregion                        | 12,3                                     | 44,2                                     | −32,8                                    | 70,9                                     | 828,5                                    |
| Zentralanatolien                         | 10,6                                     | 41,8                                     | −36,2                                    | 62,6                                     | 392,0                                    |
| Ostanatolien                             | 9,7                                      | 44,4                                     | −45,6                                    | 60,9                                     | 569,0                                    |
| Südostanatolien                          | 16,5                                     | 48,4                                     | −24,3                                    | 53,4                                     | 584,5                                    |

### Flora und Fauna

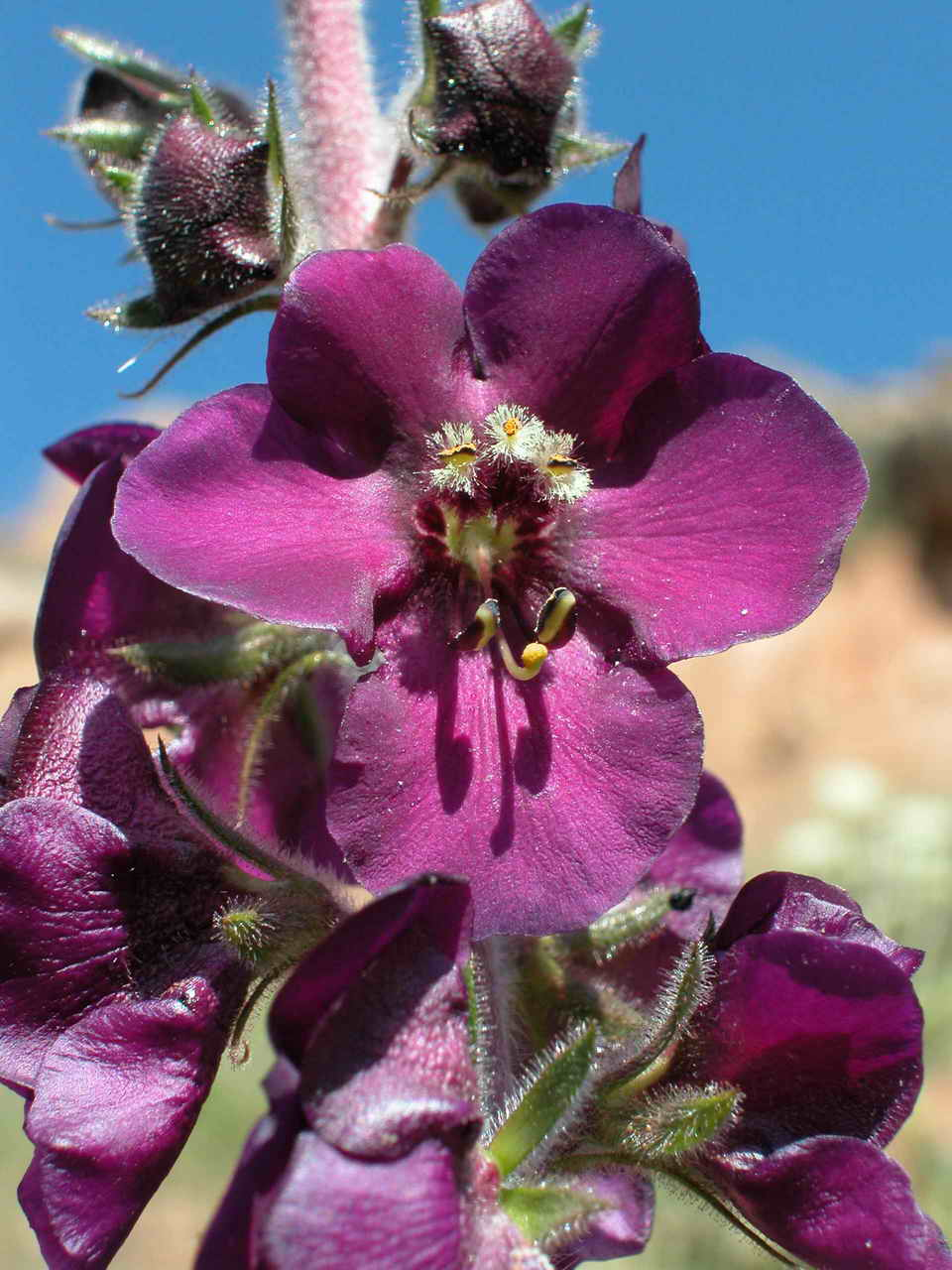
In Anatolien gibt es viele endemische Arten der Königskerzen, hier: Verbascum wiedemannianum

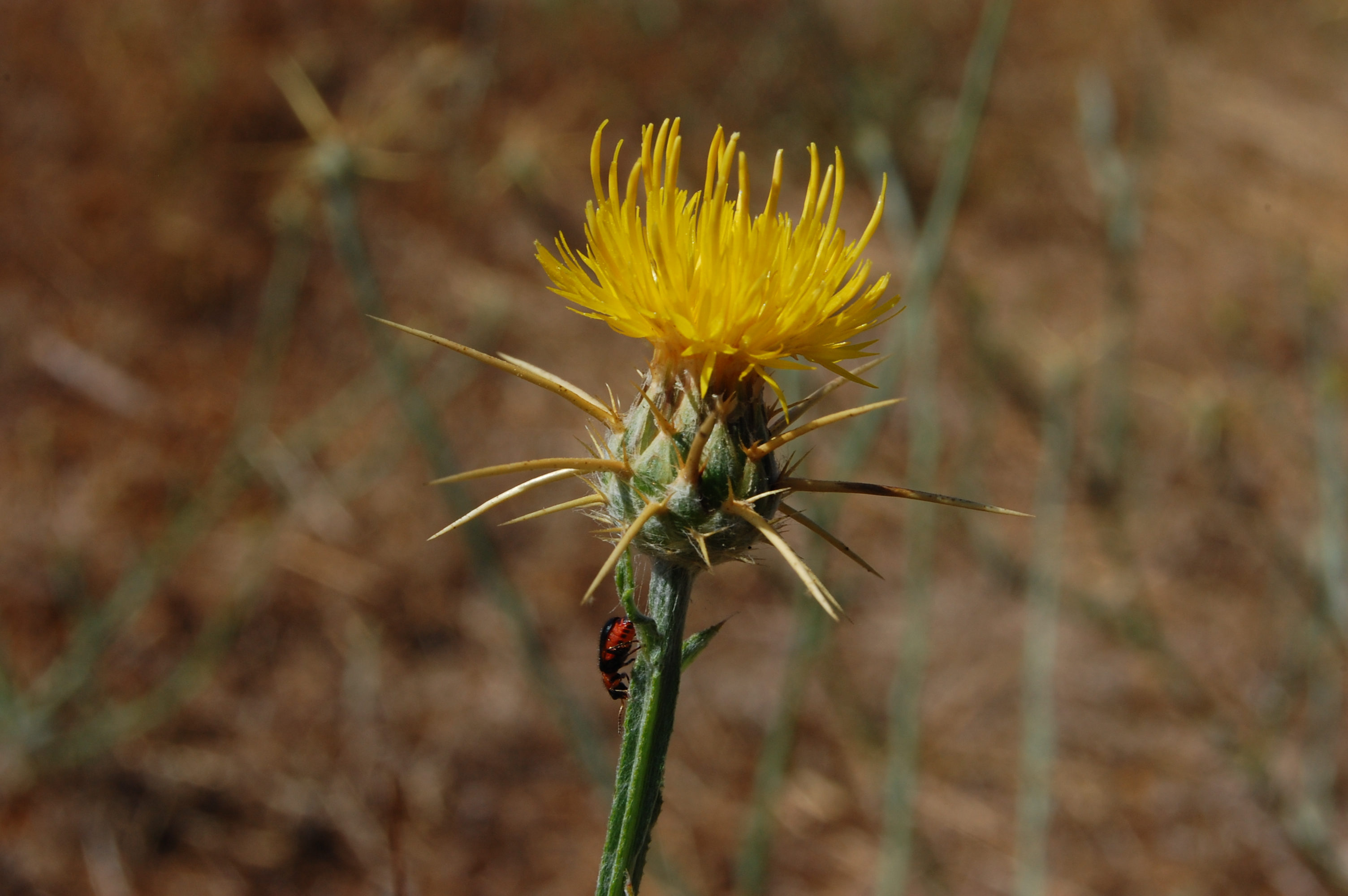
In den Steppenregionen überwiegen trockenresistente Pflanzen, die sich mit Dornen gegen Verbiss schützen, hier die Sonnenwend-Flockenblume

Die Flora der Türkei gilt als die vielfältigste und abwechslungsreichste des Nahen Ostens. Mittlerweile wurden mehr als 9000 Arten aus über 850 Gattungen bestimmt. Etwa ein Drittel dieser Arten ist endemisch. Gründe für diese extrem hohe Endemitenrate sind das Zusammentreffen verschiedener phytogeographischer Regionen, die klimatische Vielfalt und eine gebirgsreiche Landschaft; Faktoren, die eine starke Ausdifferenzierung ermöglichen. Die Gattungen Verbascum und Astragalus haben hier ihren Verbreitungsschwerpunkt. Viele endemische Arten sind jedoch gefährdet.
Die zentralen Steppengebiete werden von Dornpolstern und -sträuchern beherrscht, zum Beispiel Disteln, die der jahrhundertelangen Begrasung der Viehnomaden standhielten. Im Norden, vor allem an der Schwarzmeerküste, finden sich ausgedehnte Nadelwälder und wirtschaftlich genutzte Haselnuss-, Mais- und Teeplantagen, im Süden eher Obst- und Baumwollplantagen.
Auch sind viele Niederwildarten und Wildschweine heimisch, wobei sich ihr Bestand durch die Jagd beständig dezimiert. An Nutztieren finden sich vorrangig Rinder, Pferde, Büffel, Schafe und Ziegen. Der Kamelbestand ging in den letzten Jahrzehnten stetig zurück; sie werden heute in erster Linie für sportliche Wettkämpfe und nicht mehr als Lastenträger gezüchtet.
An der türkischen Küste trifft man auch auf die verschiedensten Fischarten und auch auf Delphine. Vereinzelt trifft man auch im Meer auf unterschiedliche Haiarten, die jedoch eher nicht in Küstennähe kommen. Die in Europa für ausgestorben gehaltene Mönchsrobbe findet man mittlerweile wieder an der Ägäisküste der Türkei und Griechenland.
Die größten Raubtiere, die heute noch in der Türkei leben, sind unter anderem Braunbär, Wolf, Goldschakal und Eurasischer Luchs. Die Streifenhyäne lebt im Südosten des Landes. Vereinzelt trifft man auch Schleichkatzen und Wildkatzen und im Südosten des Landes auf Wüstenwarane und Ichneumone. Im Laufe der Zeit sind Raubtiere gejagt und ausgerottet worden. Der letzte Asiatische Löwe wurde im Jahr 1870 erlegt. Der letzte Kaspische Tiger wurde 1970 geschossen. Der im Jahr 1974 für ausgestorben erklärte anatolische Leopard wurde nach mehrjähriger Forschung im Jahre 2013 in der Schwarzmeerregion wiederentdeckt.

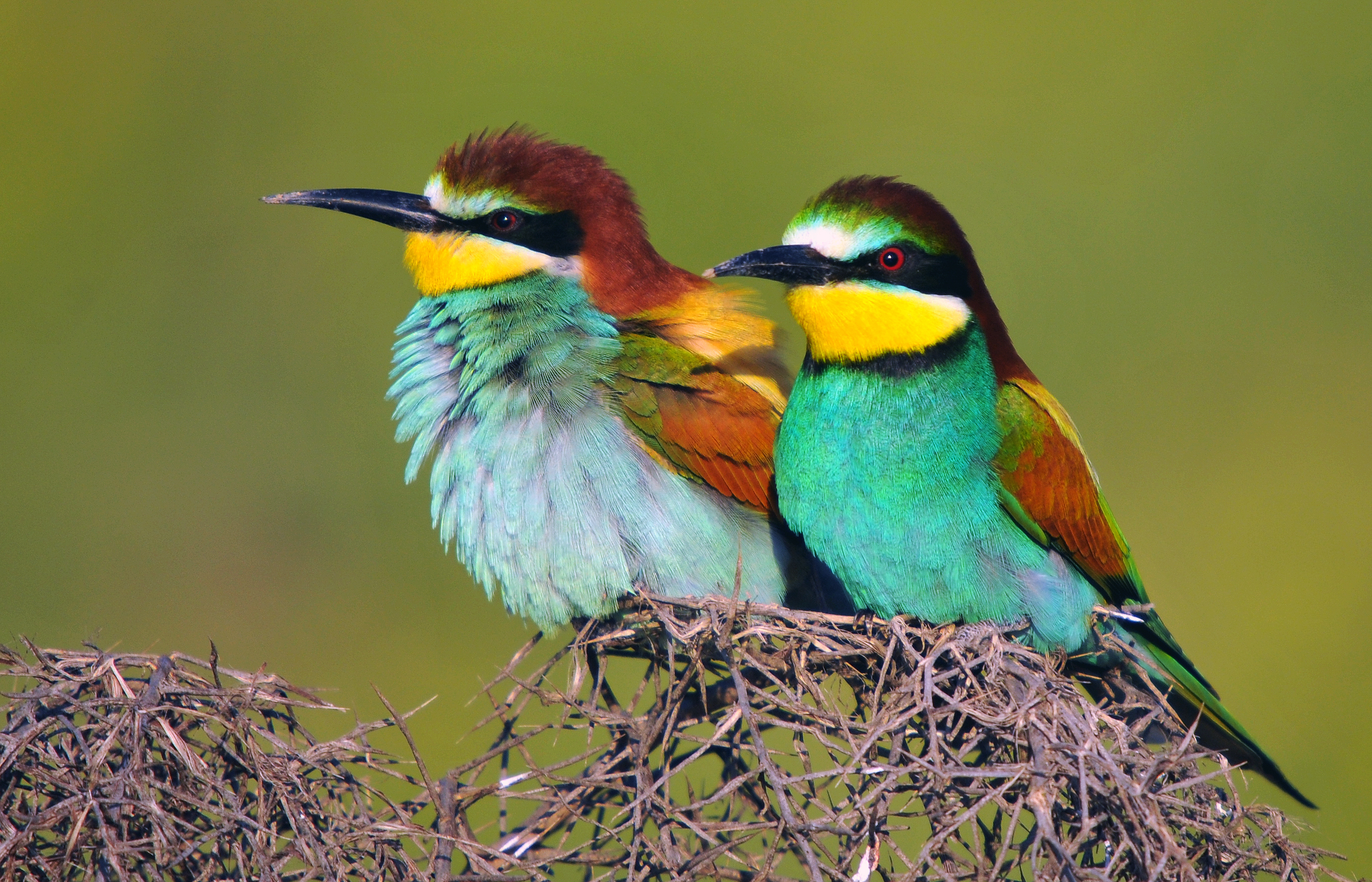
Bienenfresser in der Provinz Diyarbakır, Südostanatolien

Die Türkei ist Brut- und Überwinterungsplatz für zahlreiche Vogelarten. Südlich von Bandırma – im Kuşcenneti-Nationalpark – liegt ein bekanntes Vogelparadies, wo Pelikane, Wildenten, Störche, Kormorane, Nachtigallen und Fasane ihre Heimat gefunden haben. Wichtige Kolonien der Rosaflamingos befinden sich im Inneren und im Süden des Landes.

### Naturschutzgebiete
1,3 % der Fläche der Türkei stehen unter Naturschutz. Dazu gehören zehn Küstenschutzgebiete, 18 Naturschutzgebiete und 41 Nationalparks, wovon zwei von der UNESCO zum Weltnaturerbe erklärt wurden. Die Türkei hat auch Anteile am Grünen Band Europas und der europäische Teil des Landes liegt im Blauen Herz Europas.
Die geringe finanzielle Ausstattung des Umweltministeriums verhindert derzeit allerdings einen ausreichenden Schutz der Gebiete. Überdies entspricht kein Nationalpark oder Schutzgebiet in der Türkei den internationalen IUCN-Kategorien für Schutzgebiete.

### Badestrände und touristische Landschaften

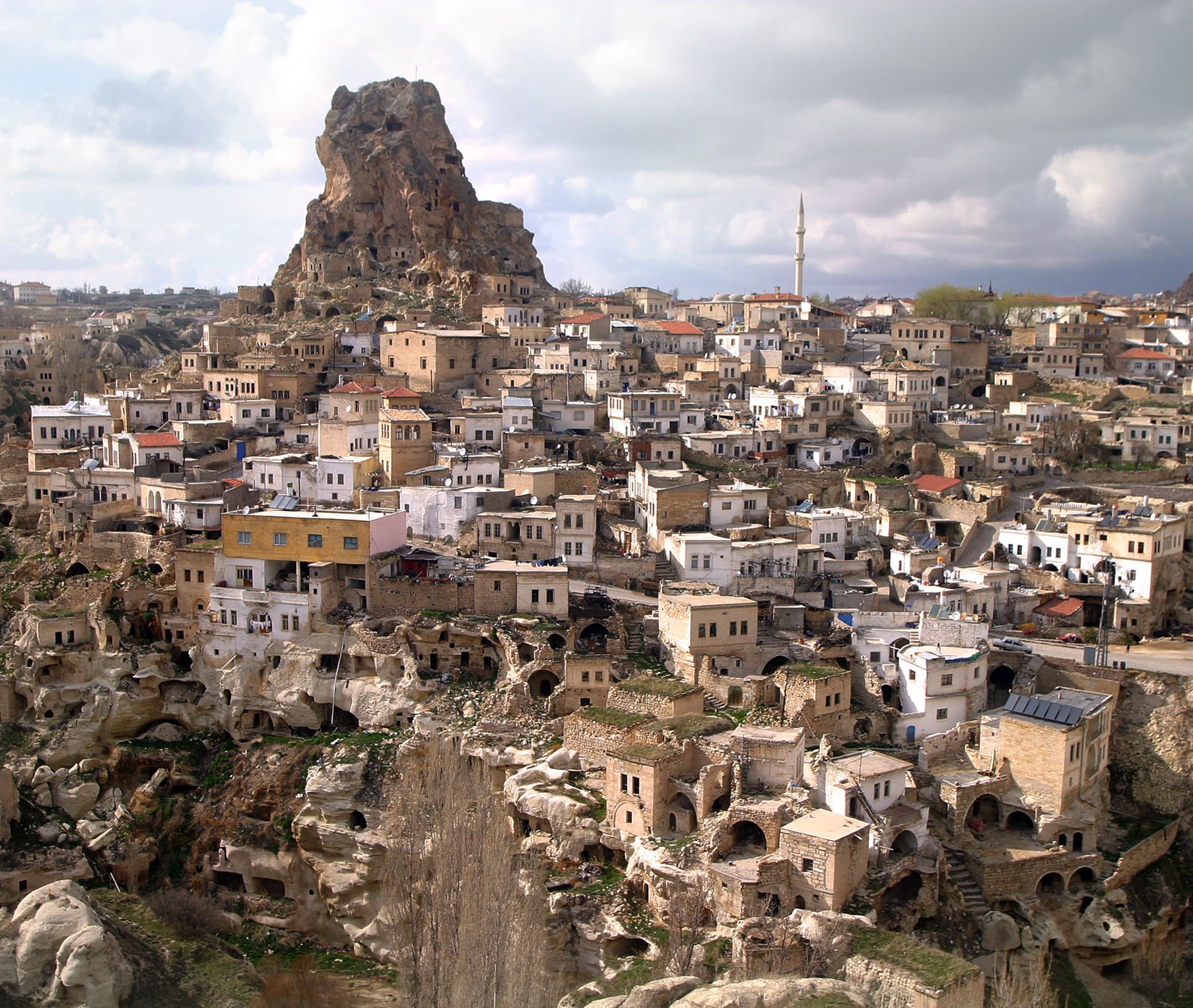
Landschaft in Kappadokien

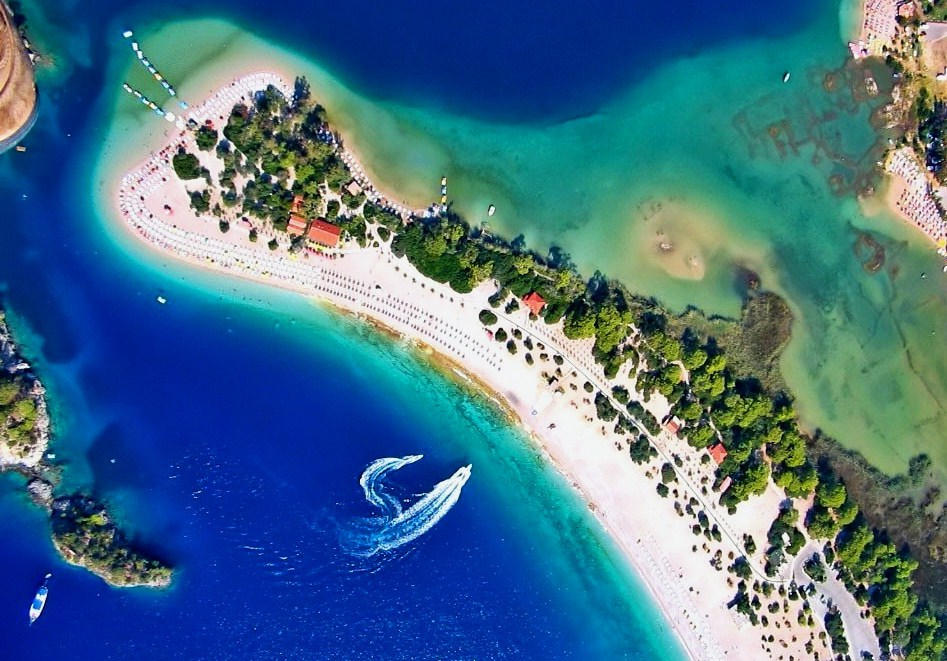
Ölüdeniz von oben

Insgesamt sind 235 (Stand 2007) Strände in der Türkei mit der blauen Flagge ausgezeichnet, die jedes Jahr an Strände und Marinas vergeben wird, an denen in der vorangegangenen Saison ein konstant hoher Standard hinsichtlich der Badewasserqualität eingehalten wurde.
Die Südküste zwischen Antalya im Westen und dem Kap Anamur im Osten der Türkei, auch als Türkische Riviera bekannt, ist eines der touristischen Zentren des Landes. Neben Antalya ist Alanya die wichtigste Stadt. Daneben ist für Badeurlauber die südliche Ägäisküste sehr beliebt. Ein weiterer sehr beliebter Badeort ist Bodrum. Neben dem ausschweifenden Nachtleben ist Bodrum für seine mittelalterliche Kreuzritterburg (Bodrum Kalesi) bekannt. Fethiye ist für seine Buchten, Inseln und Strände bekannt. In der Nähe befindet sich Myra, wo sich neben lykischen Felsengräbern die Kirche des Nikolaus befindet.
Kappadokien ist eine Landschaft in Zentralanatolien. Einer der bekanntesten Orte ist Göreme mit seinen aus weichem Tuff herausgehauenen Höhlenkirchen. Die Gegend besteht aus Tuff, der wegen der geringen Niederschlagsmengen und des Windes nur langsam verwittert. Härteres Gestein bleibt stehen, so dass Feenkamine entstehen.

## Bevölkerung

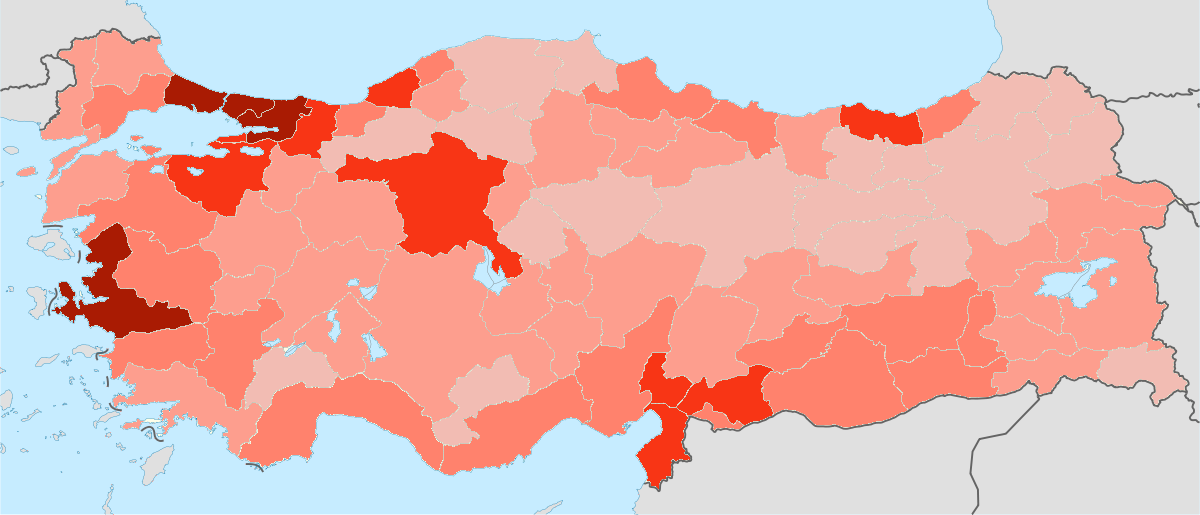
Provinzen der Türkei nach Bevölkerungsdichte (2014)

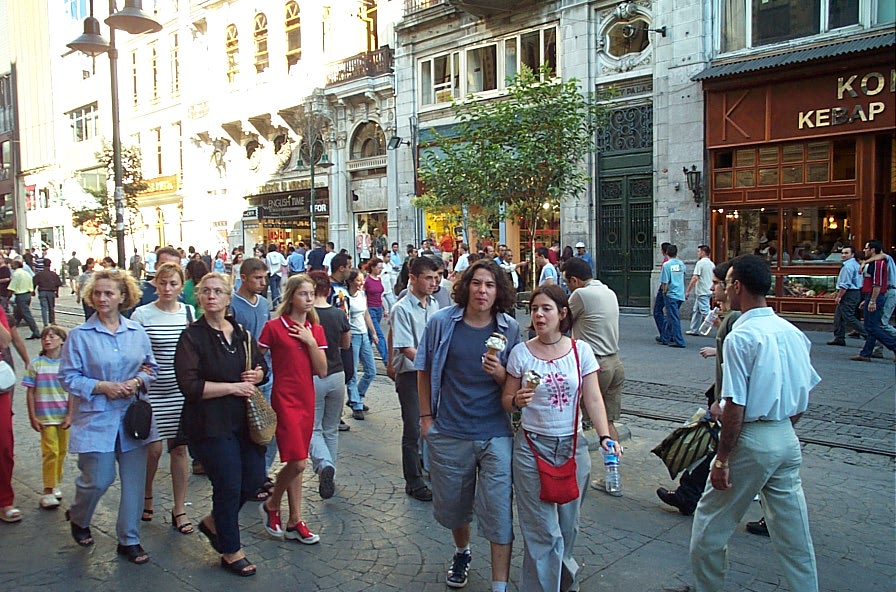
Menschen auf der İstiklal Caddesi, Beyoğlu (1999)

Seit der Republikgründung im Jahre 1923 wuchs die Bevölkerung der Türkei schnell an. 1927 lebten in der Türkei knapp 14 Millionen Menschen, 2003 waren es knapp 70 Millionen (siehe Grafik), 2014 waren es 77,7 Millionen. Die Türkei ist gleichzeitig ein Auswanderungs- und Einwanderungsland.
Nach der Machtübernahme der Kommunistischen Partei im Jahr 1949 flohen zahlreiche Uiguren aus China. Heute leben in der Türkei mehr als 40.000 Uiguren, viele in zweiter oder dritter Generation. Es ist ihre größte Diaspora weltweit. Während der 1960er, 1970er und 1980er Jahre verließen Millionen Türken ihr Land als Arbeitsmigranten („Gastarbeiter“) oder politische Flüchtlinge und gingen etwa nach Deutschland, Belgien, Frankreich, Schweden, in die Niederlande, die Schweiz und nach Österreich. Vor allem Minderheiten verließen die Türkei, etwa Assyrer/Aramäer, Aleviten, Armenier, Griechen, Kurden, Juden, Jesiden und Zaza.
Nach dem Fall des Eisernen Vorhanges und dem Zerfall der Sowjetunion kamen aus dem Balkan, Griechenland, dem Nahen Osten, dem Iran, Zentralasien und der Krim Aussiedler in die Türkei. 2009 wählten etwa 4600 Deutsche die Türkei als neue Wahlheimat, von insgesamt rund 155.000 deutschen Auswanderern. Neben dem Klima und schönen Landschaften gelten vor allem die günstigen Lebenshaltungskosten sowie relativ geringe bürokratische Hürden als einwanderungsfördernde Faktoren. 2016 hielten sich in der Türkei 2,8 Millionen Flüchtlinge auf, die meisten davon waren Vertriebene des Bürgerkriegs in Syrien. Die Türkei war damit das Land mit der weltweit höchsten Anzahl an Flüchtlingen. Im Jahre 2017 waren 6 % der Bevölkerung Migranten oder Geflüchtete.
Nachfolgend sind die Einwohnerzahlen der Türkei in ausgewählten Jahren aufgelistet:
| Jahr | Einwohnerzahl | Veränderung | Jahr | Einwohnerzahl | Veränderung |
| ---- | ------------- | ----------- | ---- | ------------- | ----------- |
| 1927 | 13.648.000    |             | 1980 | 44.736.957    | 10,88 %     |
| 1930 | 14.448.000    |             | 1985 | 50.664.458    | 13,25 %     |
| 1935 | 16.158.018    | 11,84 %     | 1990 | 56.473.033    | 11,46 %     |
| 1940 | 17.820.950    | 10,29 %     | 2000 | 67.844.903    |             |
| 1945 | 18.790.174    | 5,44 %      | 2005 | 72.900.428    | 7,45 %      |
| 1950 | 20.947.188    | 11,48 %     | 2010 | 73.722.988    | 1,13 %      |
| 1955 | 24.064.763    | 14,88 %     | 2015 | 78.741.053    | 6,81 %      |
| 1960 | 27.754.820    | 15,33 %     | 2020 | 83.614.362    | 6,19 %      |
| 1965 | 31.391.421    | 13,10 %     | 2021 | 84.680.273    |             |
| 1970 | 35.605.176    | 13,42 %     | 2022 | 85.279.553    |             |
| 1975 | 40.347.719    | 13,32 %     |      |               |             |

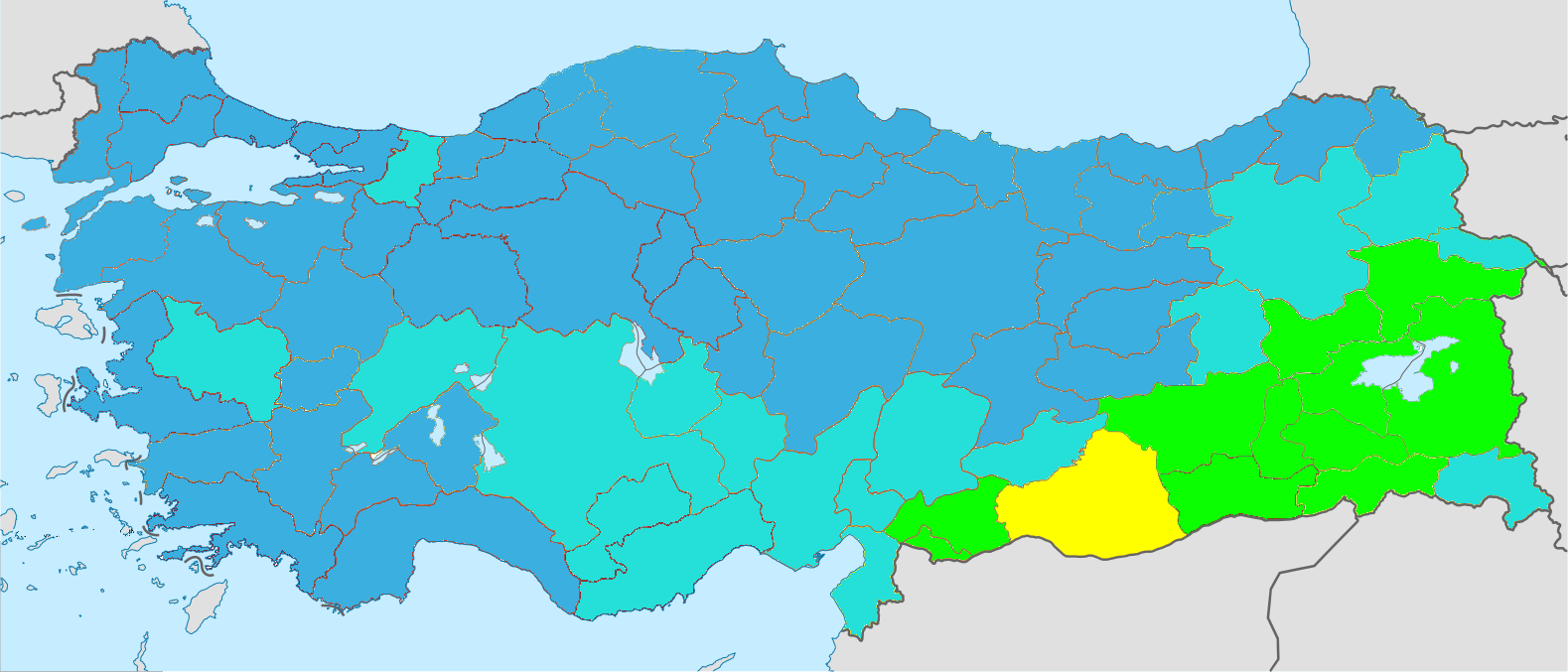
Fertilitätsrate nach Provinzen (2023). Die Fertilitätsrate ist in Südostanatolien deutlich höher als im Westen des Landes.

Die Türkei verfügt über eine sehr junge Bevölkerung. Der Altersdurchschnitt liegt bei etwa 30,7 Jahren (Stand 2014). Die Altersstruktur setzte sich 2014 folgendermaßen zusammen: 24,28 % der Staatsbürger sind unter 14 Jahre alt, 67,75 % zwischen 15 und 64 Jahre und nur 7,97 % über 65 Jahre alt. Als Erdoğan 2002 die Regierung übernahm, lag die durchschnittliche Geburtenrate bei 2,8 Kindern je Frau, 2022 ist sie auf 1,7 gesunken.
Bevölkerungsverteilung nach Altersgruppen:
| Männer | Frauen |

|  |  |

|  |  |

|  |  |

|  |  |

|  |  |

|  |  |

|  |  |

|  |  |

|  |  |

|  |  |

|  |  |

|  |  |

|  |  |

|  |  |

|  |  |

|  |  |

|  |  |

|  |  |

### Völker
Die ethnische Zusammensetzung der Bevölkerung in der Türkei ist nicht exakt feststellbar. Bei offiziellen Volkszählungen wird die ethnische Zugehörigkeit nicht mehr erfasst. Ermittelt werden hingegen Muttersprache und Zweitsprache, wobei die Zahlen bei vielen Minderheiten rückläufig sind. Hinzu kommt, dass sich seit Jahrhunderten die verschiedensten Volksgruppen mischen, sodass die Zurechnung zu einer Volksgruppe vielfach schwerfällt. Die Angaben zu den Ethnien differieren stark, je nachdem, welche Quellen herangezogen werden. Demnach leben in der Türkei folgende Ethnien: 70 bis 77 % Türken, 19 % Kurden, 4 % Zazas, 3 % Tscherkessen, 2 % Bosniaken, 1 % Araber, 1 % Albaner, 1 % Lasen, 1 % Georgier sowie Armenier/Hemşinli, Bulgaren/Pomaken, Assyrer/Aramäer, Tschetschenen, Griechen/Pontier, Juden, Roma und viele weitere.
Im Jahre 1914 gab es im Osmanischen Reich etwa 1,3 Millionen Armenier mit der Muttersprache Armenisch. Ihre Zahl ist durch den Völkermord von 1915 bis 1917 und die Vertreibungen auf etwa 40.000 zurückgegangen. Hinzu kommen etwa 70.000 illegale armenische Einwanderer.
Mehr als 100.000 Griechen sahen sich in Folge des Pogrom von Istanbul im Jahr 1955 gedrängt, die Türkei zu verlassen. Dabei handelte es sich mutmaßlich um ein organisiertes staatliches Vorhaben.
Die Bevölkerungsgruppe der Türken wird unterschiedlich definiert. Die türkische Regierung zählt seit 1965 Bevölkerungsgruppen dazu, die von anderen Quellen zum Teil als Angehörige anderer Turkvölker angesehen werden. Dies betrifft etwa 600.000 Aserbaidschaner, jeweils bis zu 200.000 Mescheten und Turkmenen, etwa 15.000 Gagausen, jeweils etwa 1000 Kasachen, Kirgisen, Kumyken, Usbeken und 500 Uiguren.

### Sprachen
Die National- und Amtssprache der heutigen Türkei ist die Turksprache Türkisch, die von über 80 % der Bevölkerung als Muttersprache und von weiteren 10–15 % als Zweitsprache gesprochen wird. Die türkische Gebärdensprache wurde im Juli 2005 gesetzlich anerkannt.
Darüber hinaus gibt es etwa 20 Sprachen aus insgesamt fünf verschiedenen Sprachfamilien, die heute von nicht-türkischen in der Türkei ansässigen Ethnien und Minderheiten gesprochen werden. In diesem Sinne ist die Türkei ein multiethnischer Staat. Die bedeutendsten dieser Sprachen sind
- Kurmandschi oder Nordkurdisch mit etwa 14 Mio. Sprechern[43] (indogermanische Sprache des iranischen Zweigs)
- Zazaisch mit 1,2–2 Mio. Sprechern (indogermanische Sprache des iranischen Zweigs)
- Arabisch (Nordmesopotamisches Arabisch) mit etwa 1 Mio. Sprechern (afroasiatische Sprache des semitischen Zweigs)
- Aserbaidschanisch mit 550.000 Sprechern in der Türkei (Turksprache des oghusischen Zweigs)
- Kabardinisch oder Ost-Tscherkessisch mit 550.000 Sprechern in der Türkei (westkaukasische Sprache)
- Bulgarisch (Pomakisch) mit 300.000 Sprechern (indogermanische Sprache des slawischen Zweigs)
- Adygeisch oder West-Tscherkessisch mit knapp 300.000 Sprechern (westkaukasische Sprache)
- Westarmenisch und Hamschen mit 70.000 Sprechern (indogermanische Sprache)

Griechisch, vor allem Pontisch, wurde um 1914 noch von 1,73 Millionen Menschen gesprochen, die allerdings durch anhaltende Verfolgung vertrieben wurden. Bis heute sind noch 4.000 Sprecher in Istanbul geblieben. Von den einst weit verbreiteten aramäischen Sprachen – den Dialekten der aramäischen Christen – ist heute außer dem Turoyo (3.000 Sprecher) nur noch die kleine Hertevin-neuaramäische Sprache (1.000 Sprecher) in der Türkei vertreten. Die früheren aramäischen Sprachen Nestorianisch-Neuaramäisch („Assyrisch“), Chaldäisch-Neuaramäisch (Kaldoyo) und Jüdisch-Neuaramäisch (Lishana Deni) werden heute in der Türkei nicht mehr gesprochen.
Zur kartwelischen Gruppe der kaukasischen Sprachen gehören in der Türkei Georgisch (40.000 Sprecher) und Lasisch (30.000). Außer den schon erwähnten Sprachen Kabardinisch und Adygeisch werden die westkaukasischen Sprachen Abchasisch (5.000) und Abasinisch (10.000) in der Türkei gesprochen. Die Sprecher dieser kaukasischen Sprachen (also ohne Lasen und Georgier) werden meist zusammengefasst Çerkez („Tscherkessen“) genannt und sind die Nachkommen von Einwanderern, die in der zweiten Hälfte des 19. Jahrhunderts in der Folge der russischen Eroberung der kaukasischen Gebiete und der damit verbundenen ethnischen Säuberungen in das Osmanische Reich geflohen sind.
Andere Minderheitensprachen sind die indogermanischen Sprachen Albanisch (15.000 Sprecher in der Türkei), Romani (25.000) und Domari (30.000). Durch aktuelle Flüchtlingsbewegungen gibt es über die etwa zwanzig genannten Landessprachen hinaus heute kleinere Gruppen von Sprechern der Turksprachen Turkmenisch, Kasachisch, Kirgisisch, Usbekisch, Uigurisch, Kumykisch und Krim-Tatarisch; außerdem einige Hundert Sprecher der kaukasischen Sprachen Tschetschenisch, Lakisch und Lesgisch sowie der iranischen Sprachen Ossetisch und Persisch. Da es sich hierbei um Flüchtlingsgruppen handelt, werden diese Sprachen nicht zu den „Sprachen der Türkei“ gezählt.
Auf dem Staatsgebiet der heutigen Türkei wurden im Laufe der Geschichte viele bedeutende Sprachen gesprochen, die heute ausgestorben sind. Zu den wichtigsten zählen Hethitisch, Luwisch, Lykisch, Lydisch, Phrygisch, Akkadisch (in der Form des Assyrischen), Urartäisch, Altgriechisch, Byzantinisch, Altarmenisch, Lateinisch und das klassische Syrisch, die Religionssprache der aramäischen Christen.

### Religionen

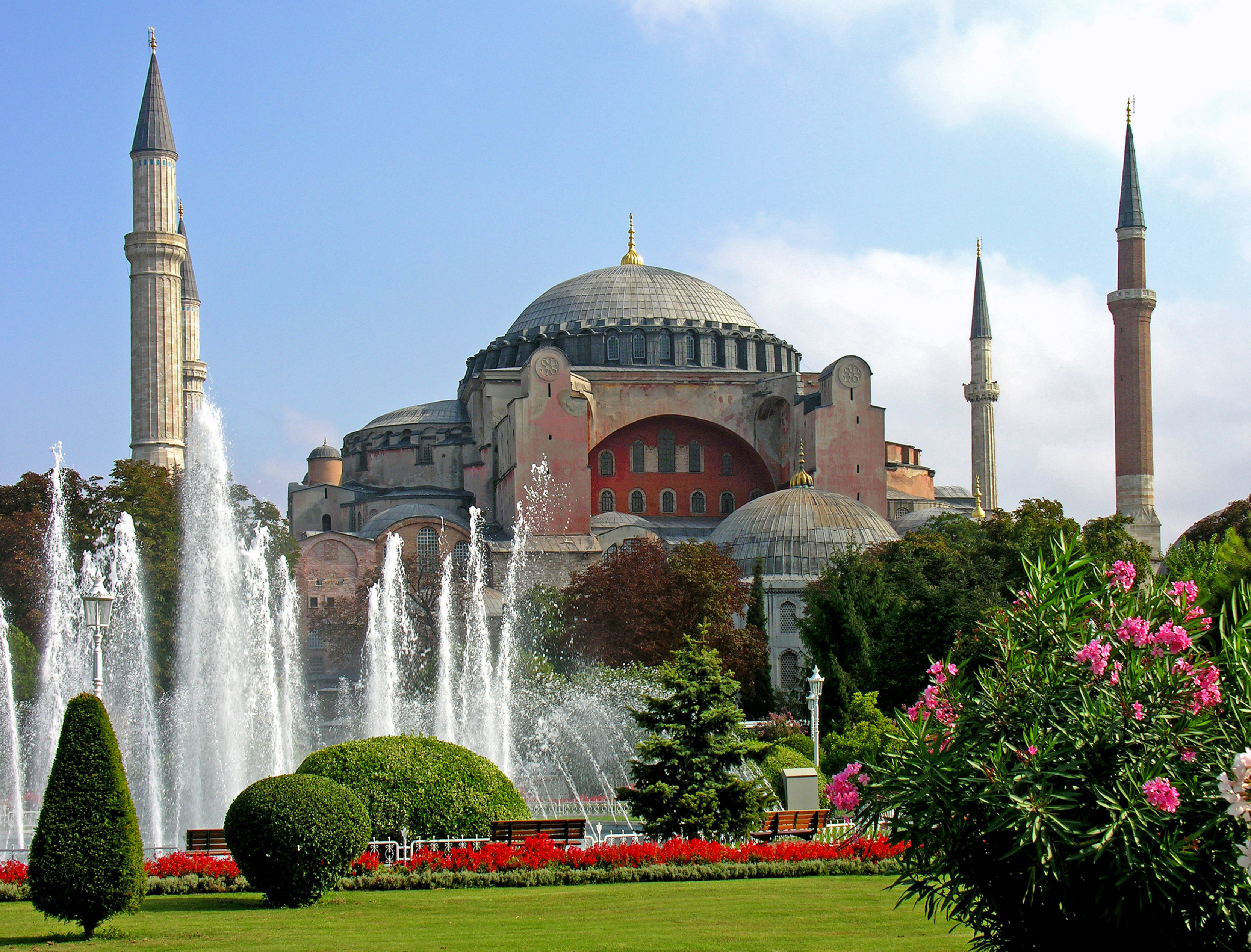
Hagia Sophia – ursprünglich eine byzantinische Kirche, später in eine Moschee umgewandelt

Nach offiziellen Statistiken sind etwa 99 % der türkischen Bevölkerung Muslime (davon sind ca. 82 % Sunniten, 16 % Aleviten und 1–2 % Alawiten). Diese Zahl ist allerdings nur bedingt aussagekräftig, weil jeder Einwohner der Türkei, wenn er nicht explizit als einer anderen Religion zugehörig erklärt wird, automatisch als Muslim erfasst wird. Ein Gegenstück zum Kirchenaustritt gibt es nicht, sodass auch Atheisten, Agnostiker sowie keiner Religionsgemeinschaft angehörende Bürger in der amtlichen Statistik als Muslime erfasst werden. Die genaue Anzahl der Muslime und der konfessionslosen Einwohner ist daher nicht bekannt. Gemäß einer Umfrage 2022 sind tatsächlich 92 % der Bevölkerung Muslime (2 % andere Religion, 6 % keine Religion). Nach offiziellen Angaben leben in der Türkei außerdem 0,2 % Christen (125.000) und 0,04 % Juden (23.000). Auch eine kleine Anzahl von Jesiden und der Dönme lebt hier.
Zu Beginn des 20. Jahrhunderts lebten jedoch noch etwa 20 % Christen (insbesondere Armenier und Griechen) auf dem Gebiet der heutigen Türkei und 1923 wurden über 120.000 Juden gezählt. Seit der Gründung der Republik gilt die Trennung zwischen Staat und religiösen Institutionen. Die Stellung des Islams als Staatsreligion wurde im Jahr 1928 unter Staatsgründer Atatürk per Verfassungsänderung aufgehoben. Die Türkei sieht sich seither als laizistischen Staat an, der keine religiösen Präferenzen hat. So gilt die Scharia, anders als in vielen muslimischen Staaten, in der Türkei nicht. In den letzten Jahren haben jedoch konservativ-religiöse Strömungen in der Bevölkerung stark an Einfluss gewonnen.
Das staatliche Präsidium für Religionsangelegenheiten (DİB) verwaltet die sunnitischen Einrichtungen. Trotz der in Artikel 2 der türkischen Verfassung festgelegten Trennung von Staat und Religion (Artikel 2: „Die Republik Türkei ist ein […] demokratischer, laizistischer und sozialer Rechtsstaat.“) ist das mit weitreichenden Befugnissen ausgestattete DİB dem Amt des türkischen Staatspräsidenten angegliedert und untersteht dem jeweils amtierenden Präsidenten. Vom DİB werden islamische Rechtsgutachten (Fetva) erstellt und in Auftrag gegeben. Im Jahr 2008 stellte das DİB durch eine Fetva fest, dass eine Abkehr vom Islam hin zu einer anderen Religion erlaubt sei. Der Koran sehe neben einer jenseitigen Strafe keine weltliche Strafe für den Abfall vom Islam vor.

## Soziale Lage

Entwicklung der Lebenserwartung (in Jahren)

Das Entwicklungsprogramm der Vereinten Nationen zählt die Türkei zu den Ländern mit sehr hoher menschlicher Entwicklung.
Der Staat stellt für alle Bürger eine medizinische Grundversorgung zur Verfügung. Im Jahre 2020 kamen auf 1000 Einwohner 1,87 Ärzte. Die Lebenserwartung betrug im Zeitraum von 2015 bis 2020 in der Türkei 76,8 Jahren (bei den Männern 75,6 Jahre und bei den Frauen 81,2 Jahre).
| Zeitraum  | Lebenserwartung in Jahren | Zeitraum  | Lebenserwartung in Jahren |
| --------- | ------------------------- | --------- | ------------------------- |
| 1950–1955 | 41,01                     | 1985–1990 | 63,04                     |
| 1955–1960 | 43,69                     | 1990–1995 | 65,49                     |
| 1960–1965 | 47,22                     | 1995–2000 | 68,49                     |
| 1965–1970 | 50,78                     | 2000–2005 | 71,37                     |
| 1970–1975 | 53,75                     | 2005–2010 | 73,37                     |
| 1975–1980 | 57,05                     | 2010–2015 | 74,83                     |
| 1980–1985 | 60,22                     | 2015–2020 | 76,80                     |

Die Türkei weist laut einer Studie der Credit Suisse für 2014 einen Gini-Koeffizient von 0,84 auf und ist damit ein Land mit einem „hohen Grad an Vermögensungleichheit“. Die Vermögensungleichheit nahm in den Jahren 2002 bis 2014 zu: Der Anteil des reichsten ein Prozents der türkischen Bevölkerung stieg in diesem Zeitraum von 39,4 Prozent des gesamten Vermögens auf 54,3 Prozent. Laut Forbes gab es 2017 in der Türkei 29 Milliardäre.
Die Arbeitsbedingungen von Beschäftigten in der Türkei standen in der Vergangenheit vermehrt in der Kritik. Laut dem Bericht der Menschenrechtsorganisation Walk Free befinden sich 1,3 Millionen Menschen in der Türkei 2023 in Formen moderner Sklaverei.

## Bildungssystem
Als einer der Gründerväter des modernen Bildungssystems der Türkei gilt Münif Pascha aus der Tanzimatperiode.

### Schulsystem

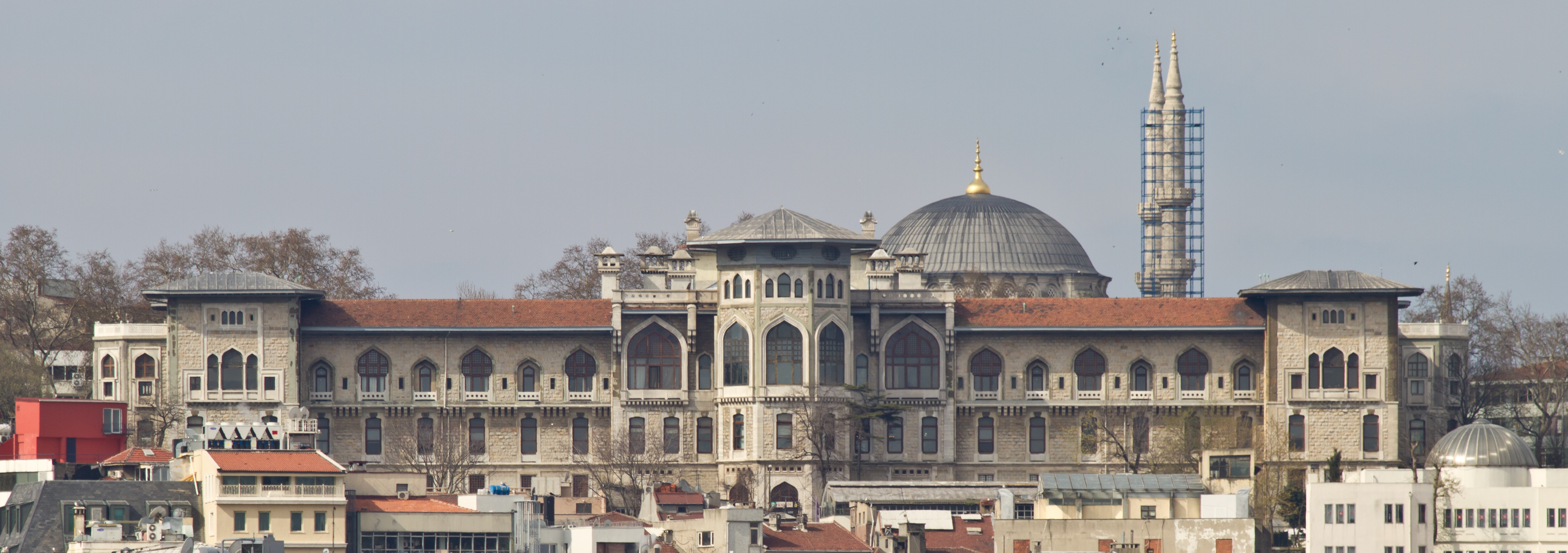
Das İstanbul Erkek Lisesi („Istanbuler Gymnasium“) ist ein rein staatliches türkisches Gymnasium in Istanbul

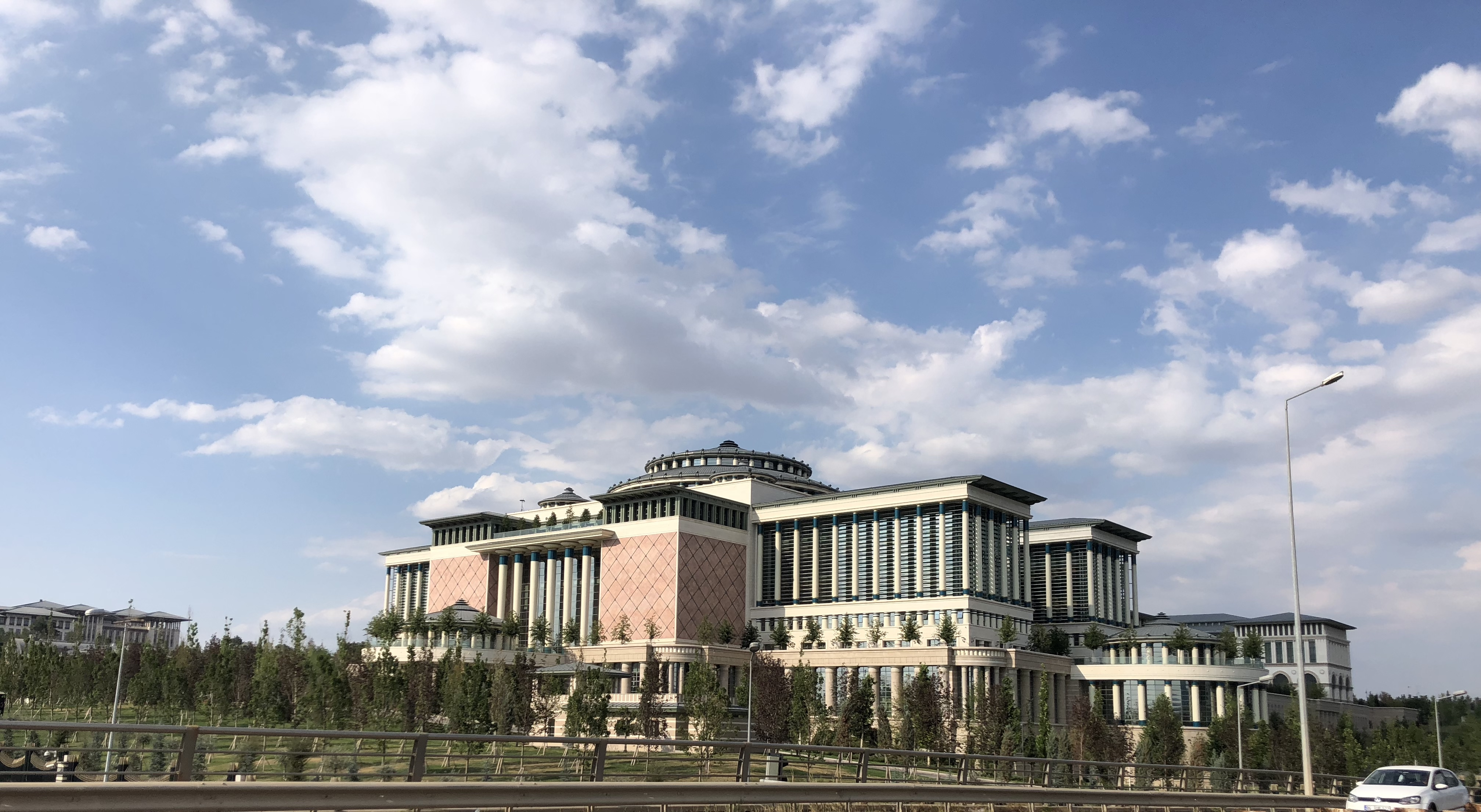
Die Bibliothek der Nation (türkisch Cumhurbaşkanlığı Millet Kütüphanesi) ist die größte Bibliothek der Türkei

Die gesetzliche Schulpflicht beträgt 12 Jahre. Sie wurde 1997 durch eine Schulreform von fünf auf acht, später durch eine weitere Schulreform zu Beginn des Schuljahres 2012/2013 auf zwölf Jahre erhöht. Dabei wurde auch das Schuleintrittsalter anfangs von sechs auf fünf Jahre reduziert, seit dem Schuljahr 2019/2020 dann auf 69 Monate angehoben. Die Schulpflicht teilt sich auf in vier Jahre Grundschule, vier Jahre Mittelschule/Sekundarstufe I und II und vier Jahre Gymnasium.
2004 bemühte sich die AKP-Regierung intensiv um den erleichterten Hochschulzugang der Berufsschulabgänger. Ziel der Bemühungen war es vor allem, den Abgängern der İmam-Hatip-Schulen den Zugang zu nicht-theologischen Studienfächern zu erleichtern. Die Imam-Hatip-Schulen gelten seit der Erziehungsreform von 1997 als Berufsschulen der Sekundarstufe II, in der Vorbeter (Imame) und Prediger ausgebildet werden. Im Februar 2006 wurde dieses Vorhaben der AKP-Regierung durch das Urteil des ersten Verwaltungsgerichts gestoppt. Es urteilte, dass ein Abschluss auf einer religiösen Imam-Hatip-Schule nicht zu einem Studium an einer Universität berechtigt.
Im Schulwesen der Türkei bestehen aufgrund mangelnder Finanzierung und der hohen Zahl schulpflichtiger Kinder erhebliche Defizite. Ca. 25 % der türkischen Bevölkerung sind im schulpflichtigen Alter. Die wirtschaftliche Kluft zwischen dem Osten und dem entwickelteren Westen der Türkei wirkt sich auch auf das Schulsystem aus. So besteht im Osten eine große Zahl von einzügigen Schulen mit mehr als 50 Schülern pro Klasse. 98,7 % aller schulpflichtigen Kinder gehen zur Schule. In der Türkei stieg die mittlere Schulbesuchsdauer über 25-Jähriger von 4,5 Jahren im Jahr 1990 auf 7,9 Jahre im Jahr 2015 an. Die aktuelle Bildungserwartung beträgt bereits 14,6 Jahre. Im Jahre 2015 konnten 95 % der türkischen Bevölkerung lesen und schreiben.
In den letzten PISA-Studien lag die Türkei im unteren Drittel der teilnehmenden Staaten. Im PISA-Ranking von 2015 erreichen türkische Schüler Platz 50 von 72 Ländern in Mathematik (Deutschland: Platz 16), Platz 53 in Naturwissenschaften (Deutschland: Platz 15) und Platz 50 (Deutschland: Platz 10) beim Leseverständnis. Die Leistungen türkischer Schüler lagen damit in allen drei Kategorien unter den OECD-Durchschnitt, waren allerdings vergleichbar mit anderen Schwellenländern.

#### Re-Islamisierung
In den letzten Jahren versucht die türkische Regierung, Schulen und Hochschulen zunehmend zu re-islamisieren. Dazu tragen verschiedene Initiativen bei.
Kopftücher. An den türkischen Schulen und Hochschulen herrschte bis 2011 Kopftuchverbot, sowohl für die Schüler und Studenten als auch für die Lehrkräfte. Dieses Verbot war teils mit Polizeigewalt durchgesetzt und wurde in den letzten Jahren zunehmend Thema hitziger Debatten. Noch 2006 wurde das Verbot durch das erste Verwaltungsgericht in einem Urteil bestätigt und ausgedehnt. Im Oktober 2010 jedoch verfügte der Hohe Hochschulrat (YÖK): „Studentinnen dürfen bei Verstößen gegen die Kleiderordnung nicht mehr vom Unterricht ausgeschlossen werden“, wodurch Frauen nun sogar in einem Ganzkörperschleier teilnehmen könnten.
Koranunterricht. Die türkische Bildungspolitik hat sich nach Erdoğans Wahl zu seiner dritten Amtszeit stark verändert. Das Mindestalter für den Koranunterricht wurde auf drei Jahre gesenkt und die Anforderungen für die Lehrkräfte in diesem Bereich vermindert, so dass nun auch in Saudi-Arabien ausgebildete Imame die Kinder heranziehen dürfen. Im Rahmen der Bildungsreform ist das Schulsystem nun in vier Jahre Grundschule, vier Jahre Mittelschule und vier Jahre Oberschule unterteilt. Damit wird die Schulpflicht auf zwölf Jahre angehoben. Neben dem bestehenden Pflichtfach Religion wurden die drei neuen Wahlfächer Koran, Arabisch und das Leben des Propheten Mohammed eingeführt. Das Schuleintrittsalter wurde auf fünf Jahre gesenkt. Im Rahmen der Reform sind die Absolventen religiöser Akademien denen von geistes- und naturwissenschaftlichen Schulen bei der Zulassung für Hochschulen gleichgestellt worden. Kritiker befürchten dabei laut Michael Rubin, einem Experten für den Nahen Osten, dass Islamisten ohne fundierte Grundlage in den elementaren Geisteswissenschaften dadurch Staatsbeamte werden würden und so den Staatsapparat binnen einer Generation verändern könnten. Im Rahmen der Schulreform gibt es für die religiösen Gymnasien (İmam-Hatip-Schulen) jetzt auch Mittelschulen. Allein in Istanbul wurden zu diesem Zweck 76 Mittelschulen umgewandelt.
Evolution im Unterricht. Führende Bildungspolitiker befürworten, dass Evolution nicht mehr an türkischen Schulen unterrichtet wird. Der Vorsitzende des Bildungsausschusses, Alpaslan Durmuş, behauptete, dass die Theorie fragwürdig, umstritten und zu kompliziert für Schüler sei. Der türkische Vizepräsident Numan Kurtulmuş bezeichnete die Evolution Anfang 2017 als eine „archaische Theorie“.
Insgesamt sank das Bildungsniveau nach anfänglichen Erfolgen der Bildungspolitik der AKP gemäß den Pisa-Erhebungen. Besonders schlecht schneiden darin die İmam-Hatip-Schulen ab.

### Hochschulen

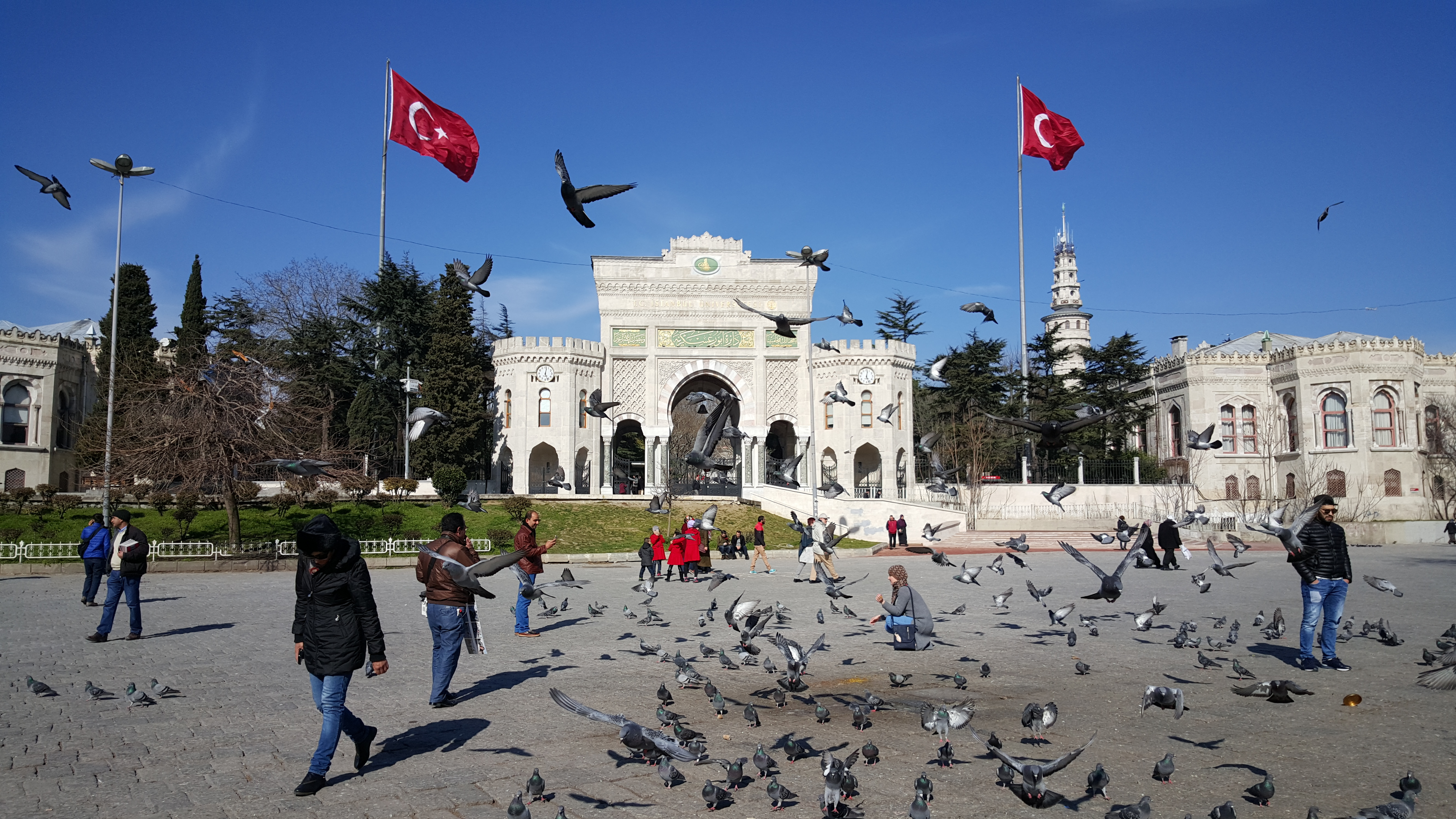
Haupteingang der Universität Istanbul; sie ist die älteste (Gründung 1453) und größte Universität der Türkei.

Die Türkei hat 172 Universitäten, darunter 69 staatlich anerkannte private Stiftungsuniversitäten, vier Militärakademien und eine Polizeiakademie. An den Universitäten des Landes studieren 3,6 Mio. Studenten und damit 33 % aller Schulabgänger eines Jahrganges. Diese werden von 111.495, Lehrkräften unterrichtet und betreut. Kontrolliert werden die Hochschulen durch den türkischen Hochschulrat (YÖK), dem seit 6. November 1981 alle Hochschulen unterstellt sind. Im Jahre 2007 studierten 2.294.707 Studenten an staatlichen Universitäten und 124.507 Studenten an privaten Universitäten. Die Quote der Hochschulabsolventen liegt bei 12,8 Prozent.
Der Hochschulrat koordiniert neben den Finanzen und dem Personalplan auch die Lehrinhalte, erarbeitet Pläne zur Eröffnung neuer Hochschulen und regelt den Zugang zu den Hochschulen. Jährlich wird durch die Türkische Zentralstelle für Studentenvermittlung, die dem YÖK unterstellt ist, eine Aufnahmeprüfung (Öğrenci Seçme Sınavı, ÖSS) durchgeführt. Das ÖSS-Ergebnis ist für die Wahl der Hochschule und des Studienfachs entscheidend.
Die Finanzierung der staatlichen Hochschulen hat 2012 mit einem Anteil von 1,18 % des BSP einen neuen Höchstwert erreicht. Für das Studium an den privaten Universitäten sind Gebühren zwischen 4100 und 10.000 Euro pro Jahr erforderlich. Bei den staatlichen Universitäten liegen die Gebühren zwischen 300 und 1000 Euro.
Nach zwei Jahren Studium wird der akademische Grad Önlisans vergeben. Dieser berechtigt die Aufnahme einer beruflichen Tätigkeit. Nach vier Jahren Studium erhält der Student den Grad Lisans, welcher der Standardabschluss ist. Nach weiterem Studium und dem Erlangen der Yüksek Lisans ist das Promovieren möglich.
Die meisten der 16.328 ausländischen Studenten kommen vor allem aus den zentralasiatischen Turkstaaten. Ein Teil der Studenten erhält zur Finanzierung des Studiums Studienkredite von der Anstalt für Kredite und Heime für Jugendliche in der Hochschulausbildung (Yurt-Kur). 2004 waren es 220.614 Studenten, 174.374 Studenten haben eine Wohnung in Studentenwohnheimen.
Im Januar 2008 stellte der neue Ministerpräsident Erdoğan eine Initiative zur Aufhebung des Kopftuchverbotes an Hochschulen vor. Am 6. Februar 2008 stimmte das türkische Parlament mit einer Zweidrittelmehrheit der dafür notwendigen Verfassungsänderung in erster Lesung zu. Diese wurde am 5. Juni 2008 vom Verfassungsgericht für nichtig erklärt. Seit Oktober 2010 dürfen Studentinnen nach Bekanntgabe des Hochschulrates der Türkei nicht mehr bei Verstößen gegen die Kleiderordnung vom Unterricht ausgeschlossen werden.
Eine Türkisch-Deutsche Universität in Istanbul wurde am 10. April 2010 gegründet und nahm zum Wintersemester 2013/2014 den Lehrbetrieb auf.

## Geschichte

### Vorgeschichte und Altertum

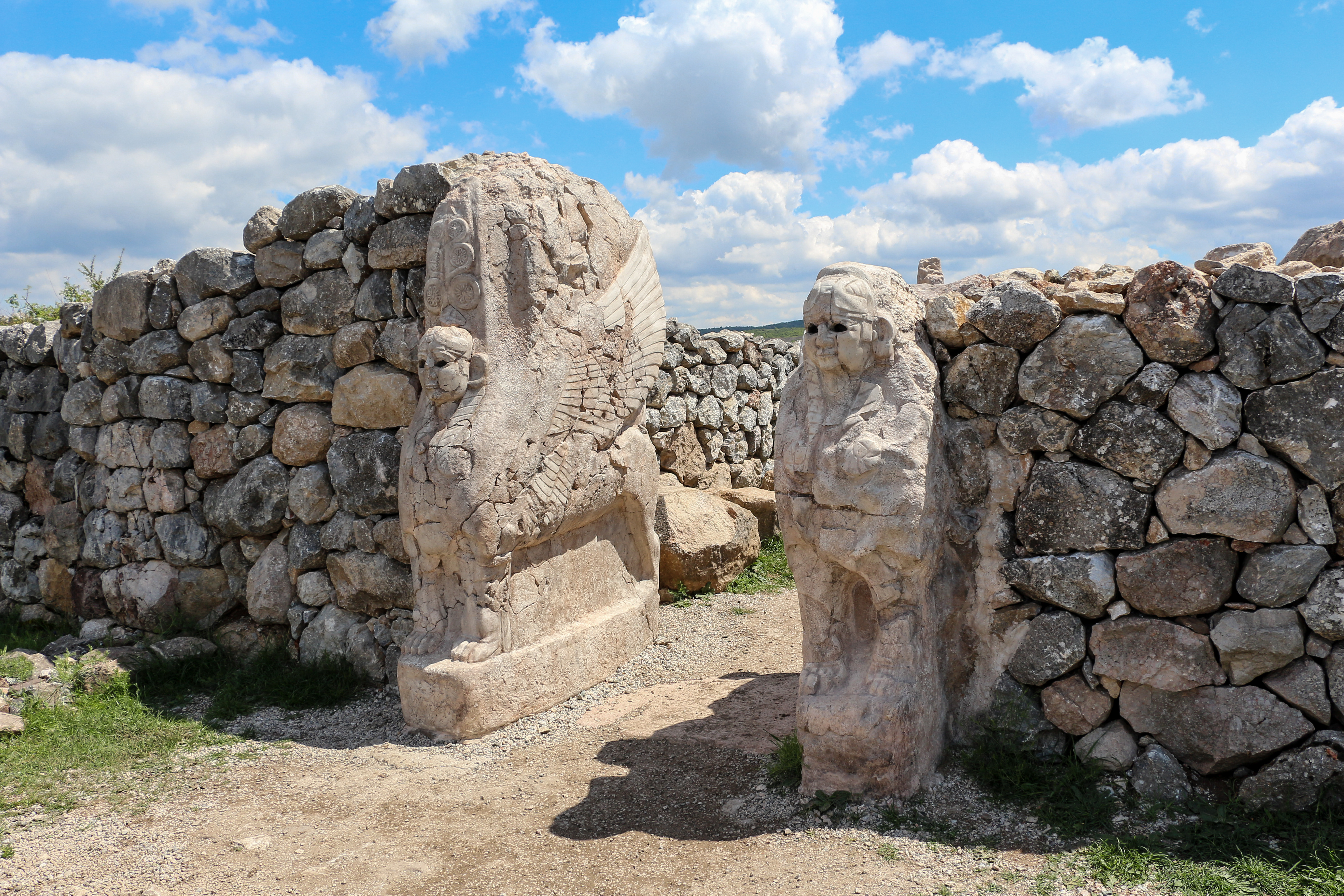
Ḫattuša war die Hauptstadt des Hethiter-Reiches

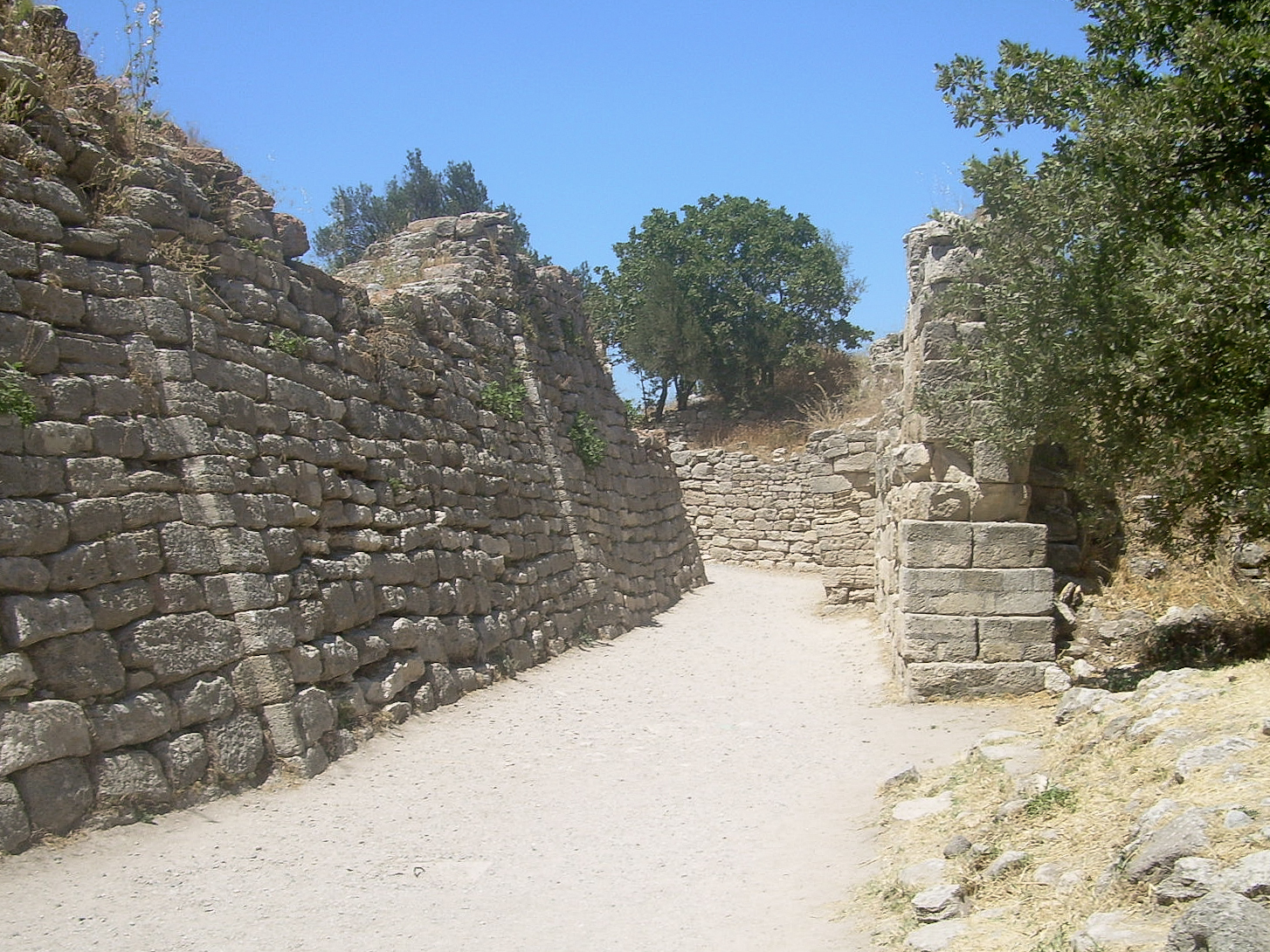
Bronzezeitliche Mauern in Troja

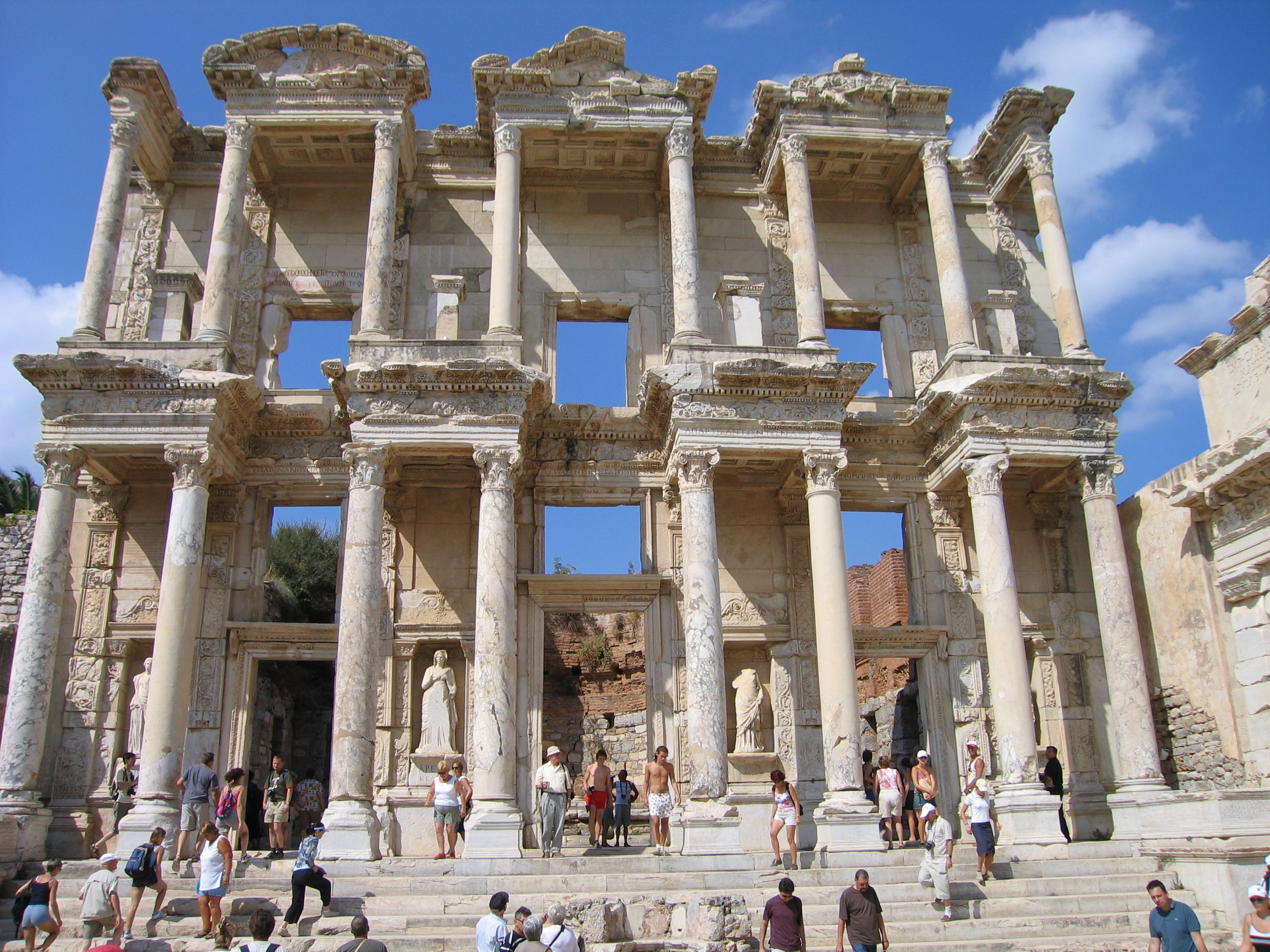
Ephesos, Celsus-Bibliothek, rechts das Südtor der Agora

Das Gebiet der heutigen Türkei ist seit der Altsteinzeit besiedelt. Sehr früh begann in der Osttürkei das Neolithikum. Zeugnisse davon sind in Göbekli Tepe, Nevalı Çori und Çatalhöyük zu sehen. Im dritten und zweiten Jahrtausend v. Chr. waren in Anatolien die Hattier (auch Protohattier) ansässig, in Nordmesopotamien die Hurriter.
In der zweiten Hälfte des dritten Jahrtausends wanderten neben den Luwiern die ebenfalls indogermanischen Hethiter ein, ihre Herkunft ist noch ungeklärt. Etwa zu dieser Zeit entstand ein Netz assyrischer Handelskolonien (karum) in Kleinasien. Nach einer Zeit lokaler Fürstentümer gründeten die Hethiter um 1600 v. Chr. ihr Großreich mit der Hauptstadt Ḫattuša. Ihr Reich endete aus unbekannten Gründen um 1200 v. Chr., ihre Kultur existierte jedoch in Kleinkönigreichen im südöstlichen Anatolien und in Syrien bis etwa 600 v. Chr. weiter. Ein möglicher Anlass für das Ende des Hethiterreiches waren die nach Homer aus Thrakien stammenden Phryger. Über ihre Frühzeit auf kleinasiatischem Gebiet gibt es wenig Zeugnisse, inzwischen zeichnet sich ab, dass sie ihre Hauptstadt Gordion bereits im 12. Jahrhundert v. Chr. besiedelten. Um 750 v. Chr. ist ein phrygisches Großreich um Gordion und Midasstadt nachweisbar, es endete 696 v. Chr. angeblich mit dem Einfall der wahrscheinlich aus Südrussland kommenden Kimmerer. Etwa gleichzeitig entstand mit der Hauptstadt Sardes im westlichen Kleinasien das Reich der Lyder, während im Nordosten vom 9. bis 7. Jahrhundert v. Chr. das Reich von Urartu existierte, das im mehr oder weniger ständigen Kampf mit den Assyrern lag.
Die Westküste Anatoliens (unter anderem Milet) wurde bereits seit Mitte des zweiten vorchristlichen Jahrtausends von ionischen, aiolischen und dorischen Griechen besiedelt, die von dort aus an die Südküste und die Schwarzmeerküste vordrangen. Auch Relikte der mykenischen Kultur sind an der West- und Südküste gefunden worden, inzwischen auch in Kuşaklı im zentralanatolischen Hochland. Ab 700 v. Chr. drangen von Osten Meder und Perser ein und eroberten Lydien und Teile der griechischen Siedlungen. Ab 334 v. Chr. eroberte Alexander der Große ganz Kleinasien. Nach dessen Tod zerfiel sein Großreich, es begann der Hellenismus mit mehreren rivalisierenden Herrschern makedonischer Abstammung. Die griechische Vorherrschaft wurde gegen Ende des 3. Jahrhunderts von der Expansion des Römischen Reichs beendet, das nach und nach die Macht in Kleinasien übernahm und bis zur Reichsteilung in West- und Ostrom (Byzanz) im 4. Jahrhundert behielt. Danach gehörte das Land bis zum Eindringen der Araber und später der Seldschuken und Osmanen zu Byzanz.
Parallel zu den vorgenannten bestanden lokale Herrschaftsgebiete
- der Lukka im 15. bis 13. Jahrhundert v. Chr. in Lykien
- der Mittani im 15. und 14. Jahrhundert v. Chr. in Nordmesopotamien und Syrien
- von Arzawa etwa gleichzeitig mit den Hethitern im Südwesten Kleinasiens
- der Aramäer etwa 1200 bis 1000 v. Chr. in Nordmesopotamien
- der Karer und Leleger um das 4. Jahrhundert v. Chr. in Westanatolien um Mylasa und Labraunda
- der Lykier 400 bis 300 v. Chr. (siehe Lykischer Bund)
- der Parther von 200 v. bis 200 n. Chr. im Nordosten und im heutigen Armenien
- von Kommagene von 163 vor bis etwa Christi Geburt im östlichen Zentralanatolien

### Köktürkenreich – 6. bis 8. Jahrhundert n. Chr.
Der Name der Türken stammt aus Zentralasien. Dort bestand in der heutigen Mongolei vom 6. bis 8. Jahrhundert das Chaganat der Türken, die zur besseren Unterscheidung meist Kök-Türken genannt werden. Von den Chinesen wurden sie als tujue bezeichnet. Von dort verbreitete sich der Name im Frühmittelalter bis zum 11. Jahrhundert als Sammelbegriff für die meisten eurasischen Steppenvölker, darunter auch solche, die, wie die von den Byzantinern als „Tourkoi“ (Τουρκοι) bezeichneten Magyaren, keine Turksprache sprachen. Die Einwanderer, von denen die Türkei ihren Namen bekam, waren die Oghusen und stammten aus dem Gebiet um den Aralsee.

### Seldschuken – 11. Jahrhundert n. Chr.

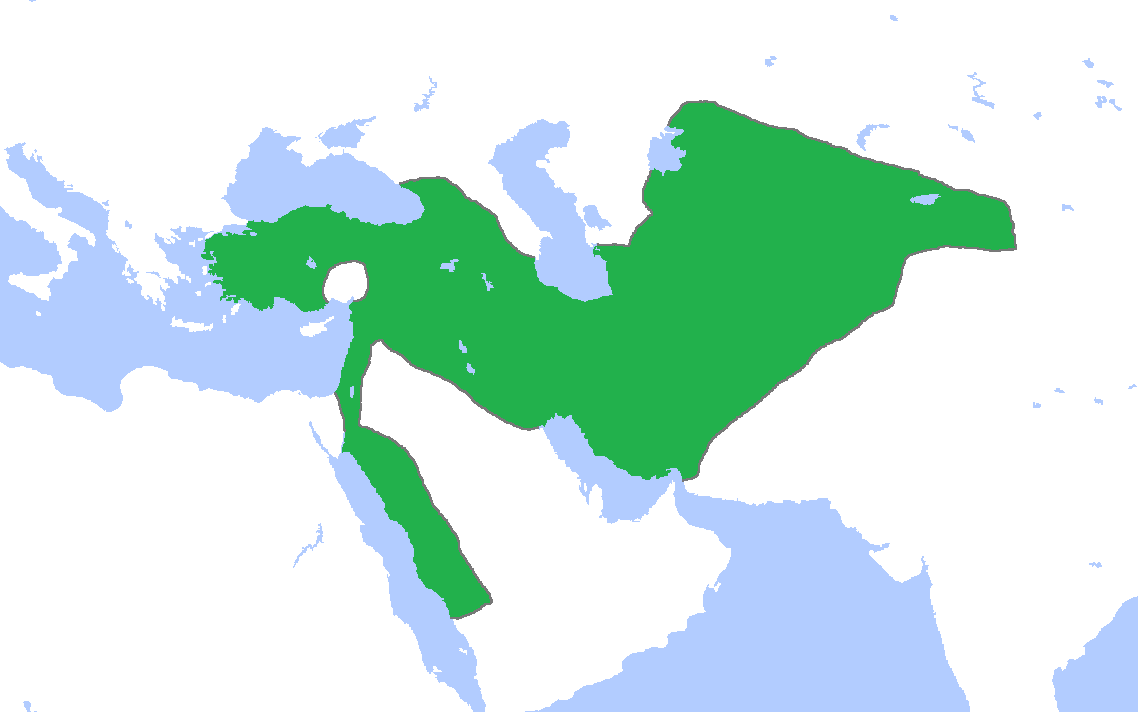
Das Reich der Seldschuken

Die türkische Besiedlung Anatoliens begann mit dem Eintreffen der Seldschuken und ihrem Sieg in der Schlacht bei Manzikert gegen Byzanz im 11. Jahrhundert n. Chr. Infolgedessen stürzte das Reich in ein politisches Chaos. Ostrom verlor langsam die Kontrolle über weite Teile seines anatolischen Kernlandes und die kulturelle Umwandlung Anatoliens durch die Türkisierung begann.
In der Folge wurde das Sultanat der Rum-Seldschuken (Rum bedeutet wortwörtlich Römer) gegründet. Daraufhin eroberten und besetzten die Seldschuken große Gebiete Ost- und Mittelanatoliens. Nach dem Überfall der Mongolen wurde das seldschukische Reich geschwächt, sodass sich viele türkische Stämme endgültig verselbständigten. Aus einem dieser türkischen Fürstentümer (Beylikler) erwuchs das spätere Osmanische Reich. Seit dem 12. Jahrhundert ist in westlichen Quellen die Bezeichnung des Landes als Turchia belegt.

### Osmanisches Reich – ab 1299 n. Chr.

Das Osmanische Reich und die heutige Türkei

Um 1299 begründete Osman I., Gazi (1259–1326) die nach ihm benannte Osmanendynastie, von der sich der Name des Osmanischen Reichs (auch Türkisches Reich genannt) ableitet. Anfangs spielte für die Osmanen die Gazi-Ideologie eine große Rolle bei der Kriegsführung. Sie hatten es von Anfang an auf die Eroberung byzantinischer Territorien abgesehen, sodass die ersten Eroberungen an der Grenze zum Byzantinischen Reich (Uc) geschahen und sich Richtung Rumelien in Europa fortsetzten. Nach der Eroberung Konstantinopels im Jahre 1453 herrschten die Osmanen über große Teile des Nahen Ostens, Nordafrikas, der Krim, des Kaukasus und des Balkans.
Nachdem die Expansion des Osmanischen Reiches nach Europa hinein vor Wien zum Stillstand gebracht und das osmanische Heer dort 1683 am Kahlenberg geschlagen worden war, wurde das Reich immer weiter aus seinen europäischen Gebieten bis auf den Zipfel westlich des Marmarameeres, zwischen Istanbul und Edirne, zurückgedrängt. Die ab dem 19. Jahrhundert aufkommenden Nationalbewegungen führten zu einer allmählichen Zersplitterung des Reichs, die Besetzung des türkischen Nordafrikas durch europäische Mächte und schließlich die Niederlage im Ersten Weltkrieg bewirkten seinen endgültigen Verfall.
Im Ersten Weltkrieg kämpfte das Osmanische Reich an der Seite der Mittelmächte. Nachdem Frankreich und Großbritannien den Armeniern einen selbständigen Staat in Ostanatolien versprochen hatten, befürchtete die osmanische Regierung unter den Jungtürken eine Schwächung ihrer territorialen Integrität. Unter dem Vorwand einer Umsiedlungsaktion wurde ein großer Teil der im Reichsgebiet lebenden Armenier ermordet oder starb während der Vertreibung in die syrische Wüste. Insgesamt wurden 1915 bis 1917 ca. 300.000 bis 1,5 Millionen Armenier getötet, was international als Völkermord angesehen wird. Auch an den Aramäern/Assyrern wurde ein Genozid begangen. Zusammen mit den Massakern an den Pontosgriechen führte dies zum Ende der jahrtausendealten christlichen Besiedlung des Landes. Der Unterausschuss für die Verhütung von Diskriminierung und den Schutz von Minderheiten der Menschenrechtskommission der Vereinten Nationen erkannte die Maßnahmen der osmanischen Regierung 1985 als Völkermord an. Türkische Regierungen bestreiten jedoch bis heute, dass diese Tötungen von der osmanischen Regierung gewollt waren oder gar begangen wurden – und damit die Völkermordthese.
Nach der Niederlage der Mittelmächte verlor das Osmanische Reich infolge des Friedensvertrages von Sèvres seine verbliebenen Gebiete außerhalb von Anatolien und Istanbul. Darüber hinaus sollte das Gebiet der heutigen Türkei weitgehend zerstückelt werden. Griechenland wurden die Stadt Smyrna (türkisch İzmir) und Teile von Westanatolien zugesprochen, die Region um Antalya sollte an die Italiener gehen, und der französische Besitz sollte neben Syrien auch Kilikien umfassen. In den östlichen Landesteilen der heutigen Türkei mit den Städten Kars, Ardahan und Erzurum sollte ein armenischer Staat entstehen. Südlich davon und östlich des Euphrat wurde den Kurden eine autonome Region zugesprochen. Diese Pläne wurden allerdings nicht umgesetzt.

### Atatürk – Republik und Reformen

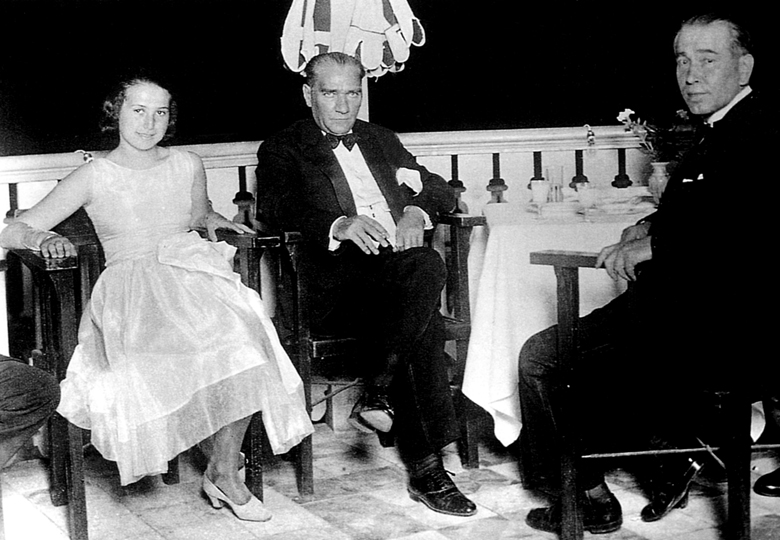
Mustafa Kemal Atatürk, Gründer und erster Präsident der Türkischen Republik, mit dem Vorsitzenden der Freien Republikanischen Partei Fethi Okyar (rechts) und Nermin Kırdar (Okyars Tochter) am 13. August 1930 in Yalova

Mustafa Kemal Pascha organisierte ab dem 19. Mai 1919 den politischen und militärischen Widerstand gegen diese Pläne. Besonders heftig waren ab 1920 die Kämpfe mit Griechenland. Die provisorische türkische Regierung in Ankara, die sich am 23. April 1920 zur rechtmäßigen Regierung des Landes erklärt hatte, begann mit der Formalisierung des rechtlichen Übergangs vom alten osmanischen zum neuen republikanischen politischen System. Die Regierung in Ankara führte einen bewaffneten und diplomatischen Kampf. In den Jahren 1921–1923 wurden die armenischen, griechischen, französischen und britischen Armeen vertrieben: Der militärische Vorstoß und der diplomatische Erfolg der Regierung in Ankara führten zur Unterzeichnung des Waffenstillstands von Mudanya am 11. Oktober 1922. Der Umgang mit der Chanakkrise (von September bis Oktober 1922) zwischen dem Vereinigten Königreich und der Regierung in Ankara führte zum Zusammenbruch des Ministeriums von David Lloyd George am 19. Oktober 1922 und zur politischen Autonomie Kanadas gegenüber dem Vereinigten Königreich. Am 1. November 1922 schaffte das türkische Parlament in Ankara das Sultanat formell ab und beendete damit die 623 Jahre währende monarchische osmanische Herrschaft. Nach der Einstellung der Kampfhandlungen kam es zu ethnischen Säuberungen in Griechenland und der Türkei, dabei wurden „Türken“ von griechischem Territorium und „Griechen“ von türkischem Territorium vertrieben, wobei die Griechen in Istanbul und die Muslime in Westthrakien davon ausgenommen waren.
Nach dem Sieg der Türkei wurden am 24. Juli 1923 mit dem Vertrag von Lausanne die Bestimmungen des Vertrages von Sèvres revidiert. Mit dem Vertrag wurden die bis heute gültigen Grenzen des neuen Staates völkerrechtlich anerkannt. Gleichzeitig wurde die wechselseitige Vertreibung der Minderheiten legalisiert. Nachdem alle ausländischen Militäreinheiten Anatolien verlassen hatten, rief Mustafa Kemal Pascha am 29. Oktober 1923 die Republik aus.
Im Laufe seiner Amtszeit führte Mustafa Kemal Pascha tiefgreifende Reformen im politischen und gesellschaftlichen System durch, welche die Türkei in einen modernen, säkularen und europäisch orientierten Staat verwandeln sollten. Die Leitlinien seiner Politik werden heute unter dem Begriff Kemalismus zusammengefasst.
Unter anderem wurden die wirtschaftlichen Privilegien für Ausländer abgeschafft und ihre Produktionsmittel und Eisenbahnen verstaatlicht. Ausländische Schulen wurden unter staatliche Kontrolle gestellt. Am 3. März 1924 folgte die Abschaffung des Kalifats. Im selben Jahr schaffte die Türkei die Scharia ab, 1925 wurden im Zuge einer umfassenden Kleiderreform (Hutgesetz) der Fes verboten und die Koedukation eingeführt. Die Polygamie wurde verboten. Die einflussreichen islamischen Bruderschaften wurden verboten. Die den Bauern auferlegten hohen Steuern wurden gesenkt. 1926 wurde die islamische Jahreszählung nach der Hidschra durch die Christliche Jahreszählung (als „Internationaler Kalender“ bezeichnet) ersetzt sowie das metrische System eingeführt. Letzteres galt für staatliche Einrichtungen schon seit 1871. Das Gesetz über industrielle Anreize wurde verabschiedet (1927) und der erste Fünfjahresplan für die Industrie wurde in Kraft gesetzt (1934).
In den folgenden Jahren wurden ganze Rechtssysteme aus europäischen Ländern übernommen und den türkischen Verhältnissen angepasst. 1926 wurde zunächst das Schweizer Zivilrecht – und damit die Einehe mit der Gleichstellung von Mann und Frau – übernommen (Die Gleichstellung der Geschlechter gelang im täglichen Leben allerdings nur teilweise). Es folgten das deutsche Handelsrecht und das italienische Strafrecht. 1928 wurde die Säkularisierung ausgerufen und im selben Jahr die arabische Schrift durch die lateinische ersetzt (siehe Buchstabenrevolution). Es wurde eine Bildungsmobilisierung eingeleitet, um die Landbevölkerung zu alphabetisieren.

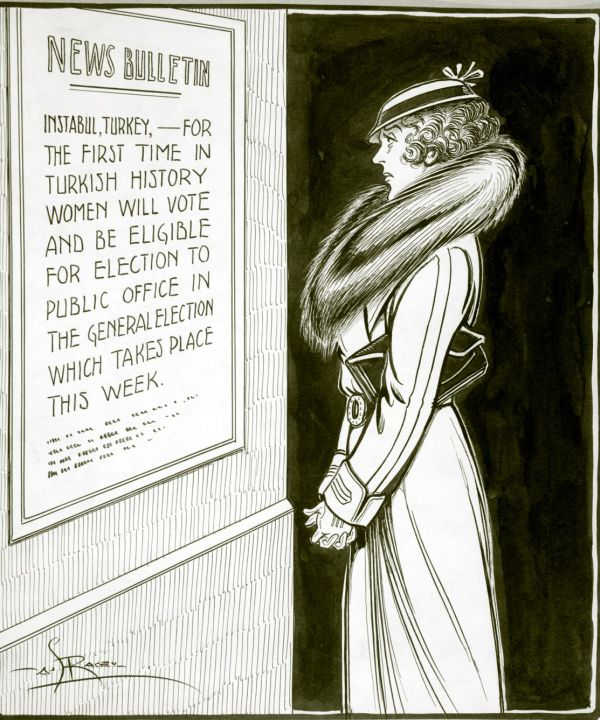
Karikatur 1930: Eine Frau aus Québec erfährt, dass türkischen Frauen Wahlrecht eingeräumt wird. (In Quebec wurde das Frauenwahlrecht auf Provinzebene erst 1940 Gesetz.)

Auf lokaler Ebene erhielten Frauen am 3. April 1930 das aktive und passive Wahlrecht. Die nationalen Wahlen von 1934 waren die ersten auf nationaler Ebene, an denen Frauen teilnehmen durften. Seit 1934 konnten Frauen in die Große Nationalversammlung gewählt werden. Martin nennt hierfür als Datum den 5. Dezember 1934. 1935 saßen erstmals Frauen im Parlament. Es war eine Gruppe von 18 (nach Martin: 17), von Atatürk handverlesenen Frauen. Dies entsprach 4,5 Prozent der Abgeordneten und war die höchste Zahl weiblicher Abgeordneter in Europa zur damaligen Zeit. Die Türkei war damals ein Einparteien-Staat, sodass es keinen Wettbewerb zwischen verschiedenen Parteien bei der Wahl gab.
1930 wurde das Familiennamensgesetz verabschiedet, wobei Mustafa Kemal Pascha von der Nationalversammlung den Namen Atatürk (Vater der Türken) erhielt. Nur wenige der Reformen – etwa Atatürks Initiative, den Gebetsruf statt auf Arabisch nur noch auf Türkisch zu tätigen – wurden (nach seinem Tode) zurückgenommen, da man es nicht ganz durchführen und kontrollieren konnte.
Nach Atatürks Tod am 10. November 1938 löste ihn sein enger Weggefährte İsmet İnönü als türkischer Staatspräsident ab. İnönü war bestrebt, die Modernisierung der Türkei fortzuführen und die außenpolitische Neutralität beizubehalten. Der zwischen Syrien und der Türkei umstrittene Küstenabschnitt Sandschak Alexandrette wurde 1938 übergangsweise zur Republik Hatay, die Mandatsmächte Frankreich und das Vereinigte Königreich stimmten 1939 einem Anschluss an die Türkei zu, um sich im heraufziehenden Konflikt mit Deutschland die Neutralität der Türkei zu sichern.

### Zweiter Weltkrieg und danach
Nach dem Ausbruch des Zweiten Weltkriegs bewahrte die Türkei zunächst ihre außenpolitische Neutralität, nachdem sie sich mit Frankreich über die Eingliederung der Provinz Hatay verständigt hatte. Erst am 23. Februar 1945 erklärte sie auf der Seite der Alliierten Deutschland und Japan symbolisch den Krieg. Am 26. Juni 1945 unterschrieb sie die Charta der Vereinten Nationen. Somit zählt die Türkei zu den 51 Gründungsmitgliedern der Vereinten Nationen.
1945 wurden in der Türkei erstmals seit 1930 weitere politische Parteien zugelassen. Die Demokratische Partei (DP) errang bei den Wahlen am 14. Mai 1950 unter der Führung von Adnan Menderes die Mehrheit der Sitze im Parlament. Damit endete die seit Staatsgründung währende Einparteienherrschaft der Republikanischen Volkspartei (CHP).
Der sich abzeichnende Ost-West-Konflikt und die Versuche der Sowjetunion, Einfluss auf die Türkei auszuüben, führten zur endgültigen Aufgabe der außenpolitischen Neutralität der Türkei. 1950 nahm die Türkei als Teil eines UNO-Kontingents am Koreakrieg teil und trat 1952 in die NATO ein.

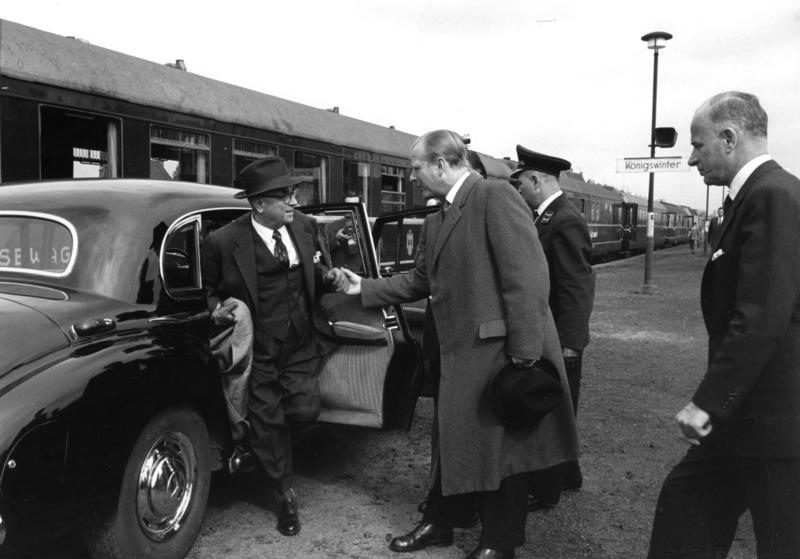
Staatsbesuch des türkischen Staatspräsidenten Celâl Bayar in der Bundesrepublik Deutschland am 9. Mai 1958

1960 proklamierte der regierende Ministerpräsident Adnan Menderes ein Ermächtigungsgesetz, um die politische Opposition auszuschalten. Gegen diese Maßnahmen putschten 1960 die türkischen Streitkräfte. Menderes und andere Politiker wurden zum Tode verurteilt und am 17. September 1961 auf İmralı erhängt. Nachdem das Militär 1961 eine neue Verfassung eingeführt hatte, gab es die Macht an eine Zivilregierung ab.
İsmet İnönü, der das Amt schon vor dem Zweiten Weltkrieg 1923 bis 1924 und 1925 bis 1937 innehatte, wurde erneut Ministerpräsident und regierte von 1961 bis 1965. 1963 schloss die Türkei mit der damaligen EWG ein Assoziierungsabkommen ab. Aber auch die Folgeregierung konnte die Probleme nicht in den Griff bekommen. Linke und rechte Terror-Aktivitäten nahmen zu und die Wirtschaftslage verschlechterte sich rapide. 1971 griff die Armee, ohne zu putschen, erneut in die Politik ein. Unter dem militärischen Einfluss wurden repressivere Maßnahmen gegenüber der Bevölkerung durchgesetzt.
1974 stürzte die damals nationalistisch-aggressive griechische Militärdiktatur den zypriotischen Präsidenten Makarios. Der türkische Ministerpräsident Bülent Ecevit entsandte daraufhin Truppenverbände nach Zypern, um die türkische Minderheit auf der Insel zu schützen und einen Zusammenschluss zwischen Griechenland und dem mehrheitlich griechischen Zypern zu verhindern. Diese Militäroperation trug den Namen „Friedensoperation Zypern“ (Kıbrıs Barış Harekâtı). Nach schweren Kämpfen wurde ein Waffenstillstand vereinbart, der zur bis heute andauernden Teilung der Insel in zwei selbständige Teile führte. Am 15. November 1983 wurde die Türkische Republik Nordzypern (TRNZ) unter Rauf Denktaş proklamiert, die allerdings bis heute völkerrechtlich nicht anerkannt wird.
Das Militär putschte am 12. September 1980 erneut. Auslöser war die sehr instabile Phase in den 1970er-Jahren, die durch wechselnde politische Koalitionen, politische und wirtschaftliche Instabilität und Terrorakte durch das extrem rechte und linke politische Spektrum geprägt war. Das Militär unter General Kenan Evren verhängte über das Land das Kriegsrecht und verbot alle politischen Parteien. Die Junta ging heftig gegen die kurdischen Separatisten und linke Oppositionelle vor. Es wurden 650.000 Menschen festgenommen, 1,5 Millionen Personen erkennungsdienstlich erfasst, gegen 210.000 Türken wurden Verfahren eingeleitet. Insgesamt 517 Mal wurde die Todesstrafe gefordert, 50 Personen wurden hingerichtet, 171 Menschen starben infolge von Folterungen. 14.000 Türken verloren ihre Staatsangehörigkeit, 30.000 Menschen verließen als politische Flüchtlinge die Türkei. Politische Parteien wurden verboten, 23.000 Vereine geschlossen, Tausende Personen entlassen. 31 Journalisten wurden damals zu Haftstrafen verurteilt, 10 Monate durften keine Zeitungen erscheinen. Am 7. November 1982 wurde die von den Militärs vorgelegte und bis heute gültige Verfassung der Republik Türkei durch eine Volksabstimmung angenommen und trat am 9. November 1982 in Kraft.
Ab Mitte der 1980er Jahre bestimmte der Kurdenkonflikt die innenpolitische Debatte in der Türkei. Die Kurdenproblematik wurde bis dahin von der Politik totgeschwiegen und war nicht im Bewusstsein der türkischen Gesellschaft. Die Assimilierungspolitik der Türkei führte zur Unterdrückung der kurdischen Kultur und Identität. Als Reaktion darauf entstand im Jahre 1978 die Arbeiterpartei Kurdistans (PKK) mit Abdullah Öcalan an ihrer Spitze. Sie nahm 1984 im Südosten den bewaffneten Kampf für einen unabhängigen sozialistischen Staat Kurdistan auf. Am 16. Februar 1998 nahm der türkische Geheimdienst Abdullah Öcalan, den Führer der PKK, in Kenia gefangen und brachte ihn in die Türkei. Daraufhin erklärte die PKK einen einseitigen Waffenstillstand, der erst wieder 2004 gebrochen wurde.

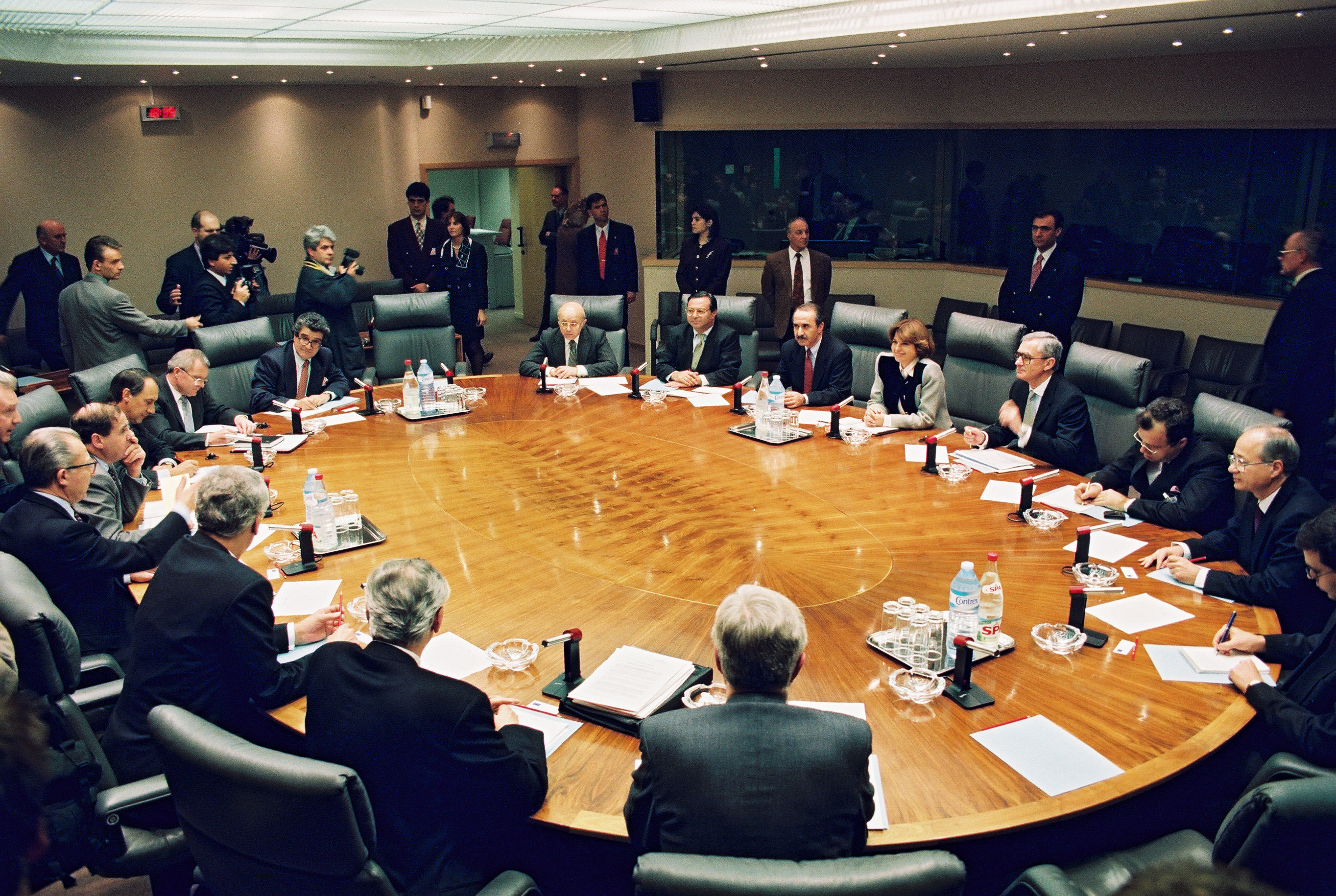
Tansu Çiller, die erste weibliche Premierministerin der Türkei, nimmt im Januar 1994 an einer Sitzung der Europäischen Kommission teil

Unter der Regierung Bülent Ecevits (1999–2002) begannen umfassende Reformen im Zivilrecht, welche die Menschen- und Freiheitsrechte stärkten (zum Beispiel Versammlungs- und Demonstrationsrecht). Unter anderem wurde die Todesstrafe abgeschafft, Folter verboten und die kulturellen Freiheiten der kurdischen Bevölkerung gestärkt. Diese Reformen wurden unter der AKP (seit 2001) fortgesetzt. So sind seitdem der Gebrauch der kurdischen Dialekte, Kurdischunterricht und kurdische Radio- und Fernsehkanäle erlaubt. Auch der staatliche Sender TRT 3 strahlt Sendungen in Arabisch, Zazaisch, Kurmandschi, Bosnisch und so weiter aus.
Am 15. November 2003 und 20. November 2003 verübte eine Zelle der al-Qaida mehrere Bombenanschläge in Istanbul. Ziele der Anschläge, bei denen 60 Menschen starben, waren zwei Synagogen, das britische Konsulat und die Filiale der britischen HSBC-Bank. Seit 2004 sind die Kämpfe zwischen den türkischen Streitkräften und der Untergrundorganisation PKK wieder aufgeflammt und nahmen 2005 und 2007 an Intensität nochmals zu. Bei einem Besuch am 12. August 2005 in Diyarbakır bezeichnete der damalige Ministerpräsident Erdoğan die Probleme im Osten als ein spezifisch „kurdisches Problem“ (Kürt sorunu). Zum ersten Mal in der türkischen Geschichte wurde der spezifisch kurdische Charakter des Konfliktes im Osten der Türkei anerkannt. Bis 2007 sind bei den Anschlägen und Kämpfen zwischen dem türkischen Militär und der PKK 40.000 Menschen ums Leben gekommen.
Nach 40-jähriger Bemühung erreichte die Türkei am 3. Oktober 2005 die Aufnahme von Beitrittsverhandlungen mit der Europäischen Union. Neben wirtschaftlichen Kriterien und politischen Verpflichtungen stehen dabei auch Forderungen der EU zur Demokratie, Rechtsstaatlichkeit und den Menschenrechten, dem Schutz von Minderheiten in der Türkei sowie der Verbesserung der Beziehungen zu den Nachbarstaaten im Mittelpunkt. In einem Referendum im September 2010 sprach sich die türkische Bevölkerung für umfassende Verfassungsänderungen aus. Eine Reihe der neuen Regelungen soll die türkische Verfassung an Rechtsnormen der Europäischen Union anpassen. Die EU erklärte jedoch, dass es unter der islamisch-konservativen AKP-Regierung Erdoğans keine Fortschritte im Hinblick auf die Grundrechte gab, sondern stattdessen die Meinungsfreiheit eingeschränkt wird und die Gerichte nicht unparteiisch urteilen.
Am 15./16. Juli 2016 kam es zu einem Putschversuch und darauf zu harten Gegenmaßnahmen der Regierung. Danach verhängten die türkische Regierung und Staatspräsident Recep Tayyip Erdoğan den Ausnahmezustand. Es wurden Maßnahmen erlassen, die über die zweijährige Dauer des Ausnahmezustands hinaus, die Türkei veränderten. Das Jahr 2017 war geprägt von Auseinandersetzungen um das Verfassungsreferendum im April. Durch die neue Verfassung und deren Bestätigung durch die Wahlen 2018 wurde die Stellung des Staatspräsidenten weiter gestärkt.

Der Euro-Lira-Wechselkurs zeigt die Schwere der jüngsten Wirtschaftskrise

Von 2018 bis 2023 litt die Türkei wegen der unorthodoxen Geldpolitik Erdoğans unter einer Wirtschaftskrise, im Zuge derer es zu einer hohen Inflation sowie einer starken Abwertung der Lira kam.

## Politik

### Politisches System
Nach der Verfassung aus dem Jahr 1982 war die Türkei eine parlamentarische Demokratie mit einem Ministerrat unter Vorsitz eines Ministerpräsidenten und einer unabhängigen Justiz. Im September 2010 wurde in einem Referendum über die umfassendste Verfassungsänderung seit 1982 entschieden. Eine Gewaltenteilung existiert in der Türkei nur noch eingeschränkt. Mit dem Verfassungsreferendum von 2017 sollte voraussichtlich Ende 2019 das parlamentarische System mit weitgehend repräsentativem Präsidentenamt in ein Präsidialsystem umgewandelt werden, was nun infolge der vorgezogenen Präsidenten- und Parlamentswahl am 24. Juni 2018 bereits geschehen ist. Damit wurde der Ministerrat als oberstes Exekutivorgan abgeschafft. Der direkt gewählte Präsident bildet nunmehr allein die Spitze der Exekutive. Der Einfluss des Präsidenten auf die Besetzung der Gerichte wurde ausgeweitet und Sonderrechte der Streitkräfte nahezu vollständig beseitigt.
Das Verfassungsgericht ist einer der obersten Gerichtshöfe der Türkei. Es entscheidet über die Verfassungsmäßigkeit der vom Parlament verabschiedeten Gesetze. Erstmals wurde 2005 mit Tülay Tuğcu eine Frau zur Vorsitzenden des Verfassungsgerichts gewählt, die das Amt bis zum 12. Juni 2007 bekleidete.
Eine Kommunale Selbstverwaltung ist in der Türkei nur sehr schwach ausgeprägt.
Der Inlandsnachrichtendienst Millî İstihbarat Teşkilâtı wacht mittels umfangreicher Ermächtigungen unter anderem über die innere Ordnung, Verfassung und Sicherheit des Landes. Die zahlenmäßig größten Gewerkschaftsbünde sind Türk-İş (gemäßigt, mit ca. 2,13 Mio. Mitgliedern), DİSK (links-orientiert, mit ca. 0,35 Mio. Mitgliedern) sowie Hak-İş (islamisch-konservativ, mit ca. 0,36 Mio. Mitgliedern).
In den Politikwissenschaften wurde das politische System der Türkei oft auch als „defekte Demokratie“ und als „hybrides Regime“ summiert.

### Verfassungswirklichkeit unter dem Ausnahmezustand
Nach dem Putschversuch vom 15. Juli 2016 herrschte in der Türkei der Ausnahmezustand, dieser wurde vom Parlament regelmäßig um drei Monate verlängert und lief im Juli 2018 aus. Dadurch ist die Verfassungswirklichkeit in der Türkei weit von einem parlamentarischen System entfernt und entspricht einem Präsidialsystem, allerdings im Unterschied zum idealtypischen präsidentiellen Regierungssystem kann das Kabinett unter Vorsitz des Präsidenten Dekrete mit (vorläufiger) Gesetzeskraft erlassen. Dies war auch schon unter Turgut Özal gängige Praxis.

### Situation seit Juli 2018
Im Juli 2018 trat die am 16. April 2017 angenommene Verfassung in Kraft. Mit den erweiterten Rechten der Exekutive, insbesondere des Staatspräsidenten, hat sich im Wesentlichen gegenüber dem zweijährigen Ausnahmezustand nichts geändert. Die dem Präsidenten Erdogan unterstehende Regierung wurde am 9. Juli vereidigt.
Nach Ende des Ausnahmezustandes wurden bestehende Anti-Terror-Gesetze verschärft.

### Parlament

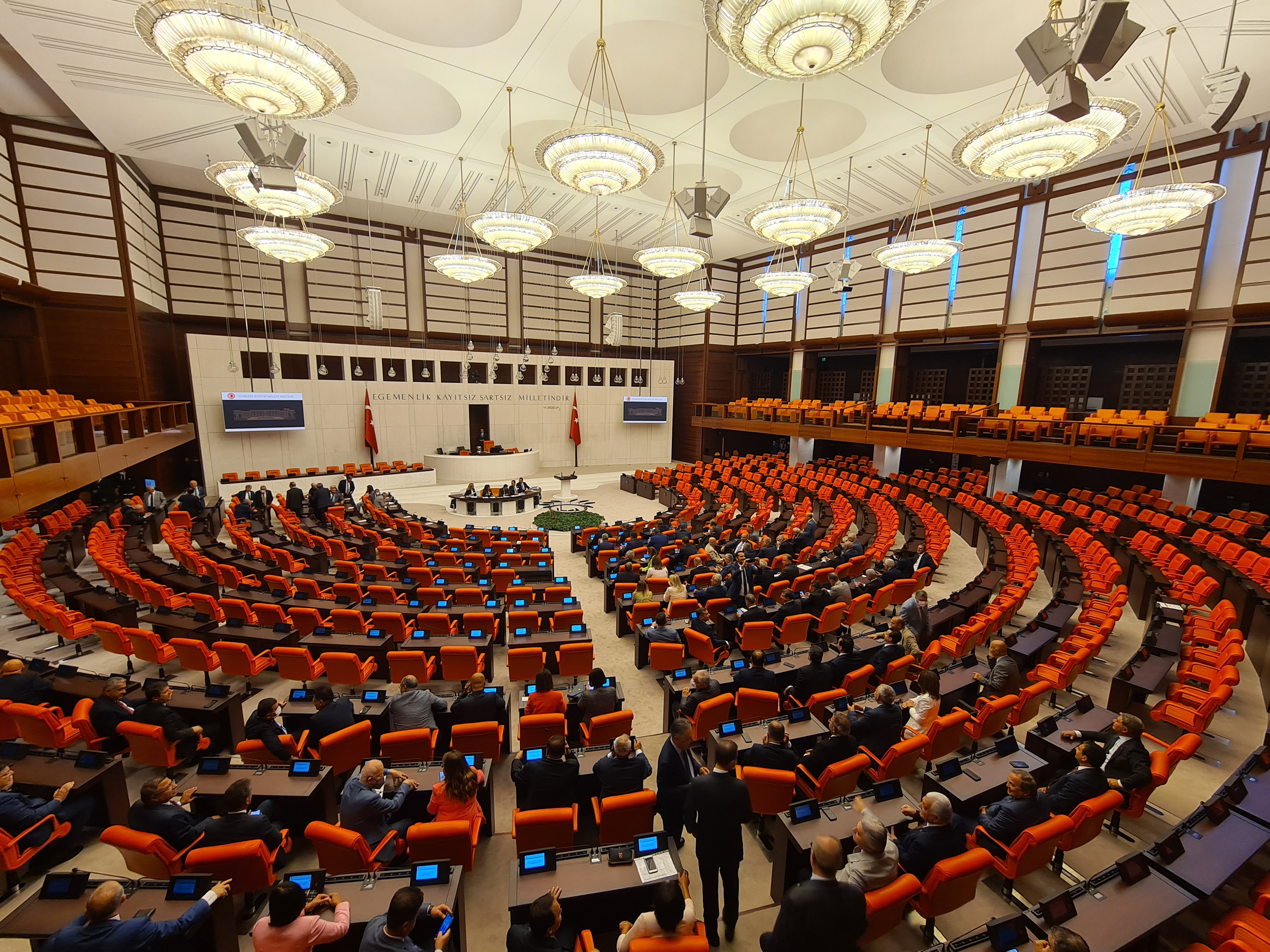
Parlamentssaal

Gesetzgebendes Organ ist in der Türkei die Große Nationalversammlung der Türkei (Türkiye Büyük Millet Meclisi). Sie besteht aus 600 Parlamentariern, die vom Volk direkt für vier Jahre gewählt werden. Ab dem 18. Lebensjahr ist jeder Staatsbürger der Türkei wahlberechtigt und auch wahlpflichtig. Eine Stimmabgabe an türkischen Grenzübergängen ist möglich. Die letzten Wahlen zum Parlament fanden am 14. Mai 2023 statt.
Zur Bildung einer Fraktion werden mindestens 20 Abgeordnete benötigt. Die Zusammensetzung des Parlaments sieht wie folgt aus:
| Partei                                        | Beginn der Legislaturperiode | Stand Oktober 2021 | Aktueller Frauenanteil | Abgänge | Zugänge | Saldo |
| --------------------------------------------- | ---------------------------- | ------------------ | ---------------------- | ------- | ------- | ----- |
| Partei für Gerechtigkeit und Aufschwung (AKP) | 295                          | 288                | 18,75 %                | 9       | 2       | −7    |
| Republikanische Volkspartei (CHP)             | 146                          | 135                | 11,85 %                | 11      | 0       | −11   |
| Demokratische Partei der Völker (HDP)         | 67                           | 56                 | 41,07 %                | 12      | 1       | −11   |
| Partei der Nationalistischen Bewegung (MHP)   | 49                           | 48                 | 8,33 %                 | 1       | 0       | −1    |
| Gute Partei (İYİ)                             | 43                           | 36                 | 5,56 %                 | 7       | 0       | −7    |
| Arbeiterpartei der Türkei (TİP)               | 0                            | 4                  | 25,0 %                 | 0       | 4       | +4    |
| Heimatpartei (MP)                             | 0                            | 3                  | 0 %                    | 0       | 3       | +3    |
| Demokratische Partei (DP)                     | 0                            | 2                  | 0 %                    | 0       | 2       | +2    |
| Partei des Sieges (ZP)                        | 0                            | 2                  | 0 %                    | 0       | 2       | +2    |
| Partei der Großen Einheit (BBP)               | 0                            | 1                  | 0 %                    | 0       | 1       | +1    |
| Partei für Demokratie und Fortschritt (DEVA)  | 0                            | 1                  | 0 %                    | 0       | 1       | +1    |
| Demokratische Partei der Regionen (DBP)       | 0                            | 1                  | 100 %                  | 0       | 1       | +1    |
| Partei der Glückseligkeit (SP)                | 0                            | 1                  | 0 %                    | 1       | 2       | +1    |
| Partei für Erneuerung (YP)                    | 0                            | 1                  | 0 %                    | 0       | 1       | +1    |
| unabhängige Abgeordnete                       | 0                            | 5                  | 0 %                    | 0       | 5       | +5    |
| Gesamt                                        | 600                          | 584                | 17,29 %                | 41      | 25      | −16   |

(Anm.: Abgeordnete, die Minister werden, erfolgreich bei einer Kommunalwahl antreten oder aus anderen Gründen nicht mehr Abgeordnete sein dürfen, müssen ihren Sitz aufgeben. Dieser Sitz bleibt unbesetzt, ein automatisches Nachrücken findet nicht statt. Wenn mehr als fünf Prozent der Abgeordneten (in absoluten Zahlen 30) ausgeschieden sind, werden diese Mandate durch Nachwahlen neu vergeben, die frühestens 30 Monate nach und spätestens ein Jahr vor allgemeinen Wahlen stattfinden.)

### Politische Indizes
| Name des Index                     | Indexwert    | Weltweiter Rang | Interpretationshilfe | Jahr |
| ---------------------------------- | ------------ | --------------- | --- | ---- |
| Fragile States Index               | 84 von 120   | 41 von 179      | Stabilität des Landes: große Warnung 0 = sehr nachhaltig / 120 = sehr alarmierend Rang: 1 = fragilstes Land / 179 = stabilstes Land | 2024 |
| Demokratieindex                    | 4,26 von 10  | 103 von 167     | Hybridregime 0 = autoritäres Regime / 10 = vollständige Demokratie                                                                  | 2024 |
| Freedom in the World Index         | 33 von 100   | —               | Freiheitsstatus: unfrei 0 = unfrei / 100 = frei                                                                                     | 2024 |
| Rangliste der Pressefreiheit       | 29,4 von 100 | 159 von 180     | Sehr ernste Lage für die Pressefreiheit 100 = gute Lage / 0 = sehr ernste Lage                                                      | 2025 |
| Korruptionswahrnehmungsindex (CPI) | 34 von 100   | 107 von 181     | 0 = sehr korrupt / 100 = sehr sauber                                                                                                | 2024 |
| Positiver Friedensindex (PPI)      | 3,231 von 5  | 88 von 163      | 1 = am einträchtigsten / 5 = am wenigsten friedlich                                                                                 | 2020 |

### Menschenrechte
Die Regelung, dass formell alle Bürger ungeachtet der Sprache, Rasse, Hautfarbe, Geschlecht, Religion oder Weltanschauung vor dem Gesetz gleich sind, wurde vom ersten Staatspräsidenten Mustafa Kemal Atatürk in der Verfassung von 1924 eingeführt. Die aktuelle Verfassung der Republik Türkei von 1982 garantiert den türkischen Bürgern demnach eine weite Palette an Grundrechten und individuellen Freiheitsrechten. Die Hauptproblemfelder hinsichtlich der Menschenrechte sind heute allerdings die verfassungsmäßige Umsetzung der Meinungs-, Informations- und Religionsfreiheit, hinzu kommen noch Mängel im Schutz der ethnischen Minderheiten und in der Durchsetzung der Gewerkschaftsrechte. Der Türkische Menschenrechtsverein berichtete in seinem Jahresbericht im Jahr 2006 detailliert über alle Vorwürfe und Vorgänge im Zusammenhang mit Menschenrechtsverletzungen:
- Es gab im Jahre 2006 türkeiweit insgesamt 708 Vorwürfe von Folter, Misshandlung und sexueller Belästigung seitens der türkischen Behörden, 179 davon bezogen sich auf Polizeihaft.
- Es gibt in diesem Zusammenhang elf laufende Gerichtsverfahren, eines wurde im Jahre 2006 neu eröffnet.
- Insgesamt wurden nur vier Verfahren wegen Folter abgeschlossen, drei endeten mit zum Teil hohen Haftstrafen, ein weiteres endete jedoch mit Freispruch.[116]

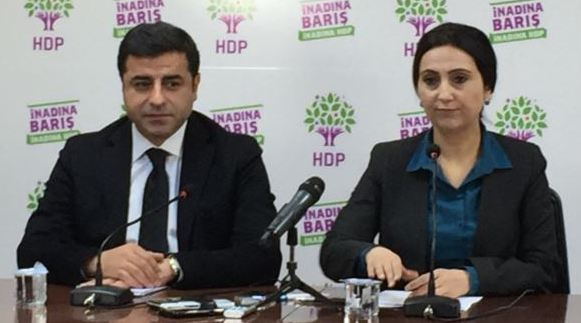
Am 3. November 2016 wurden Selahattin Demirtaş, die Co-Vorsitzende Figen Yüksekdağ und weitere HDP-Abgeordnete festgenommen

Die Behandlung der religiösen Minderheiten wird zunehmend umstrittener und ist mittlerweile international kritisiert. Das Prinzip der in der Türkei praktizierten Version des Laizismus (eines der sechs Grundprinzipien des Kemalismus) schreibt eine strenge Trennung von Religion und Staat vor, in der Realität ist die islamische Religion dem Staat untergeordnet. Der Islam ist seit 1928 nicht mehr die bestimmende politische Kraft im Land. Artikel 24 der Verfassung von 1982 beschränkt die Glaubensfreiheit auf das Individuum. Religionsgemeinschaften können aus dem Verfassungsabschnitt keine Rechte geltend machen. Dies betrifft vor allem das Christentum in der Türkei, dessen Kirchen keinen Rechtsstatus besitzen.
Die Türkei hat seit 1991 ein weit gehendes Anti-Terror-Gesetz. Dieses wurde später entschärfend reformiert, um es europäischen Standards anzugleichen (nach Einschätzung der EU-Kommission noch nicht ausreichend); allerdings wurde seine Auslegung durch Regierung und Justiz seit 2013 massiv ausgeweitet. Im Mai 2016 stellte die in Ankara ansässige Denkfabrik TARK fest, dass es in der Türkei 11.000 aus politischen Gründen Inhaftierte gäbe, nicht zuletzt Akademiker, Journalisten und andere Intellektuelle, wobei es ein weltweit einmaliger Zustand sei, dass in der Türkei auch dann wegen Terrorismus verurteilt werden könne, wenn keinerlei Bezug zu politischer Gewalt angeklagt sei. Hierfür sei durch die AKP-Regierung der Begriff „unbewaffneter Terrorismus“ erfunden worden. Human Rights Watch hatte bereits in einem Bericht von 2013 darauf hingewiesen, dass unter den Anti-Terror-Gesetzen Tausende von Journalisten und Aktivisten inhaftiert seien, die sich gewaltfrei etwa für Rechte der Kurden in der Türkei eingesetzt hätten.

#### Folter
Es gibt Berichte von Folter im Zusammenhang mit dem Konflikt zwischen der Republik Türkei und der PKK. Mitte der 1990er Jahre, in der Blütezeit der verbotenen PKK, erreichte die im ganzen Land auf Polizeiwachen durchgeführte Folter mit Todesfolge ihren bisherigen Höhepunkt. Die Folter richtete sich hauptsächlich gegen die PKK. In der Straftatenliste türkischer Polizisten gehörte um 1995 der sexuelle Missbrauch von Männern, Jugendlichen und Frauen „zur Tagesordnung“ (Human Rights Watch). Dank ausländischer Überwachung (besonders durch die EU) der türkischen Polizeistationen und neuer, allerdings nur langsam umgesetzter Gesetze, sank die Zahl der Folter- und Todesopfer bis heute erheblich. Weiterhin werden auch Kinder, die zum Teil nicht älter als zwölf Jahre sind, allein wegen ihrer mutmaßlichen Teilnahme an Protesten gegen die türkischen Behörden der Mitgliedschaft in terroristischen Vereinigungen beschuldigt, verhaftet und körperlich misshandelt.
Seit dem Putschversuch in der Türkei 2016 nimmt die Folter gegen Kritiker von Recep Tayyip Erdoğan bzw. der AKP in der Türkei massiv zu, wie Human Rights Watch in einem Oktober 2017 veröffentlichten Bericht aufzeigte. Demnach seien Menschen, die beschuldigt werden, an jenem Putschversuch teilgenommen zu haben bzw. ihn unterstützt zu haben oder allgemein von der Regierung als „Terroristen“ bezeichnet werden, stark gefährdet, gefoltert zu werden. Der Bericht des HRW zeigt elf detaillierte Fälle und spricht von sexueller Belästigung, Vergewaltigungen, Prügel und erzwungene Nacktheit der Betroffenen. Zudem seien HRW sechs Fälle von Entführungen bekannt.

#### Frauenrechte

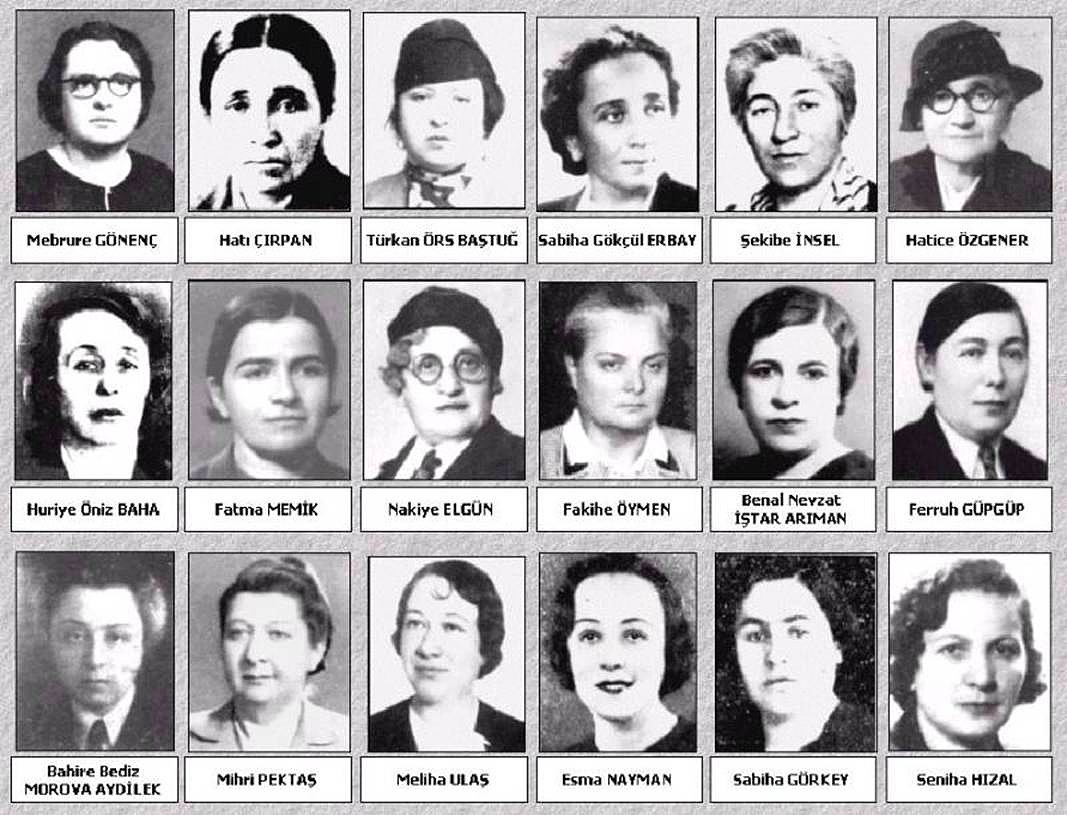
Die 18 ersten Frauen, die im Februar 1935 in die Große Nationalversammlung der Türkei gewählt wurden

Im Zuge des kemalistischen Modernisierungsprojekts versuchte der Staat seit 1923 die Gleichstellung von Frauen mit Männern durch Reformen durchzusetzen. Seit 1930 dürfen Frauen in der Türkei wählen und seit 1934 können sie sich auch zur Wahl stellen. Die formalen Rechte reichten jedoch nicht aus, um die Situation der Frauen in der Gesellschaft durchgreifend zu verändern und ihre Benachteiligung zu beseitigen. Nach dem Militärputsch von 1980 entwickelte sich eine neue feministische Bewegung in der Türkei, die sich in verschiedene Gruppen von den „radikalen Feministinnen“ bis zu „muslimischen Feministinnen“ auffächerte, und die in den 1990er Jahren gegenüber der autoritären Staatstradition skeptisch blieb. Ab 2000 änderte sich das Verhältnis zwischen feministischer Bewegung und institutionalisierter Politik. Erst 2004 wurde durch das Parlament ein Gesetz beschlossen, das „Ehrenmorde“ an Mädchen und Frauen wie vorsätzlichen Mord mit lebenslanger Haftstrafe ahndet. Davor wurden bei solchen Morden unter dem Motiv der Familienehre vor den Gerichten mit Erfolg mildernde Umstände geltend gemacht. Diese mildernden Umstände wurden mit dieser Strafrechtsreform nichtig.

#### Meinungs- und Pressefreiheit
Die Meinungs- und die Pressefreiheit in der Türkei gelten als stark eingeschränkt.

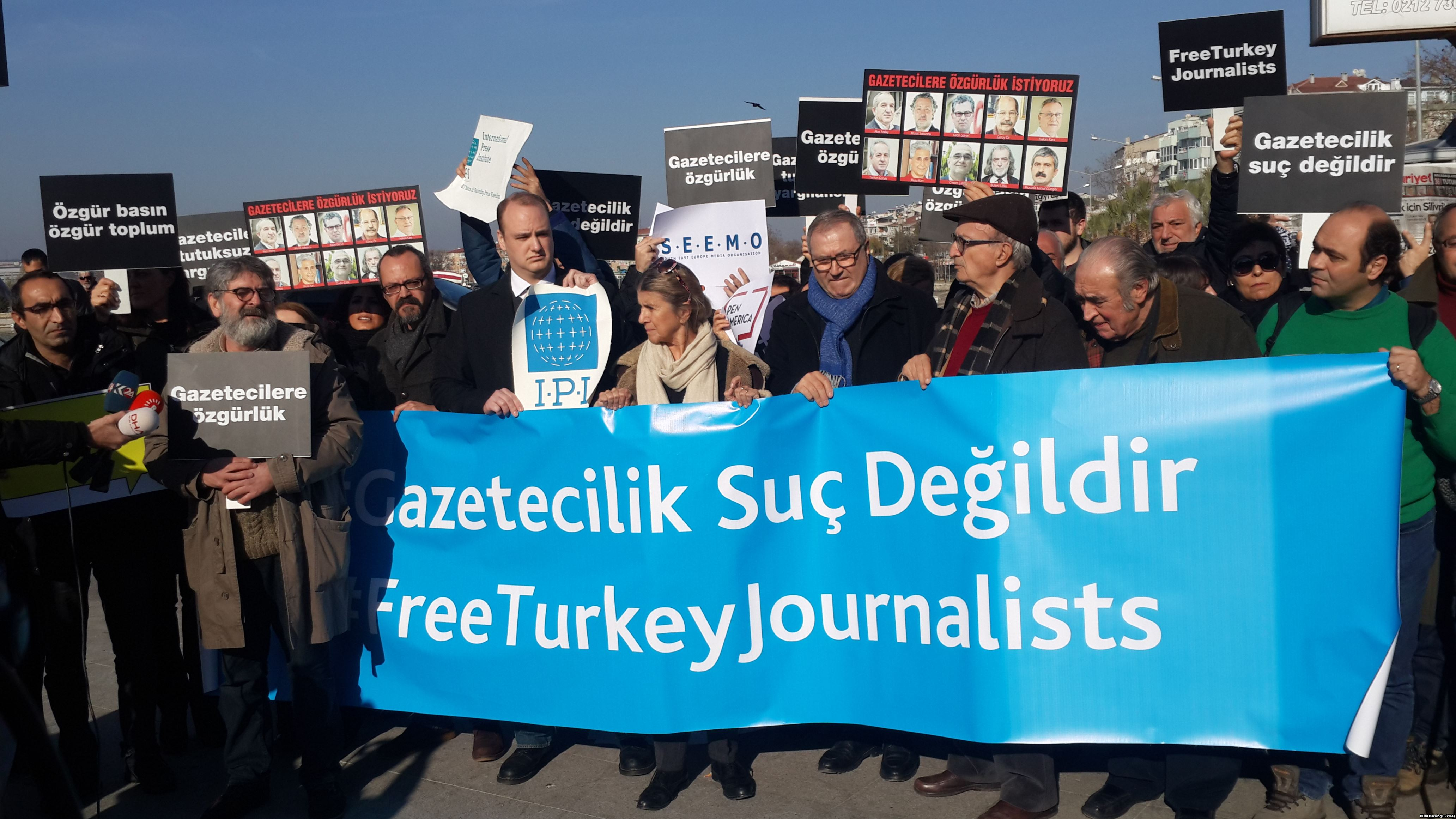
Proteste von türkischen Journalisten für ihre Kollegen, 2016

Im internationalen Ranking der Pressefreiheit von Reporter ohne Grenzen belegt die Türkei 2023 Platz 165 von 180 Staaten weltweit. Heikle Themen für Journalisten bilden unter anderem Berichte über das türkische Militär, die Kurden, den politischen Islam und den Völkermord an den Armeniern. Für das Aufgreifen solcher Themen wurden bis in die späten 1990er Jahre hinein zahlreiche Journalisten inhaftiert und angeklagt und Zeitungen reihenweise geschlossen. Üblich war es auch, dass Fernsehsendern zeitlich beschränkte Sendeverbote erteilt wurden. Im Rahmen der im Jahr 2005 entstandenen Beitrittsbemühungen in die Europäische Union wurde die Verfassung und das Pressegesetz reformiert, wodurch sich die Lage der Pressefreiheit in der Türkei zwischenzeitlich entspannt hatte. In den letzten Jahren hat sich die Situation allerdings wieder deutlich verschlechtert. Dies lässt sich bspw. an der Zahl der inhaftierten Journalisten erkennen, die seit 2016 wieder auf dem Niveau der 90er Jahre liegt.
Die Medienfreiheit in der Türkei sah sich auch immer wieder Drohungen von Erdoğan persönlich ausgesetzt, was unter anderem 2008 von der EU kritisiert wurde. Beispielsweise hat sich Erdoğan im Jahr 2011 mit einem vom Parlament verabschiedeten Mediengesetz die persönliche Befugnis geben lassen, Fernsehkanäle vorübergehend schließen zu lassen oder Programme zu verbieten, wenn die Inhalte die nationale Sicherheit bedrohen oder die öffentliche Ordnung stören würden. Erdoğan macht zudem schon häufig von Beleidigungsklagen Gebrauch. In der Türkei gilt der Straftatbestand der Majestätsbeleidigung, nach welchem während Erdoğans Präsidentschaft zwischen August 2014 und Januar 2021 mindestens 63 Journalisten verurteilt wurden.
Beispiele für weitere Gesetze, die unter Erdoğan beschlossen und gegen Medien eingesetzt werden, sind das „Gesetz zur Bekämpfung des Terrorismus“ (Terörle Mücadele Kanunu, Gesetz Nr. 3713) und der Artikel 301 des türkischen Strafgesetzbuches.
Zur ernsten Lage trägt die freiwillige Zensur der auf Staatsaufträge angewiesenen großen Medienkonglomerate und der damit einhergehenden Gleichschaltung auf Regierungskurs bei. Laut Reporter ohne Grenzen 2021 werden 90 % der türkischen Medien von Pro-Regierungs-Geschäftsmännern kontrolliert.
Von der Regierung unter Ministerpräsident Erdoğan 2011 angekündigte Einschränkungen des Internetzuganges für die türkische Bevölkerung (themen- und stichwortbezogene Ausfilterung von Internetseiten) führten zu heftigen Protesten inner- und außerhalb der Türkei. Zwischen April 2017 und Januar 2020 war die gesamte Wikipedia in der Türkei gesperrt.

### Außenpolitik

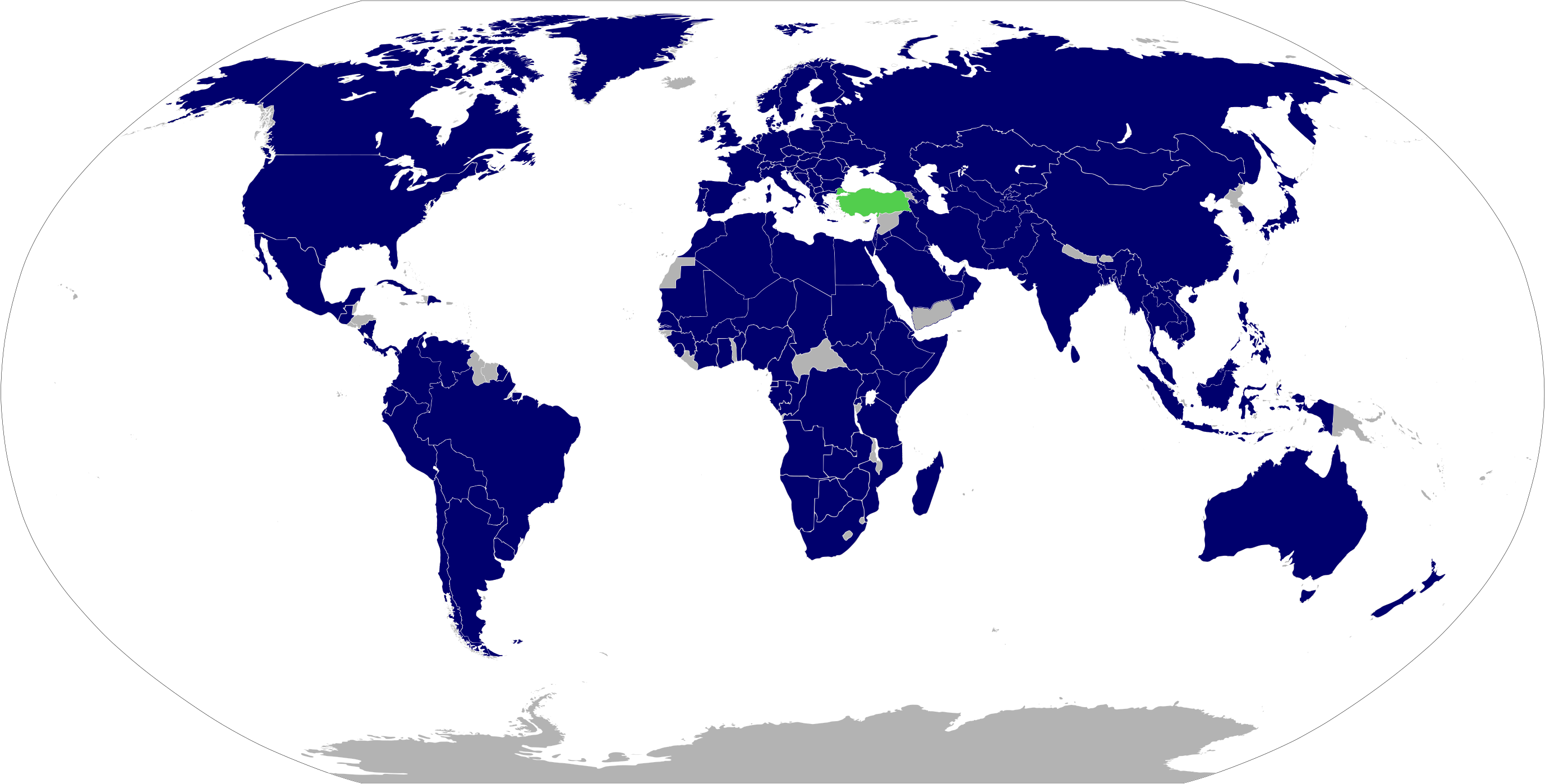
Länder, in denen die Türkei Auslandsvertretungen betreibt

Seit der Westanbindung gehören zu den außenpolitischen Konstanten für die Türkei der Wunsch nach einem Beitritt zur Europäischen Union und das Verhindern eines eigenständigen kurdischen Staates. Die Türkei betrachtet sich als Schutzmacht der Türken auf dem Balkan und der Turkmenen des Irak. Darüber hinaus versucht die Türkei eine Führungsrolle bei den Turkstaaten (Nordzypern, Aserbaidschan, Usbekistan, Turkmenistan, Kirgisistan und Kasachstan) Vorder- und Zentralasiens einzunehmen und ihre Beziehungen zu den autonomen turksprachigen Republiken und Regionen zu verbessern. In der Erdogan-Ära gab es auch eine zunehmende Hinwendung zur islamischen Welt und den ehemaligen Gebieten des Osmanischen Reiches (Neo-Osmanismus) So möchte die Türkei hier mit politischen, wirtschaftlichen, diplomatischen und kulturellen Mitteln Einfluss ausüben.
Ungewöhnlich für einen mehrheitlich von Muslimen bewohnten Staat sind die guten Beziehungen der Türkei zu Israel; es werden unter anderem regelmäßig gemeinsame Militärmanöver durchgeführt. Allerdings bahnt sich seit dem Gazakrieg von Ende 2008 eine Beziehungskrise an. 2009 und nach dem Ship-to-Gaza-Zwischenfall 2010 haben sich die Beziehungen zu Israel weiter verschlechtert. Dafür haben sich die Beziehungen zu den islamischen Ländern verbessert.
Die Beziehungen zwischen der Türkei und den Vereinigten Staaten waren während des Kalten Krieges von einer engen Sicherheitsallianz geprägt. Im 21. Jahrhundert sind beide Staaten weiterhin Verbündete und mit der Incirlik Air Base besteht in der Türkei ein wichtiger Stützpunkt der United States Air Force. Hier sind auch im Sinne der nuklearen Teilhabe der NATO US-amerikanische Kernwaffen gelagert. In den 2010er Jahren haben sich die bilateralen Beziehungen aber deutlich abgekühlt.

#### Beziehungen zu Nachbarstaaten

##### Griechenland
Regionale Konfliktfelder sind die Herrschaftsräume in der Ägäis, hauptsächlich aber im Mittelmeer östlich von Rhodos im Bereich der kleinen Inselgruppe um Kastelorizo, die 125 km östlich von Rhodos, aber nur ca. 3 km vor der türkischen Hafenstadt Kaş liegt, und der Zypernkonflikt. In der Ägäis geht es um den Verlauf der Grenze zwischen beiden Ländern. Die Festlegung des Grenzverlaufs ist sehr umstritten, weil wirtschaftliche und militärische Interessen auf dem Spiel stehen. Wirtschaftlich geht es um potentielle Ölvorkommen, die beide Länder ausbeuten wollen. Die Spannungen nahmen 2020 wieder zu, nachdem die Türkei mit der von der UN anerkannten Regierung in Libyen ein Wirtschaftsabkommen abgeschlossen hatte und Griechenland, Israel und Zypern ihrerseits das Pipeline-Projekt EastMed besiegelt hatten.

##### Zypern
Unstimmigkeiten gibt es wegen der in Nordzypern stationierten türkischen Soldaten. Der Versuch der Republik Zypern, Flugabwehr-Raketen auf der Insel zu stationieren, führte Mitte der 1990er Jahre fast zu einem Krieg. Die Raketen wurden letztlich nicht stationiert. Während des EU-Ratsvorsitzes Zyperns kündigte die Türkei an, alle Beziehungen zur Republik Zypern einzufrieren.

##### Irak
Die Türkei sah im Falle eines Sieges der Kurden in Kirkuk bei den Wahlen am 30. Januar 2005 und dessen Eingliederung in die Autonome Region Kurdistan im Irak einen möglichen Kriegsgrund. Hintergrund ist, dass durch die reichen Ölfelder in Kirkuk ein wirtschaftlich überlebensfähiger, selbständiger kurdischer Staat denkbar wäre. Durch einen Kurdenstaat im Nordirak könnte der Kurdenkonflikt in der Türkei erneut aufflammen. Schon 1992 begannen türkische Militäroperationen im Nordirak gegen die Kurden. Der Irak bezeichnet diese als Verletzung seiner territorialen Integrität.

##### Syrien
Ein seit Jahrzehnten bestehendes Streitobjekt zwischen beiden Staaten ist die türkische Provinz Hatay, die bis 1938 zum damaligen französischen Mandatsgebiet Syrien gehörte und 1939 der Türkei angeschlossen wurde. Es gibt zudem Streitigkeiten wegen des Euphratwassers. Der Bau von Staudämmen im Rahmen des Südostanatolien-Projekts führt auf Seiten von Syrien zu der Befürchtung, dass die Türkei eines Tages das Wasser als Machtinstrument benutzen könnte. Die Unterstützung der PKK durch Syrien veranlasste die Türkei in den späten 1990er Jahren zu einer Kriegsdrohung gegenüber Damaskus. Syrien fühlte sich zudem durch die enge militärische Kooperation zwischen Israel und der Türkei bedroht. Nach einer Zeit der Annäherung beider Länder kam es im Zuge des Bürgerkriegs in Syrien 2011 zu einer massiven Verschlechterung der Beziehungen und 2012 zum syrisch-türkischen Konflikt. Die türkische Regierung forderte den syrischen Präsidenten Baschar al-Assad mehrmals zum Rücktritt auf. Spätestens seit dem Mai 2012 wurden Kämpfer der syrischen Opposition vom türkischen Geheimdienst trainiert und bewaffnet. Heutzutage sind die Beziehungen zu Syrien wegen der Gewalt des Assad-Regimes gegen die Menschen im eigenen Land sehr angespannt. Ankara verhängte Sanktionen, alle Konten von regimenahen Personen wurden eingefroren, Waffenlieferungen an die syrische Regierung untersagt. Die Türkei nahm zahlreiche syrische Flüchtlinge auf. Die Hoffnung auf einen schnellen Sturz Assads, woraufhin diese hätten zurückkehren können, erfüllte sich jedoch nicht, sodass ihre Anzahl heute (August 2014) etwa 1,4 Millionen beträgt. Ministerpräsident Ahmet Davutoğlu erklärte auf dem AKP-Jahreskongress, dass die türkische Fahne Seite an Seite mit der von Palästina, eines freien Syriens und anderen Staaten wehen solle.

##### Armenien
Die heutige türkische Regierung bestreitet den Völkermord an den Armeniern von 1915/16 und versucht andere Staaten davon abzuhalten, den Völkermord offiziell anzuerkennen. Die Besetzung der völkerrechtlich zu Aserbaidschan gehörenden Region Bergkarabach durch Armenien belastet das Verhältnis zur Türkei, da die Türkei sich selbst als Schutzmacht Aserbaidschans versteht. Armenien erkennt die Grenze mit der Türkei, nach dem Vertrag von Kars (1921), bis heute nicht an. Im Oktober 2009 unterzeichneten die Türkei und Armenien eine Vereinbarung über die Normalisierung der zwischenstaatlichen Beziehungen und die Aufnahme diplomatischer Beziehungen, dessen Ratifizierung allerdings scheiterte.

##### Bulgarien
Die Unterdrückung der türkischen Minderheit in Bulgarien, die zur Zeit des Osmanischen Reiches nach Bulgarien eingewandert war, sorgte während des Kalten Krieges für Spannungen zwischen den beiden Ländern. Mitunter kam es im Zuge des Widerstandes gegen das frühere kommunistische Regime Bulgariens zu terroristischen Anschlägen durch die unterdrückte türkische Minderheit gegen Ziele in Bulgarien (unter anderem Anschlag von Bunowo 1985). Darüber hinaus weigert sich die Türkei Entschädigungen in Milliardenhöhe an Nachkommen der aus dem Gebiet der heutigen Türkei vertriebenen Bulgaren (siehe Bulgaren in Anatolien) zu zahlen. Heute pflegen die Regierungen beider Länder gute Beziehungen, nicht zuletzt wegen der Bedeutung der Wirtschaft.

#### Internationale Organisationen
Die Türkei ist seit 1952 Mitglied der NATO und seit 1963 assoziiertes Mitglied in den Vorläuferorganisationen der EU und strebt seit über vier Jahrzehnten Verhandlungen über eine Vollmitgliedschaft zuerst in der EWG, später der EG und zuletzt in der Europäischen Union an. Am 16./17. Dezember 2004 beschloss der Europäische Rat die Aufnahme von Beitrittsverhandlungen mit der Türkei zum 3. Oktober 2005. Zuvor hatten dies sowohl die Europäische Kommission als auch das Europäische Parlament befürwortet. Obwohl die Verhandlungen pünktlich begonnen hatten, streben Beitrittsgegner weiterhin eine Privilegierte Partnerschaft an. Diese wird jedoch von türkischer Seite und den meisten EU-Mitgliedstaaten abgelehnt.

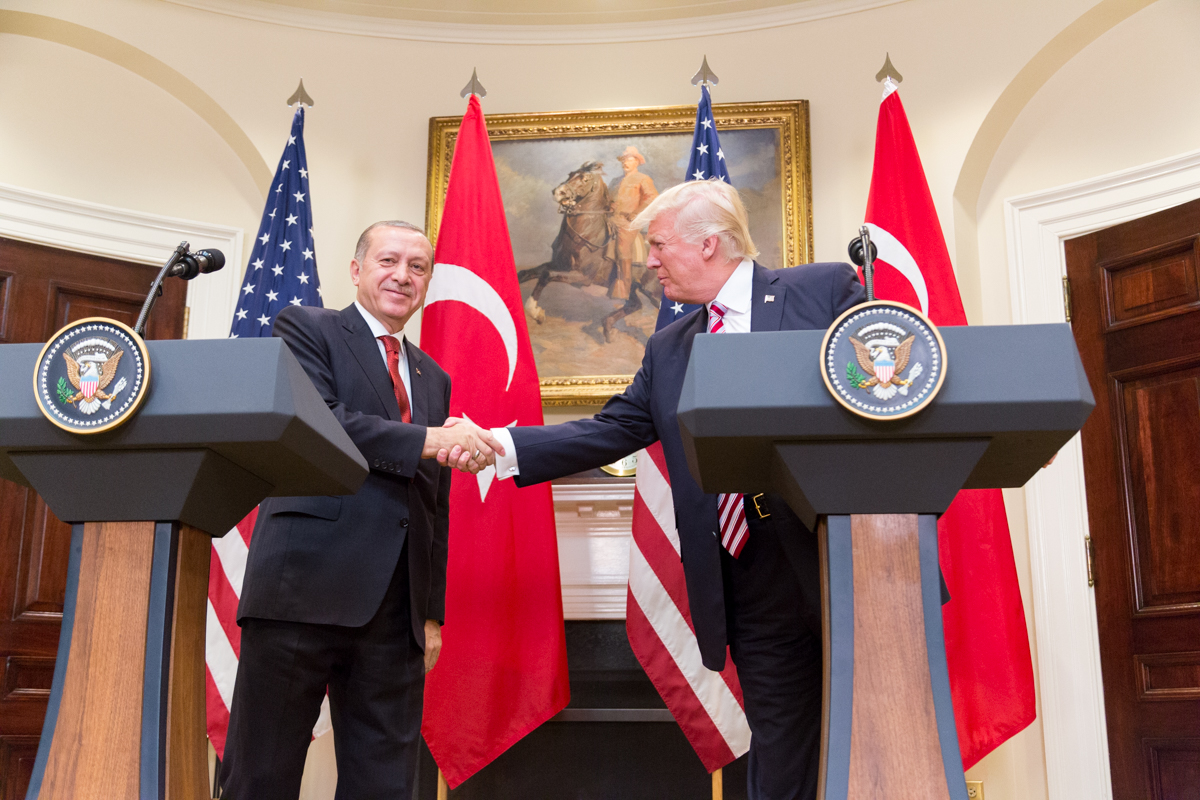
Recep Tayyip Erdoğan mit US-Präsident Donald Trump, 2017

Daneben ist die Türkei Mitglied folgender überstaatlicher Organisationen:
- Vereinte Nationen mit Sonderorganisationen (UNO, 1945)
- Organisation für wirtschaftliche Zusammenarbeit und Entwicklung (OECD, 1948)
- Europarat (1949)
- EG-Assoziierungs-Abkommen (1963)
- Organisation für Islamische Zusammenarbeit (OIC, 1969)
- Europäische Bank für Wiederaufbau und Entwicklung (EBRD, 1990)
- Zentralasien-Gipfel der Türkischen Republiken (OATCT, 1992)
- Schwarzmeer-Wirtschaftskooperation (BSEC, 1992)
- Internationaler Währungsfonds (IWF)
- Organisation für Sicherheit und Zusammenarbeit in Europa (OSZE, 1973)
- Europäische Zollunion mit der EU (1996)
- Gruppe der acht Entwicklungsländer (1997)
- G20
- EU-Beitrittskandidat (seit 1999, Verhandlungen seit 3. Oktober 2005)
- Allianz der Zivilisationen
- Eurasien-Sondereinheit mit militärischem Status (TAKM, 2013)
- Organisation der Turkstaaten (2009)
- Europäische Organisation für Kernforschung CERN (Assoziiertes Mitglied seit 2014)
- Gemeinschaft der Portugiesischsprachigen Länder (CPLP, Beobachterstatus seit 2014)

## Militär

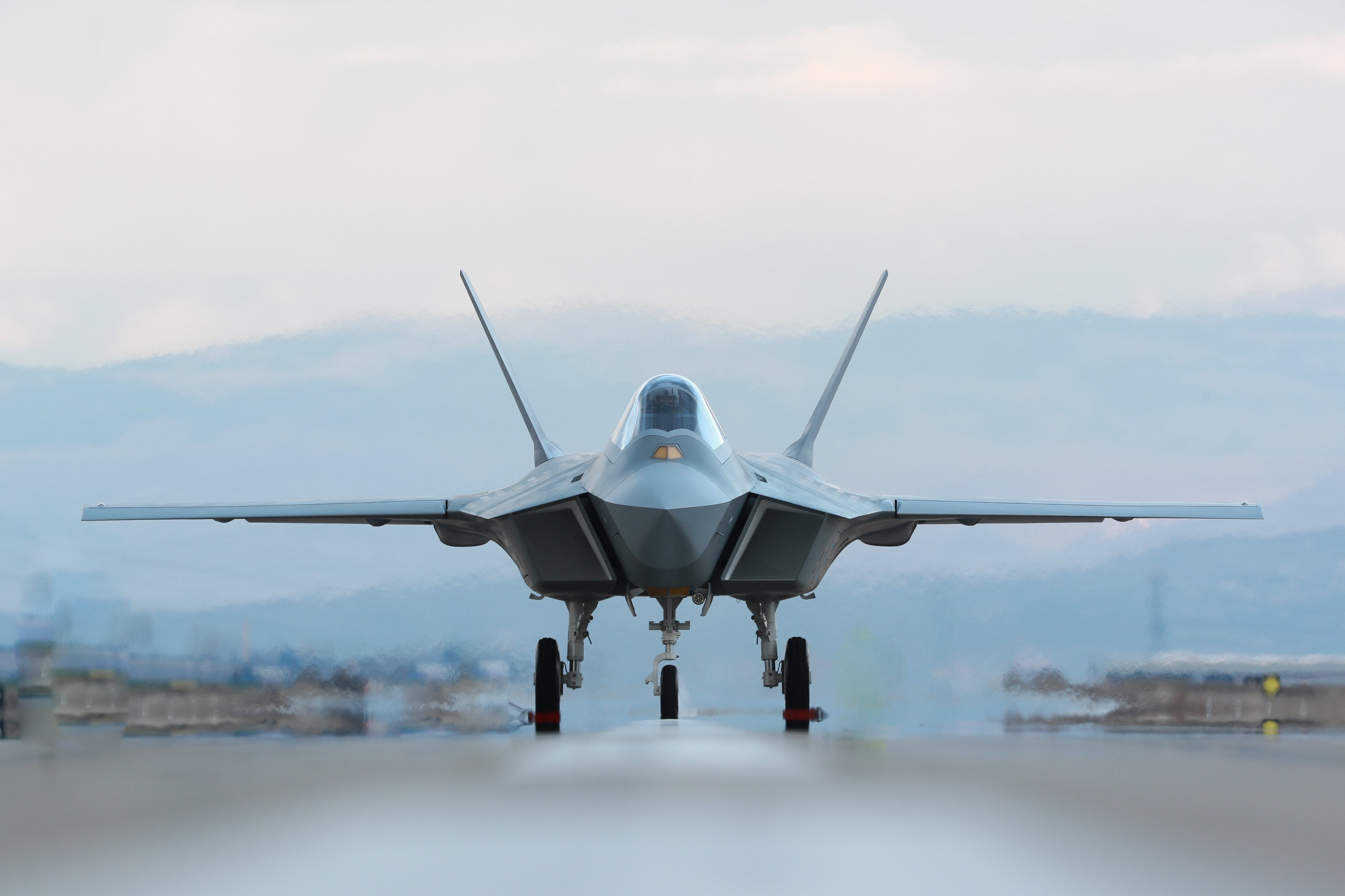
TAI Kaan während der Landebahntests in Ankara

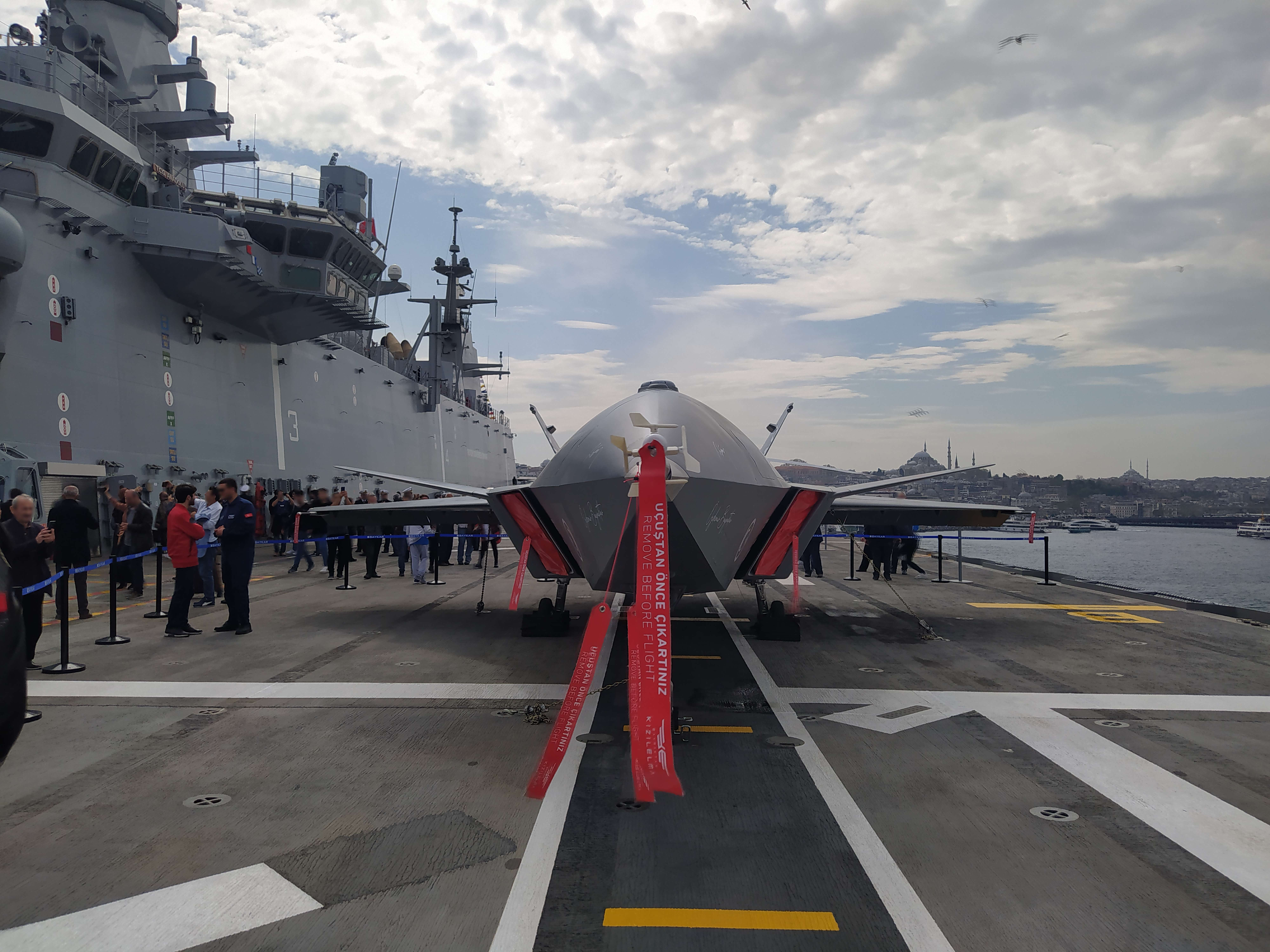
Bayraktar Kızılelma UCAV auf dem Flugdeck der TCG Anadolu (L-400) in Istanbul

Im Wehretat für 2025 sind 47 Milliarden US-Dollar eingeplant. Hinzu kommen Aufwendungen, die nicht im Etat aufgeführt werden. Die Türkei ist seit 1952 Mitglied der NATO und stellt innerhalb des Bündnisses mit ca. 884.000 Soldaten nach den Vereinigten Staaten das zweitgrößte Heer. Das türkische Militär wird auch im Landesinneren beim Katastrophenschutz eingesetzt. Aufgrund vieler strategisch wichtiger Stützpunkte dient die Türkei als Drehscheibe für die Militärinterventionen im Nahen Osten.
In der Türkei besteht für jeden Mann ab dem 20. Lebensjahr die allgemeine Wehrpflicht. Zurückstellungen sind für Universitätsstudenten, Arbeiter im Ausland oder bei ernsthafter Krankheit möglich. Die Dauer des Wehrdienstes wurde im Verlauf der Zeit von 18 Monaten auf 15 Monate und zuletzt 12 Monate gesenkt. Bei einer Sitzung am 6. Dezember 2018 der Türk Silahlı Kuvvetleri (kurz TSK; deutsch, türkische Streitkräfte) wurde die Debatte eröffnet, den Dienst weiter auf 9 Monate zu reduzieren. Eine Möglichkeit für zivilen Ersatzdienst besteht nicht. Für türkische Staatsangehörige, die in der Türkei leben, besteht seit dem 3. August 2018 die Möglichkeit, sich für 15.000 TL, umgerechnet 2.700 €, vom regulären Dienst zu befreien und stattdessen die Grundausbildung von 21 Tagen zu leisten. Dieses ist jedoch an die Bedingung geknüpft, dass der Antragssteller vor dem 1. Januar 1994 geboren sein muss. Für die im Ausland lebenden Staatsangehörigen besteht die Möglichkeit, sich vom Wehrdienst durch Geldzahlung ganz zu befreien. Anfänglich war die nötige Zahlung dafür bei umgerechnet 10.000 €, wurde 2016 auf 1.000 € reduziert und ist seit 2018 etwas erhöht bei 2.000 €. Ein in der Türkei abgeschlossenes Hochschulstudium verkürzt die Wehrpflicht auf 6 Monate.
Die Türkei lag 2018 auf Platz 20 von 155 Ländern im Globalen Militarisierungsindex (GMI). Gemäß dem Ranking von Global Firepower (2023) besitzt das Land die 11.-stärkste militärische Kapazität weltweit.
Im Jahr 2025 besitzt die Türkei die 9. Stärkste Armee der Welt, nach Japan und gefolgt von Italien. Das Land besitzt die 8. größten Landstreitkräfte der Welt und die 2. größten der NATO sowie die 9. stärkste Luftwaffe und 17. stärkste Marine.

### Politische Rolle
Die türkischen Streitkräfte sehen sich als Hüter der Demokratie und des Kemalismus. Sie beanspruchen traditionell eine „Veto-, Garantie- und Wächterfunktion“. Sie haben schon zweimal, um politische Krisen zu beenden, an die Macht geputscht, und zwar 1960 und 1980 (1971 wurde außerdem die Regierung Demirel zum Rücktritt gezwungen). Der Ablauf beider Putsche ist ähnlich, das Militär blieb wenige Jahre an der Macht und gab sie nach einer Verfassungsreform wieder an eine Zivilregierung ab. Die Zielrichtung des Militärs war jedoch bei den zwei Putschen unterschiedlich. Der Staatsstreich vom Mai 1960 wurde von eher links orientierten Offizieren mittleren Ranges getragen und führte zu einer demokratischeren Verfassung. Der Putsch von September 1980 kam aus der Generalität und dem rechten Lager und führte zu einer neuen Verfassung. 1997 führte die Intervention des Militärs zum Rücktritt der Regierung von Necmettin Erbakan und seiner Refah Partisi. Allerdings lief dieser letzte Umsturz ohne Waffengewalt ab.
In der Nacht zum 16. Juli 2016 fand ein Putschversuch statt; er scheiterte. In Folge des gescheiterten Militärputsches suspendierte die Regierung (Präsident Recep Tayyip Erdoğan und das Kabinett Yıldırım) zehntausende Beamte in den Bereichen Militär, Polizei, Justiz und Bildung. Teile der Opposition und der Medien bezeichneten dies als „zivilen Putsch“. Entlassen wurden mehr als 11.000 Mitarbeiter von Ministerien, 2900 Richter und Staatsanwälte sowie 15.000 Beamte. Das Bildungsministerium kündigte zudem Lehrlizenzen von 21.000 Angestellten privater Institutionen, und der Hochschulrat verlangte den Rücktritt sämtlicher Rektoren privater und staatlicher Hochschulen. Statt von rechtsstaatlichen Prozessen gegen die Verantwortlichen des Putsches sprach Präsident Erdoğan offen von „Säuberungen“. Auch nach dem Verfassungsreferendum in der Türkei am 16. April 2017 wurden tausende Staatsbedienstete gekündigt.
Im Rahmen der EU-Beitrittsbemühungen begrenzte das Parlament 2003 die politische Macht der Militärs. Im Nationalen Sicherheitsrat hatte das Militär vor den Reformen die entscheidende Macht. Der Rat tagte monatlich unter dem Vorsitz des Staatspräsidenten und behandelte alle aktuellen innen- und außenpolitischen Themen. Offiziell hatte der Rat nur beratende Funktion. Inoffiziell kam das aber einer Weisungsbefugnis des Militärs gegenüber der Politik gleich. Nach der Reform wird die Funktion des Rates auf die Politikberatung reduziert und zudem die Zahl der Militärs im Rat auf einen einzigen Generalstabschef gesenkt. Auch steht dem Rat nun ein Zivilist als Generalsekretär vor, der dem stellvertretenden Ministerpräsidenten untergeordnet ist. Zudem wird seit 2003 der gesamte militärische Etat der parlamentarischen Kontrolle unterstellt, was vor der Reform nicht der Fall war. Das Militär konnte die Ausgaben für das Militär selbst bestimmen und unterhielt versteckte Posten für Militärausgaben im Gesamthaushalt. Seit dem Regierungsantritt von Erdoğan kam es zu zahlreichen Anklagen und Rücktritten höchster Militärs, was als Zurückdrängung des Einflusses der Militärführung interpretiert wird.

### Auslandseinsätze

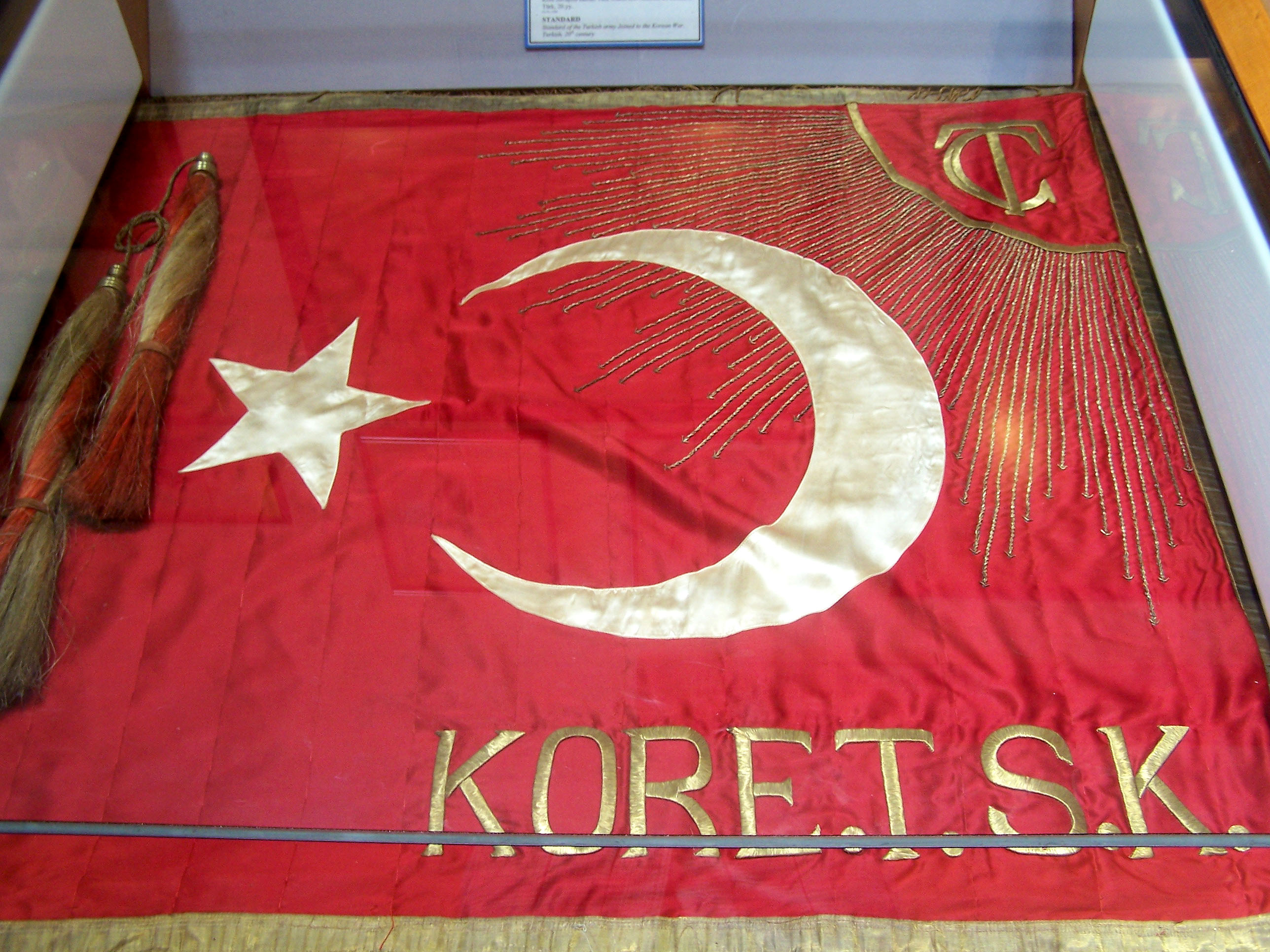
Standarte der türkischen Brigade während des Koreakriegs

Auslandseinsätze des türkischen Militärs nach dem Zweiten Weltkrieg:
Beteiligung an UNO-Einsätzen:
- 1950–1953: UNO-Einsatz in Korea (im Rahmen des Koreakriegs)
- 1993–1994: UNO-Mission in Somalia

Beteiligung an NATO-Einsätzen:
- seit 1995: NATO-Einsatz in Bosnien-Herzegowina (1995/96 IFOR, 1996–2004 SFOR, seit 2004 Operation Althea)
- seit 1999: NATO-Einsatz im Kosovo (KFOR)
- 2001–2021: NATO-Einsatz in Afghanistan (bis 2014 ISAF, welche von Juni 2002 bis Februar 2003 und von Februar bis August 2005 unter türkischer Leitung stand)

Invasionen in Nachbarländer und Besetzungen:
- seit 1974: Invasion in Zypern 1974 und seitherige Besetzung Nordzyperns (im Rahmen des Zypernkonflikts). Seit der Invasion ist Zypern geteilt und im Norden der Insel eine größere Streitmacht stationiert. Die UN haben die Besetzung in mehreren Resolutionen verurteilt.
- seit 1992: Türkische Militäroperationen im Nordirak gegen die PKK. Die Angriffe dauern auch aktuell noch an (Stand April 2022).[177] Der Irak bezeichnet diese als Verletzung seiner territorialen Integrität.[146][147][148][149]
- seit 2016: Wiederholte Invasionen in Syrien und Besetzung Nordsyriens (im Rahmen des Bürgerkriegs in Syrien). Auch diese Angriffe dauern aktuell noch an.[178] Die meisten deutschen Völkerrechtler stufen die Besetzung als völkerrechtswidrig ein.[179]
  - Türkische Militäroffensive in Nordsyrien 2016–2017
  - Militäroffensive im Gouvernement Idlib (seit Oktober 2017)
  - Türkische Militäroffensive auf Afrin (Januar bis März 2018)
  - Türkische Militäroffensive in Nordsyrien 2019 (seit Oktober 2019)

## Verwaltungsgliederung
Das Gebiet der Türkei ist in 81 Provinzen (İl, veraltet: Vilâyet) unterteilt, die durch einen Gouverneur (Vali) verwaltet werden. Die einzelnen Provinzen sind weiter in einzelne İlçe (Unterdistrikte) unterteilt, die von einem Kaymakam geleitet werden. Der Vali wird vom Präsidenten, der Kaymakam vom Innenminister ernannt.
Die kommunale Verwaltung wird durch die İl Özel İdaresi, die Gemeinden (Belediye) und die Dörfer (Köy) repräsentiert. Anders als etwa in Deutschland haben die Dörfer ein besonderes Organisationsstatut. Die İl Özel İdaresi wird vom Vali geleitet, dem eine gewählte Versammlung, die il meclisi zur Seite steht, die Gemeinden werden durch gewählte Bürgermeister (Belediye Başkanı), die Dörfer durch gewählte Dorfvorsteher (Muhtar) geleitet.
30 Provinzen (Adana, Ankara, Antalya, Aydın, Balıkesir, Bursa, Denizli, Diyarbakır, Erzurum, Eskişehir, Gaziantep, Hatay, İstanbul, İzmir, Kahramanmaraş, Kayseri, Kocaeli, Konya, Malatya, Manisa, Mardin, Mersin, Muğla, Ordu, Sakarya, Samsun, Şanlıurfa, Tekirdağ, Trabzon und Van) sind auf kommunaler Ebene als Büyükşehir Belediyesi (Großstadtkommunen) organisiert. Diese stehen unter der Leitung eines gewählten Büyükşehir Belediye Başkanı. Das Gebiet dieser Großstadtkommunen ist mit dem der Provinz identisch. Unter diesen Großstadtkommunen bestehen Gemeinden, die ihrerseits wieder jeweils das gesamte Gebiet eines İlçe umfassen und den Namen dieses İlçe führen. Weitere Gemeinden oder Dorfgemeinden gibt es auf dem Territorium einer Großstadtkommune nicht.

### Städte

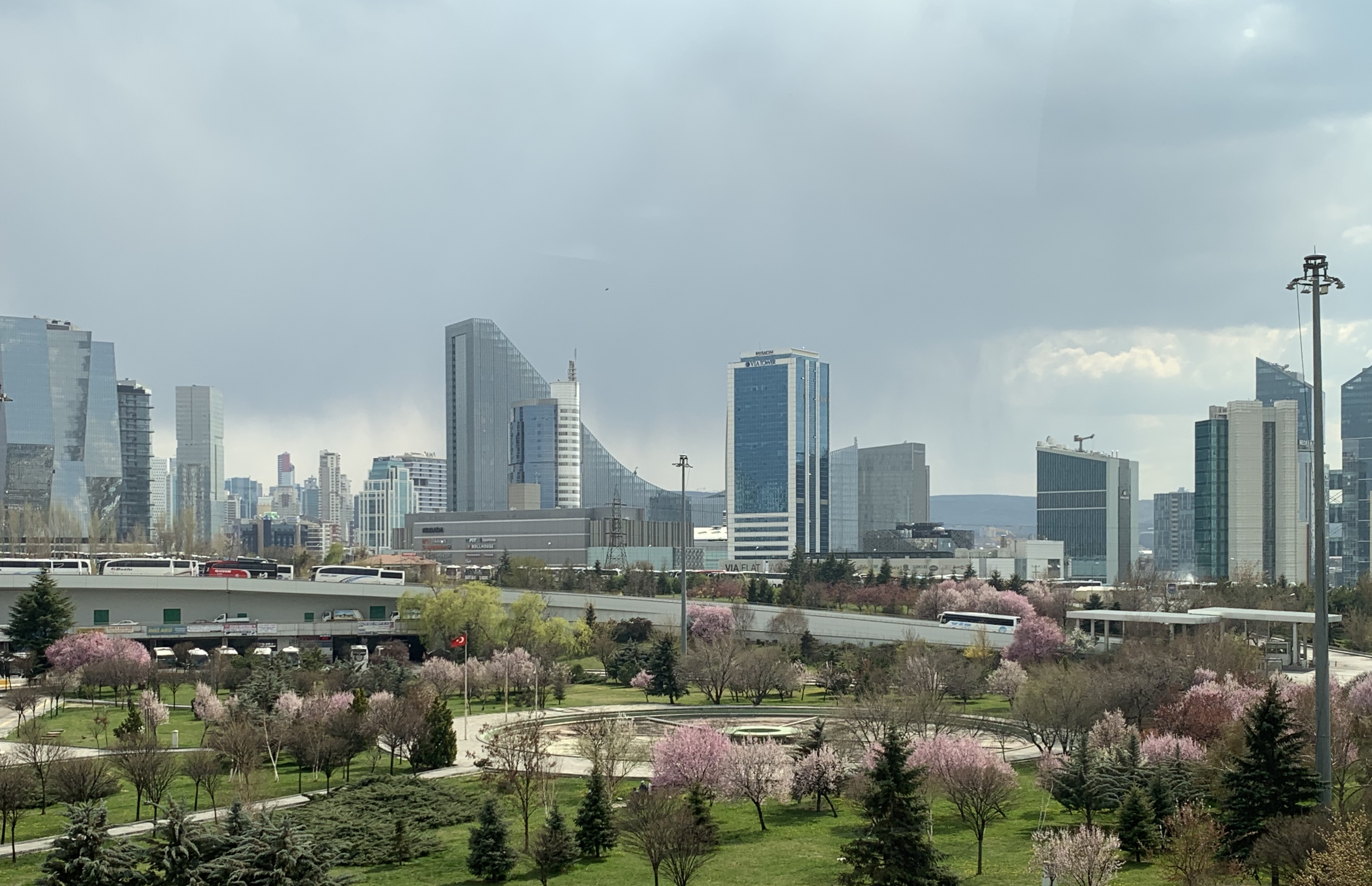
Hochhaussiedlungen in Söğütözü, Çankaya, Ankara

Die Urbanisierung ist in der Türkei weit vorangeschritten, 74 % der Gesamtbevölkerung leben in einer Stadt. Der Südosten und Nordosten des Landes sind sehr dünn besiedelt, der Großteil lebt und arbeitet in den großen Ballungszentren an der Westküste und die Region um das Viereck Ankara, Sivas, Kayseri und Konya in der Zentral-Türkei.
Hauptstadt und Regierungssitz ist das in Zentralanatolien gelegene Ankara mit 4.466.756 Einwohnern. Hier hat zudem die Große Nationalversammlung ihren Sitz sowie die Führungskommandos aller Teilstreitkräfte. Ankara ist eines der großen Industrie- und Dienstleistungsballungszentren der Türkei und Universitätsstadt, unter anderem befindet sich hier die 1936 von Mustafa Kemal gegründete Ankara Üniversitesi, die älteste Universität Ankaras.
Mega-Metropole, größte Stadt des Landes und zugleich wichtigstes wirtschaftliches und kulturelles Ballungszentrum des Landes ist das am Bosporus gelegene Istanbul (früher Konstantinopel), das von der Meerenge geteilt wird und sich so auf zwei Kontinenten über eine Fläche von ca. 1.269 km² erstreckt. Die eigentliche Stadt hat 11.174.257 Einwohner; in der gesamten Metropolregion, die flächenmäßig mit der Provinz Istanbul identisch ist, leben auf einer Fläche von ca. 5.220 km² ca. 12.573.836 Menschen. Damit ist Istanbul eine der größten Städte der Welt.

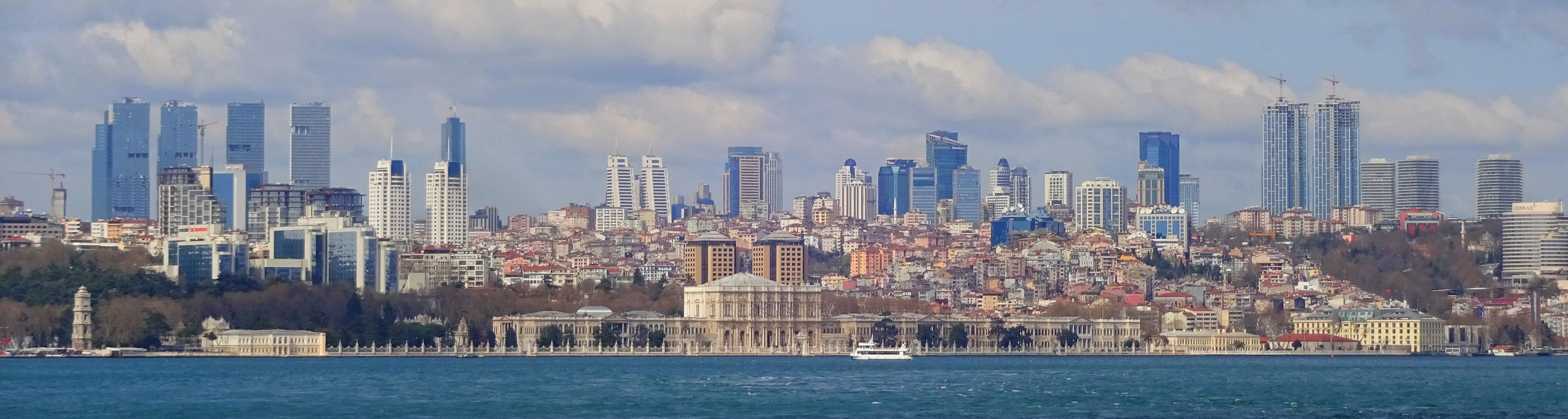
Dolmabahçe-Palast in Istanbul, der größten Stadt der Türkei, mit den Wolkenkratzern des Finanzviertels Levent im Hintergrund

Izmir ist mit 3.739.353 Einwohnern die drittgrößte türkische Stadt und verfügt nach Istanbul über den zweitgrößten Handelshafen. Bursa (2.787.539 Einwohner), eine ehemalige Hauptstadt des Osmanischen Reiches, ist heute ein wichtiger Wirtschaftsstandort für die Automobil- und Textilindustrie. Die größte und wirtschaftlich stärkste Stadt im Südosten der Türkei ist Gaziantep (1.844.438). Weitere wichtige Städte sind Adana (2.006.650 Einwohner), Konya (1.108.808) und die Touristenhochburg Antalya (1.101.318, Stand 2014).

## Wirtschaft

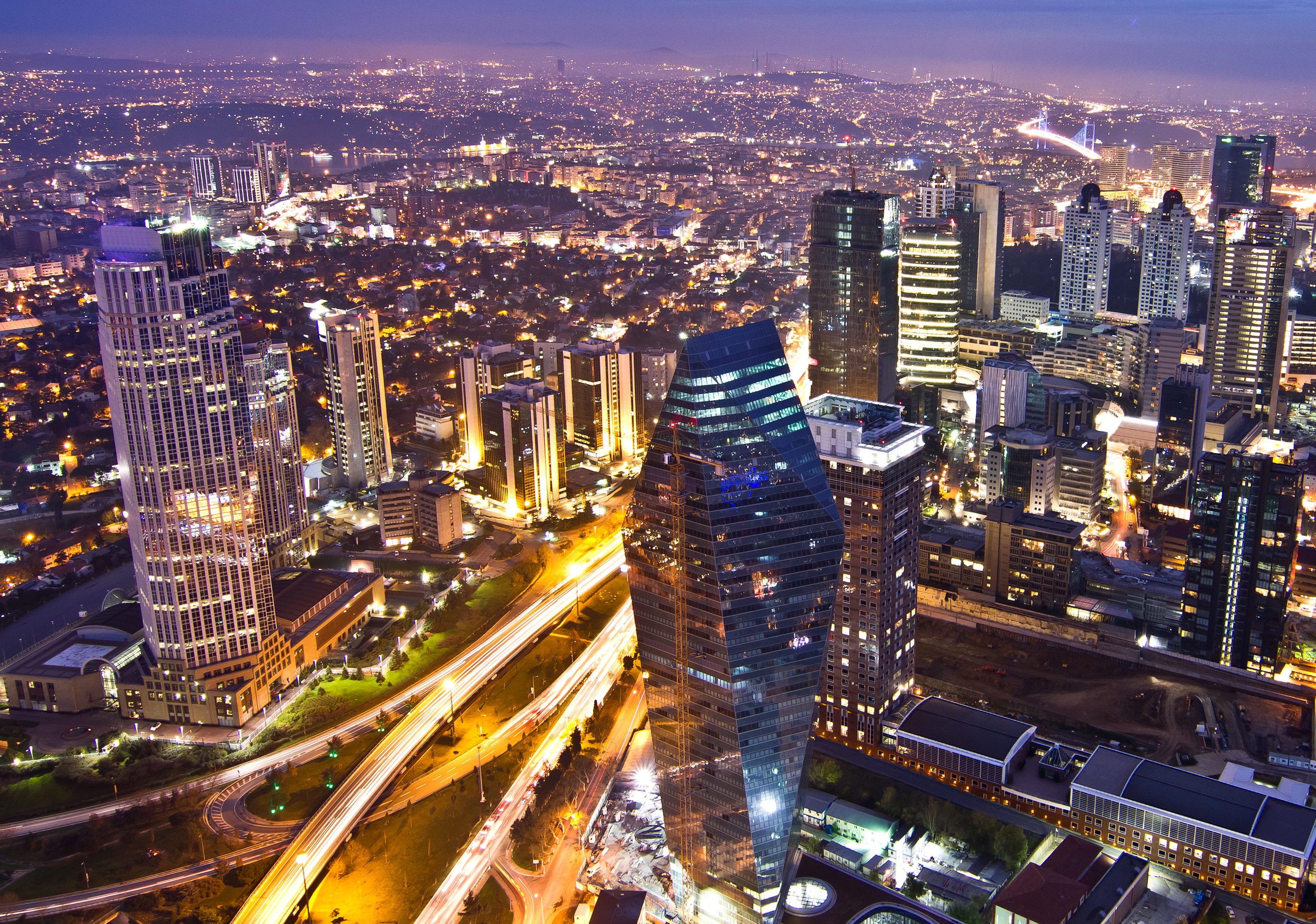
Das Finanzviertel Levent in Istanbul

Entwicklung des realen Bruttoinlandsprodukts pro Kopf seit 1990

Die geldpolitische Lockerung in den USA seit etwa 2009 und die Niedrigzinspolitik der EZB ließen Milliarden von US-Dollar und Euro in Schwellenländer strömen und erzeugten damals ein kräftiges Wirtschaftswachstum. Die türkische Wirtschaft wuchs 2010 und 2011 um jeweils rund 9 Prozent; 2012 wuchs sie um 2,2 Prozent.
Im Global Competitiveness Index, der die Wettbewerbsfähigkeit eines Landes misst, belegt die Türkei heute Platz 53 von 137 Ländern (Stand 2017–2018). Im Index für wirtschaftliche Freiheit belegte die Türkei 2017 Rang 70 von 180 Ländern. Die Ratingagenturen Moody’s und Finch haben ihre Note 2018 für die Kreditwürdigkeit der Türkei 2018 nach 2016 nochmals gesenkt: Die langfristigen Verbindlichkeiten werden jetzt nur noch mit „Ba2“ (Im Ramschpapierbereich) bewertet.
| Jahr                                    | 2010    | 2015    | 2016    | 2017    | 2018    | 2019    | 2020    | 2021    | 2022    | 2023    |
| --------------------------------------- | ------- | ------- | ------- | ------- | ------- | ------- | ------- | ------- | ------- | ------- |
| BIP in Mrd. USD (Kaufkraftparität)      | 1.298,4 | 1.983,8 | 2.069,2 | 2.264,3 | 2.303,8 | 2.350,3 | 2.391,5 | 2.662,2 | 3.009,8 | 3.277,5 |
| BIP pro Kopf in USD (Kaufkraftparität)  | 17.611  | 25.194  | 25.925  | 28.019  | 28.093  | 28.264  | 28.602  | 31.439  | 35.293  | 38.391  |
| BIP-Wachstum (real)                     | 8,4 %   | 6,1 %   | 3,3 %   | 7,5 %   | 3,0 %   | 0,8 %   | 1,9 %   | 11,4 %  | 5,5 %   | 5,1 %   |
| Inflation (in Prozent)                  | 8,6 %   | 7,7 %   | 7,8 %   | 11,1 %  | 16,3 %  | 15,2 %  | 12,3 %  | 19,6 %  | 72,3 %  | 53,9 %  |
| Staatsverschuldung (in Prozent des BIP) | 40 %    | 27 %    | 28 %    | 28 %    | 30 %    | 32 %    | 39 %    | 40 %    | 31 %    | 29 %    |

Die wirtschaftliche Situation der Türkei ist sehr widersprüchlich. Es besteht eine große Kluft zwischen dem industrialisierten Westen und seiner modernen Industrie (insbesondere in den Großstädten) einerseits und dem agrarisch strukturierten und wenig entwickelten Osten andererseits. Die Arbeitslosenquote lag im Jahr 2017 bei 11,2 %. 2017 arbeiteten 18,4 % aller Arbeitskräfte in der Landwirtschaft, 26,6 % in der Industrie und 54,9 % im Dienstleistungssektor. Die Gesamtzahl der Beschäftigten wird für 2017 auf 31,3 Millionen geschätzt. Herausforderungen für den Arbeitsmarkt bleiben der hohe Anteil der Schwarzarbeit und die niedrige Erwerbsquote von Frauen (ca. 30 %). Der offizielle Mindestlohn beläuft sich im Jahr 2021 auf 3577,50 Türkische Lira brutto (rund 395 Euro) bzw. 2825,90 Lira netto (etwa 310 Euro) pro Monat.
Der Großraum Istanbul erreicht beispielsweise 41 % des Durchschnittseinkommens der 15 alten EU-Staaten, der Osten hingegen nur 7 %. Diverse Projekte, darunter die großen Staudamm-Projekte (Südostanatolien-Projekt (GAP)) sollen dem Osten helfen, sich zu entwickeln. Zudem gibt es in der türkischen Volkswirtschaft erhebliche strukturelle Probleme. So trägt die Landwirtschaft zum BSP nur 11,9 % bei, beschäftigt aber 30,6 % der Arbeitskräfte. Die Industrie trägt 29,6 % zum BSP bei und der Dienstleistungssektor 58,5 %. In der Industrie arbeiten 19,3 % aller Erwerbstätigen und in der Dienstleistung 44,5 %. Seit 1996 besteht zwischen der Türkei und der EU eine Zollunion (51,6 % der Exporte gehen in die EU, 46 % der Importe stammen aus der EU).
Am 1. Januar 2005 wurde die alte Türkische Lira (früher auch Türkisches Pfund genannt) durch die Neue Türkische Lira (Yeni Türk Lirası) ersetzt. Damit verlor die Türkische Lira 6 Nullen. Auch wurde die Untereinheit der Lira, der Kuruş, wieder eingeführt.
Die Wirtschaft der Türkei ist durch ein hohes Wachstum geprägt, verbunden mit einer noch höheren Inflation.

Diese erreichte um 1994 und 1995 beinahe hyperinflationäre Werte von über 100 %, bis 2004 fiel sie auf 8,6 %, 2019 betrug sie 15,2 %. Im April 2022 stieg sie nach Regierungsangaben auf 70 %, nach Angaben von Enflasyon Araştırma Grubu (ENAGrup, deutsch: Inflationsforschungsgruppe), einer Gruppe türkischer Wirtschaftswissenschaftler, betrug die tatsächliche Inflationsrate im April 2022 hingegen 156 %.
Im Jahre 2018 sank der Kurs der Türkischen Lira gegenüber dem Vorjahr um rund 40 %.
Die wichtigsten Wirtschaftssektoren sind die Textilindustrie, der Tourismus, die Automobilindustrie, ferner die chemische Industrie, der Maschinenbau und die Elektronikbranche. Die Direktinvestitionen von ausländischen Unternehmen in der Türkei lagen 2002 bei ca. 4,6 Mrd. Euro, davon 3,3 Milliarden aus Deutschland. Von 22 Mrd. US-Dollar im Jahre 2007 fielen sie in Folge der Finanzkrise 2009 auf 8,5 Mrd. und pendeln seither bei 12 bis 13 Mrd. US-Dollar pro Jahr.
Ratingsagenturen stuften das Land unter dem Eindruck der Erosionen der Institutionen seit dem Putsch im Jahr 2016 mehrfach herab: Moody’s stufte die Landeswährung auf den Ramschbereich ab und kritisiert die fehlende Unabhängigkeit der Notenbank und der Gerichte von politischen Einflüssen. Für zehnjährige Anleihen musste die Türkei, dem hohen Risiko ihrer Investoren entsprechend, im Jahre 12 bis 13 Prozent zahlen. Das stark negative Leistungsbilanzdefizit wuchs weiter. Der Euro-Kurs der Türkischen Lira fiel von 2016 bis derzeit 2018 um rund 40 %.
Die türkische Wirtschaft ist zum Jahresende 2018 in die Rezession gerutscht.
Die Türkei hat seit vielen Jahren ein Handelsbilanzdefizit. Öl, Vorprodukte und Getreide müssen eingeführt werden. Die türkische Wirtschaft erreichte vor dem Lira-Absturz, mit einem Wertverlust von zwei Dritteln seit 2011 bei einhergehender Inflation von 20 Prozent (Stand März 2019), von 2003 bis 2013 hohe Wachstumsraten. Das Bruttoinlandsprodukt (BIP) stieg damals von 315 auf 958 Milliarden US-Dollar. 2021/2022 stieg die Inflation auf 83 % nach offiziellen Angaben und auf 186 % nach unabhängigen wissenschaftlichen Instituten. Im Juni 2022 untersagte die Regierung die Veröffentlichung von abweichenden Zahlen.

### Elektrizitätsversorgung
Im Jahre 2012 lag die Türkei bzgl. der jährlichen Erzeugung mit 228,1 Mrd. kWh an Stelle 20 und bzgl. der installierten Leistung mit 53.860 MW an Stelle 19 in der Welt. Die Spitzenlast lag 2012 bei 39.045 MW. Die Türkei hat die Erzeugungskapazität in den letzten Jahrzehnten stark ausgebaut; die installierte Leistung wuchs von 407 MW im Jahre 1950 über 1.272 (1960), 2.234 (1970), 5.118 (1980), 16.317 (1990), 27.264 (2000) auf 49.524 MW im Jahre 2010 an. Bis 2023 soll die Erzeugungskapazität auf 120.000 MW verdoppelt werden.
Die installierte Leistung der Kraftwerke in der Türkei betrug am 31. August 2014 68.235,9 MW, davon entfielen auf Gaskraftwerke 21.172,5 MW (31 %), auf Kohlekraftwerke 14.034,3 MW (20,5 %), auf Wasserkraftwerke 23.322,6 MW (34,2 %), auf Windkraftanlagen 3.380,2 MW (5 %) und auf sonstige Kraftwerke 6.326,2 MW (9,3 %). 2017 waren Windkraftanlagen mit einer Leistung von 6,9 GW installiert. Bis zum Jahr 2023 sollen 30 % des Stromverbrauchs durch Erneuerbare Energien gedeckt werden. Hierfür soll die installierte Leistung der Wasserkraftwerke auf 36 GW erhöht werden, die Leistung der Windkraftanlagen auf 20 GW und die Leistung der Photovoltaikanlagen auf 3 GW.
Das Übertragungsnetz in der Türkei wird von der staatlichen Türkiye Elektrik İletim A.Ş. (TEİAŞ) betrieben. Seit dem 15. April 2015 ist das türkische Stromnetz an das europäische Verbundsystem angeschlossen. Die erste Synchronisierung fand am 18. September 2010 statt; danach wurde schrittweise die volle Anbindung verwirklicht. Die Türkei ist über zwei 400-kV-Leitungen mit Bulgarien und über eine weitere 400-kV-Leitung mit Griechenland verbunden.

### Außenhandel
Hauptlieferländer der Türkei waren 2016 die Volksrepublik China (12,8 %), Deutschland (10,8 %), Russland (7,6 %), USA (5,5 %), Italien (5,1 %), Frankreich (3,7 %) und Südkorea (3,2 %). Hauptabnehmerländer von Türkischen Exporten waren im selben Jahr Deutschland (9,8 %), das Vereinigte Königreich (8,2 %), Irak (5,4 %), Italien (5,3 %), USA (4,6 %), Frankreich (4,2 %) und die Vereinigten Arabischen Emirate (3,8). Knapp die Hälfte des türkischen Außenhandels lief mit den Staaten der Europäischen Union ab. Deutschland war 2016 der wichtigste Handelspartner der Türkei.
Die Türkei importierte 2016 Waren für 198,6 Milliarden US-Dollar und exportierte Waren für 142,6 Milliarden US-Dollar. Die Türkei hatte damit ein Handelsbilanzdefizit von 56,0 Milliarden Dollar oder 6,5 % der Wirtschaftsleistung. Das Handelsbilanzdefizit der Türkei wird als zu hoch bewertet, kann jedoch zum Teil durch Einnahmen aus dem Tourismus und Überweisungen von Auslandstürken ausgeglichen werden.

### Tourismus

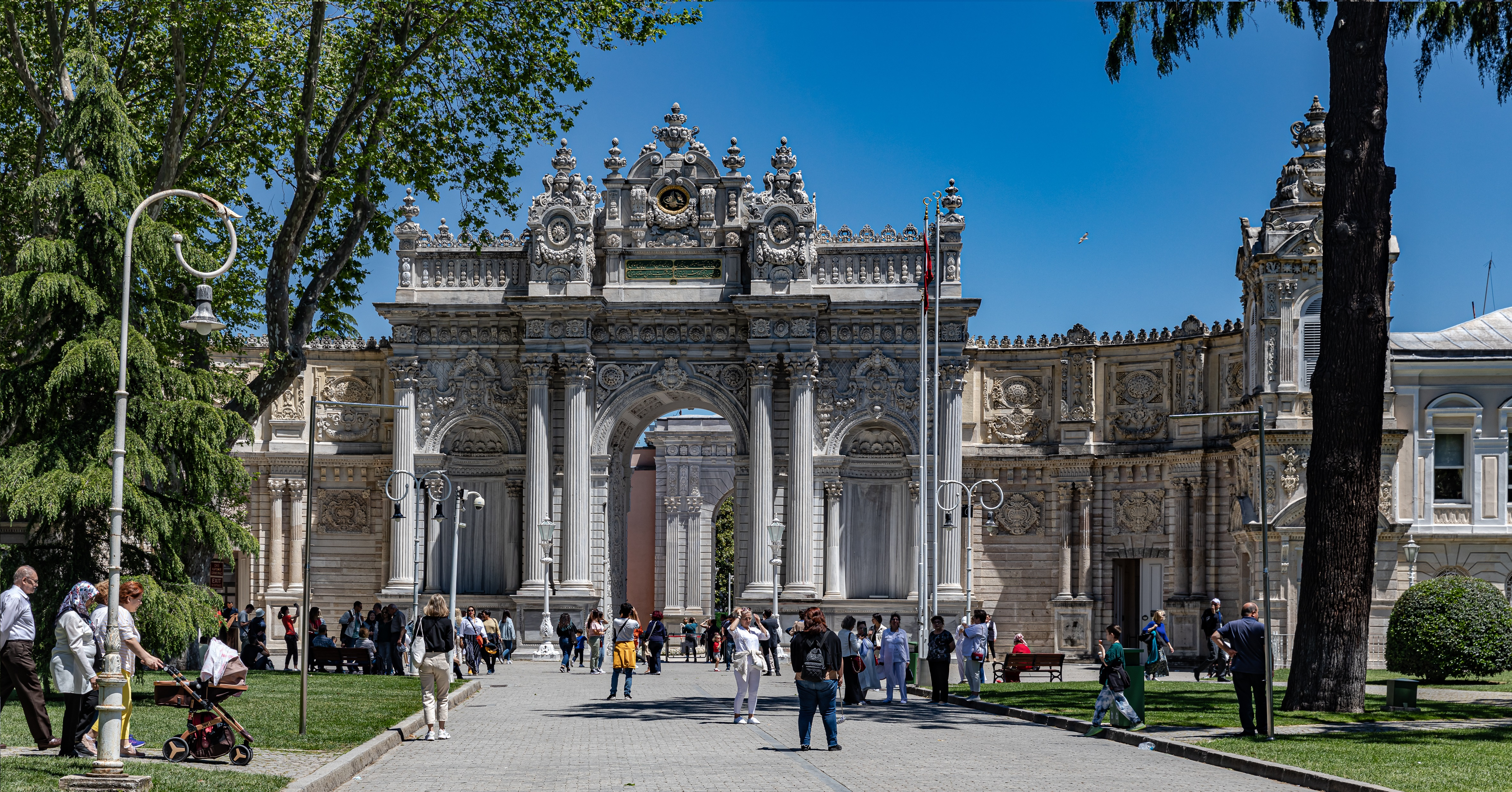
Dolmabahçe-Palast, nach 1856 die Residenz des Sultans

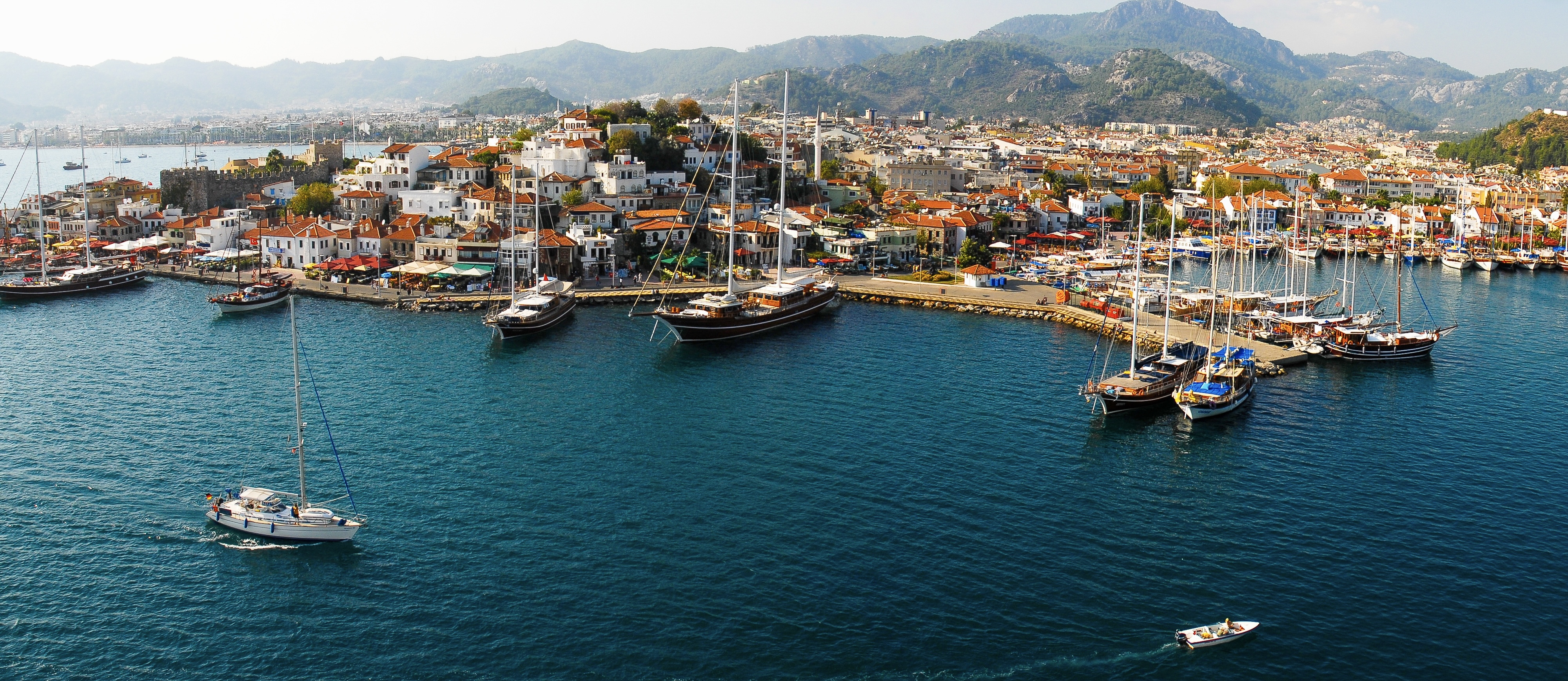
Yachthafen in Marmaris

Der Tourismus in der Türkei hat im 21. Jahrhundert fast jedes Jahr zugenommen. Er ist ein wichtiger Teil der Wirtschaft und bringt der türkischen Volkswirtschaft Devisen. Das türkische Ministerium für Kultur und Tourismus fördert den einheimischen türkischen Tourismus unter dem Slogan „Go Türkiye“ bzw. „Türkiye“. Die Türkei ist eines der zehn wichtigsten Zielländer der Welt, gemessen an den Touristenankünften. In den letzten Jahren kam der höchste Anteil ausländischer Besucher aus Russland und Deutschland.
Im Jahr 2016 erlebte die Tourismusindustrie einen Einbruch in Folge des Konfliktes mit Russland bezüglich Syrien (→ Russischer Militäreinsatz in Syrien) sowie der Terrorgefahr. Manche deutsche Veranstalter meldeten bis zu 50 Prozent weniger Besucher. Seither stieg die Zahl ausländischer Urlauber wieder an.
Im Rekordjahr 2019 gab es etwa 51 Millionen Besucher und Einnahmen in Höhe von 34,5 Milliarden US-Dollar.
2020 kamen wegen der weltweiten COVID-19-Pandemie, die auch in der Türkei wütete, wenige ausländische Urlauber in die Türkei.
Im Jahr 2023 wurde der Besucherrekord von 2019 gebrochen, das Land zählte knapp 56,7 Mio. ausländische Urlauber.

### Finanzwirtschaft
Das Land führt eine Wertpapierbörse – die Borsa Istanbul – mit ihrem Leitindex, dem ISE 100. Außerdem verfügt die Regierung über einen Staatsfonds - dem Türkiye Varlık Fonu - der Staatsunternehmen und vornehmlich die eigene Wirtschaft durch Investitionen stärkt.

### Staatshaushalt
Der Staatshaushalt umfasste 2016 Ausgaben von umgerechnet 198,8 Mrd. US-Dollar, dem standen Einnahmen von 184,3 Mrd. US-Dollar gegenüber. Daraus ergab sich ein gesamtstaatliches Haushaltsdefizit von 1,7 % des BIP nach ESVG. Die gesamtstaatliche Verschuldung erreichte 2016 29,2 % des BIP.
| Staatsverschuldung | 30,2 % | 32,1 %  | 34 %    | 33,7 % | 44 %   | 35,8 % | 37,9 % | 44,3 % | 30,3 % | ?      |
| |        |         |         |        |        |        |        |        |        |        |
| Jahr | 2000   | 2001    | 2002    | 2003   | 2004   | 2005   | 2006   | 2007   | 2008   | 2009   |
| Staatsverschuldung (brutto) | 51,3 % | 75,5 %  | 71,5 %  | 65,2 % | 57,2 % | 50,2 % | 44,3 % | 37,8 % | 37,8 % | 43,5 % |
| Haushaltssaldo | ?      | −24,5 % | −10,2 % | −8,9 % | −4,5 % | −0,6 % | 0,8 %  | −1,0 % | −2,2 % | −6,1 % |
| |        |         |         |        |        |        |        |        |        |        |
| Jahr | 2010   | 2011    | 2012    | 2013   | 2014   | 2015   | 2016   | 2017   | 2018   | 2019   |
| Staatsverschuldung (brutto) | 39,7 % | 36,2 %  | 32,3 %  | 31,2 % | 28,5 % | 27,4 % | 28 %   | 28 %   | 30,2 % | 32,7 % |
| Haushaltssaldo | −2,8 % | −0,7 %  | −0,3 %  | 0,2 %  | 0,2 %  | 0,5 %  | −1,3 % | −2,8 % | −2,9 % | −4,4 % |
| |        |         |         |        |        |        |        |        |        |        |
| Jahr | 2020   | 2021    | 2022    | 2023   | 2024   | 2025   | 2026   | 2027   | 2028   | 2029   |
| Staatsverschuldung (brutto) | 39,5 % | 41,6 %  | 43,7 %  |        |        |        |        |        |        |        |
| Haushaltssaldo | −4,7 % |         |         |        |        |        |        |        |        |        |
| Quellen: Staatsverschuldung - 1990–1998 Weltbank - 2000–2022 IMF, Anmerkung: Die Daten der Weltbank 2008–2016 weichen teils erheblich von den Daten des IMF ab. Gleiches gilt für die Daten 2001–2010 vom Staatssekretariat für Schatzwesen Haushaltssaldo - 2001–2008 Undersecretariat of Treasury - 2009–2020 OECD |        |         |         |        |        |        |        |        |        |        |

Anteil der Staatsausgaben (in % des BIP) für folgende Bereiche:
Gesundheit
| Ausgaben für Gesundheit |        |        |        |        |         |         |        |        |        |        |        |        |
| Jahr                    | 1999   | 2000   | 2001   | 2002   | 2003    | 2004    | 2005   | 2006   | 2007   | 2008   | 2009   | 2010   |
| Mio TRY                 | 4.985  | 8.248  | 12.396 | 18.774 | 24.279  | 30.021  | 35.359 | 44.069 | 50.904 | 57.740 | 57.911 | 61.678 |
| % v. BIP                | 4,7 %  | 4,8 %  | 5,1 %  | 5,2 %  | 5,2 %   | 5,2 %   | 5,2 %  | 5,6 %  | 5,8 %  | 5,8 %  | 5,8 %  | 5,3 %  |
|                         |        |        |        |        |         |         |        |        |        |        |        |        |
| Jahr                    | 2011   | 2012   | 2013   | 2014   | 2015    | 2016    | 2017   | 2018   | 2019   | 2020   |        |        |
| Mio TRY                 | 68.607 | 74.189 | 84.390 | 94.750 | 104.568 | 119.756 |        |        |        |        |        |        |
| % v. BIP                | 4,9 %  | 4,7 %  | 4,7 %  | 4,6 %  | 4,5 %   | 4,6 %   |        |        |        |        |        |        |

Bildung
2022: 2,6 %
Militär
2023: 1,5 %

## Infrastruktur
Aufgrund seiner Lage als Knotenpunkt zwischen Asien und Europa ist der Verkehrssektor eine wichtige Einnahmequelle der Türkei. Die Transportdienstleistungen umfassen neben den Straßen- auch See-, Luft- und Schienenverkehr sowie Transporte über Rohrleitungen. Mit internationalem Personen- und Güterverkehr auf Straßen erwirtschaftete die Türkei 1999 1,2 Mrd. Euro.
Der inländische Gütertransport und Personenverkehr erfolgt fast ausschließlich auf der Straße. Der Güterverkehr mit dem Ausland erfolgt überwiegend über den Wasserweg und der Personenverkehr über den Luftweg.
2000 machte der Verkehrs- und Kommunikationssektor rund 14 % des Bruttoinlandsprodukts aus. 27,3 % aller öffentlichen Investitionen werden in diesem Bereich getätigt. Damit zeigt sich die Bedeutung dieses Sektors für die Türkei auf eindrucksvolle Weise.

### Straßenverkehr

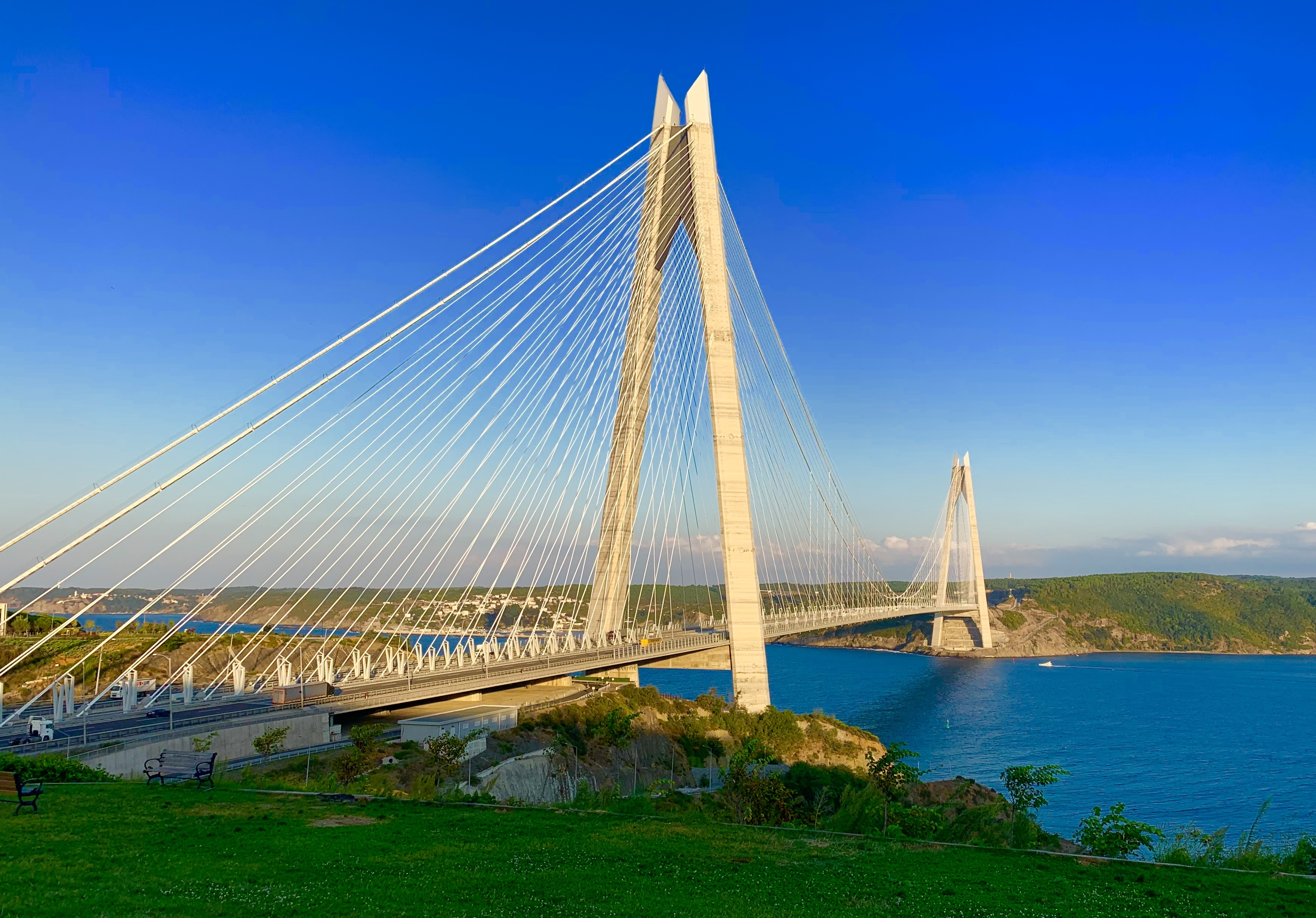
Yavuz-Sultan-Selim-Brücke, im Hintergrund die Einfahrt ins Schwarze Meer

Das Straßennetz der Türkei weist insgesamt eine Länge von 413.724 km auf. Davon sind 62.000 km Landstraßen, 350.000 km sogenannte Dorfstraßen und (Stand 2020) 3532 km Autobahn. Das Autobahnnetz soll in den nächsten Jahren weiter ausgebaut werden. Die bedeutendste Autobahnstrecke ist die von Istanbul nach Ankara (O-4), auch die O-52 von Adana nach Gaziantep ist wichtig für Verkehr und Transport. Weitere Autobahnen existieren um Izmir (O-31 und O-32) und im südlichen Teil des Landes (Mersin, İskenderun, Pozantı).
Auf den Straßen werden 89,2 % (Stand 2000) aller inländischen Güter transportiert. Der Anteil des Personenverkehrs ist mit 95 % sogar noch höher. Bei Überlandfahrten sind Reisebusse sehr beliebt. Hier konkurrieren viele Unternehmen um die Gunst der Fahrgäste, daher ist der Service bei den Busgesellschaften sehr gut, so wird bei den Überfahrten den Reisenden Kaffee, Tee, Wasser und Gebäck gereicht. Außerdem kann man während Busfahrten über WLAN im Internet surfen, allerdings werden nur bei vereinzelten Busunternehmen Steckdosen angeboten, um elektrische Geräte aufzuladen.
Die Verkehrssicherheit erreicht nicht das Niveau der meisten europäischen Staaten. Im Jahr 2016 waren ca. 7.300 Todesopfer im Straßenverkehr zu beklagen, das waren 12,3 Tote pro 100.000 Einwohner, ungefähr so viel wie die USA (12,4), aber (außer Albanien und Bosnien und Herzegowina) mehr als in den anderen europäischen Staaten. Ab 2008 wurde ein neues System der Hauptuntersuchungen durch den TÜVtürk etappenweise eingeführt (vgl.). Nach einem Höchststand im Jahr 2014 sank die Zahl der Verkehrstoten bis 2019 auf 5473. Durch die coronabedingten Einschränkungen war diese Zahl im Jahr 2020 weniger als halb so hoch.
Die Einnahmen durch Mautgebühren betrugen im Jahre 2005 231 Mio. YTL und sollten am Ende des Jahres nach staatlichen Schätzungen bei 357 Mio. YTL liegen. Mautpflichtig sind die drei Brücken über den Bosporus und sechs Autobahnstrecken. Die Brücke der Märtyrer des 15. Juli und die Fatih-Sultan-Mehmet-Brücke benutzten über 136 Mio. Fahrzeuge, seit 2016 kommt die Yavuz-Sultan-Selim-Brücke hinzu. Die übrigen mautpflichtigen Straßen nutzen über 120 Mio. Fahrzeuge.
Der Nahverkehr wird in den Städten durch öffentliche Busse organisiert. Da aber der öffentliche Nahverkehr ungenügend ausgebaut ist, dominieren Sammeltaxis (Dolmuş). Diese werden von Privatpersonen betrieben, die sich oft zu Genossenschaften zusammengeschlossen haben. Der türkische Name Dolmuş („voll geworden“) bezieht sich heute fast ausschließlich auf Kleinbusse, historisch auf Fahrzeuge aller Art. Er rührt daher, dass diese Fahrzeuge nicht zu einer festen Abfahrtszeit losfahren, sondern erst, wenn das Fahrzeug hinreichend voll ist. Heute werden die Dolmuş, gerade in städtischen Ballungszentren nicht mehr im Punkt-zu-Punkt-Verkehr ohne planmäßigen Zwischenhalt, sondern in einer Art Linienverkehr eingesetzt, ähnlich wie öffentliche Busse, zum Teil auch in Konkurrenz zu diesen. Daher haben auch diese Busse annähernd feste Abfahrzeiten an den Endstationen und bekannte, zum Teil ausgewiesene Zwischenstationen zum Ein- und Aussteigen. Dies wird nach Wunsch der Fahrgäste und Bereitschaft der Fahrer aber flexibel gehandhabt. Die Fahrer warten auf potentielle Fahrgäste, lassen auf Wunsch auch unterwegs Passagiere an einem beliebigen, geeigneten Ort ein- oder aussteigen und bringen bei Bedarf, etwa spätabends, auch über die planmäßige Endstation hinaus ihre Kunden bis an die Haustüre. Die Fahrtkosten sind festgesetzt, teils fix, teils gestaffelt abhängig von der gefahrenen Strecke und werden bar beim Fahrer oder seinem Gehilfen bezahlt. Fahrausweise werden nicht ausgestellt. Daneben gibt es reguläre Taxis, die mit einem Taxameter arbeiten.

### Schienenverkehr

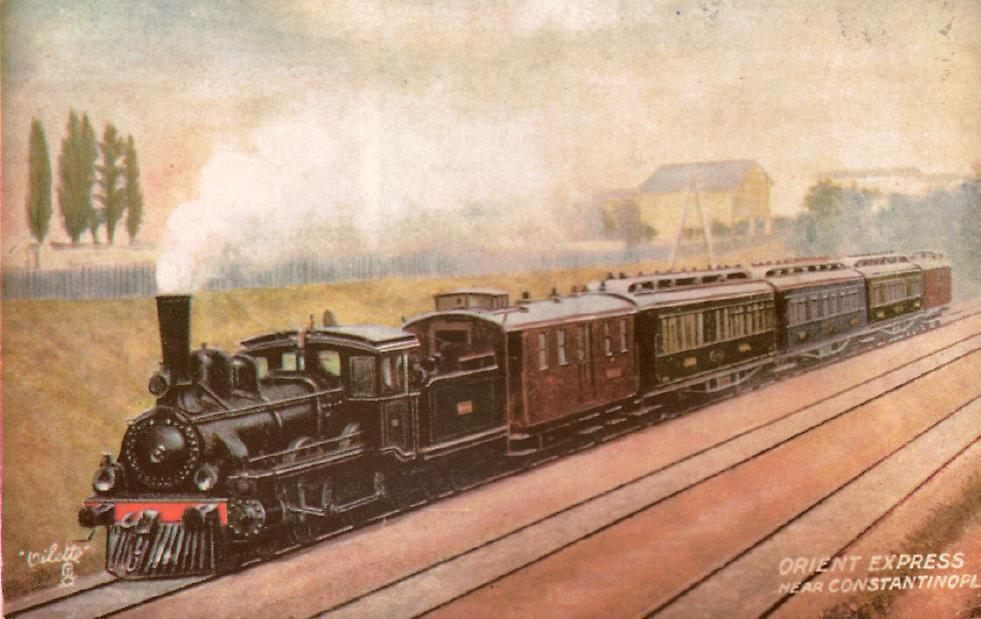
Orient-Express Istanbul 1900

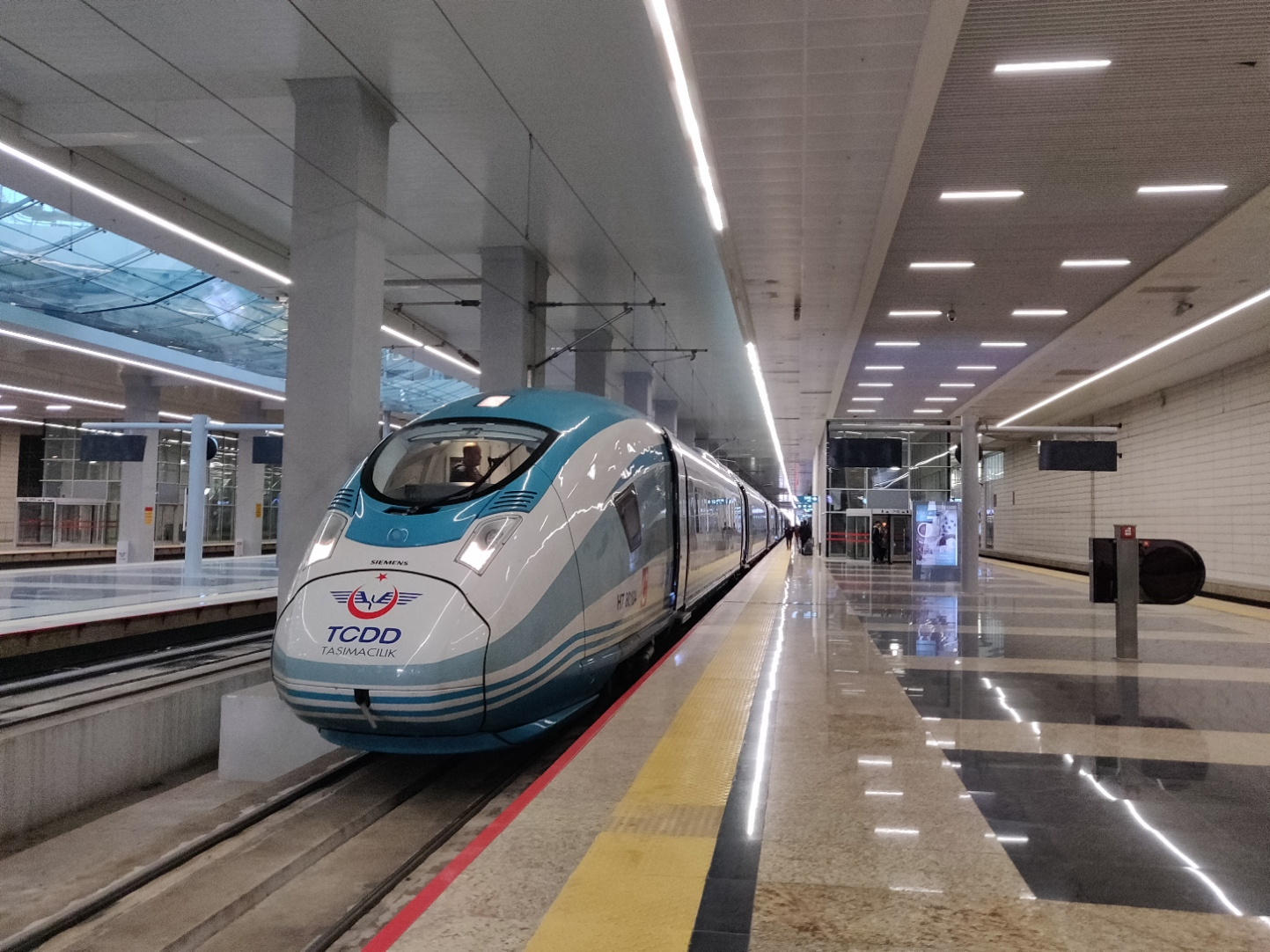
Hochgeschwindigkeitszug HT80000 (Siemens Velaro) der türkischen Staatsbahnen TCDD

Der Schienenverkehr in der Türkei ist seit Jahrzehnten dem Ausbau des Straßennetzes nachgestellt worden. Die Trassierungen des Eisenbahnnetzes stammen teilweise noch aus der ersten Hälfte des 20. Jahrhunderts, wurden jedoch in letzter Zeit massiv erneuert. Seine Länge beträgt heute rund 10.984 km, davon sind ca. 20 % elektrisch betrieben. Am Gesamtverkehr machte der Anteil der Eisenbahn 1999 rund 10 % aus.
Außer auf der Strecke zwischen Istanbul und Ankara verkehren in der Regel nur ein oder zwei Personenzüge täglich. Die durchschnittliche Reisegeschwindigkeit liegt oft unter derer des dichten Netzes des öffentlichen Busverkehrs.
Jedoch ist der Komfort in den Zügen weit höher. Es gibt nur noch eine Wagenklasse, Pullman genannt. Darüber hinaus werden in den Nachtverbindungen Schlafwagen (Zweibettabteile) oder Liegewagen (Vierbettabteile) angeboten.
Seit einigen Jahren hat die türkische Regierung die Bedeutung des Schienenverkehrs wieder erfasst und investiert sehr viel in diese Branche. So wurden unter anderem neue Triebwagen angeschafft und die Stationen und Gleise erneuert. Außerdem plant die Regierung Hochgeschwindigkeitszüge selbst herzustellen. Mit der Eröffnung einer Eisenbahnfabrik in Adapazarı und Eskişehir sowie Schwellenfabriken in Sivas, Konya und Afyon wurden Schritte in diese Richtung unternommen.
Die Hochgeschwindigkeitsstrecke Ankara–Istanbul ging am 25. Juli 2014 in Betrieb. Ende 2010 wurde die Hochgeschwindigkeitsstrecke Ankara–Konya eröffnet, Ende 2014 die Hochgeschwindigkeitsstrecke Istanbul-Konya. Züge fahren hier mit bis zu 250 km/h. Von Ankara nach Sivas ist ebenfalls eine Hochgeschwindigkeitsstrecke im Bau. Im Rahmen des europäischen Verkehrskonzeptes Wider Europe for Transport soll eine weitere Hochgeschwindigkeitsverbindung bis an die bulgarische Grenze errichtet werden.
Die Städte Edirne, Kars, Izmir, Antalya, Trabzon, Diyarbakır und Kayseri sollen über Ankara miteinander verbunden werden. Dafür wird die Hochgeschwindigkeitsstrecke um 7000 km ausgebaut. Die Hochgeschwindigkeitsstrecken werden für 250 km/h ausgelegt. Bis 2023 sollen alle Strecken in Betrieb gehen. Die Kosten für das Megaprojekt betragen 28–30 Mrd. Dollar. Die chinesische Regierung stellt die nötigen Kredite für das Vorhaben bereit. In Istanbul wird an einer Unterquerung des Bosporus (Marmaray) gearbeitet. Das Projekt umfasst eine Gesamtlänge von 76,3 km. Nach der Fertigstellung werden 440 spezialangefertigte Züge alle 2–10 Minuten unterirdisch den europäischen Teil mit dem asiatischen Teil Istanbuls verbinden. Die Kapazität der Personenbeförderung in eine Richtung (oneway) beträgt 75.000 Passagiere pro Stunde. Ab 2018 sollen die ersten Züge rollen.
In Istanbul (U-Bahn Istanbul), Ankara (U-Bahn Ankara), Izmir (Metro Izmir), Adana und Bursa (Bursaray) existieren auch U-Bahnen (türkisch Metro). Sie sind sehr beliebt und erreichen Geschwindigkeiten von bis zu 80 km/h. Die Türkische Staatsbahn (TCDD) betreibt entlang ihrer Linien in Ankara, Izmir und Istanbul eine S-Bahn. Im Verhältnis zur Einwohnerzahl ist der schienengebundene Personennahverkehr in diesen Städten allerdings unterentwickelt: In Ankara bestehen – bei 4,5 Mio. Einwohnern – zwei, technisch miteinander nicht kompatible, U-Bahn- und eine S-Bahnlinie. In Istanbul bestehen – bei einer zwischen 13 Mio. und 17 Mio. geschätzten Einwohnerzahl – auf der europäischen Seite sechs unterschiedliche, miteinander nicht kompatible schienengebundene Nahverkehrssysteme, die jeweils nur eine Strecke bedienen, auf asiatischer Seite zwei. Dies ist eine nur sehr begrenzte Alternative zum meistgenutzten Busnetz.
Straßenbahnlinien gibt es in Samsun, Gaziantep, Kayseri, Antalya (5,1 km), Eskişehir (14,5 km), Istanbul (Tramvay 14,3 km) und Konya (18 km).

### Luftverkehr

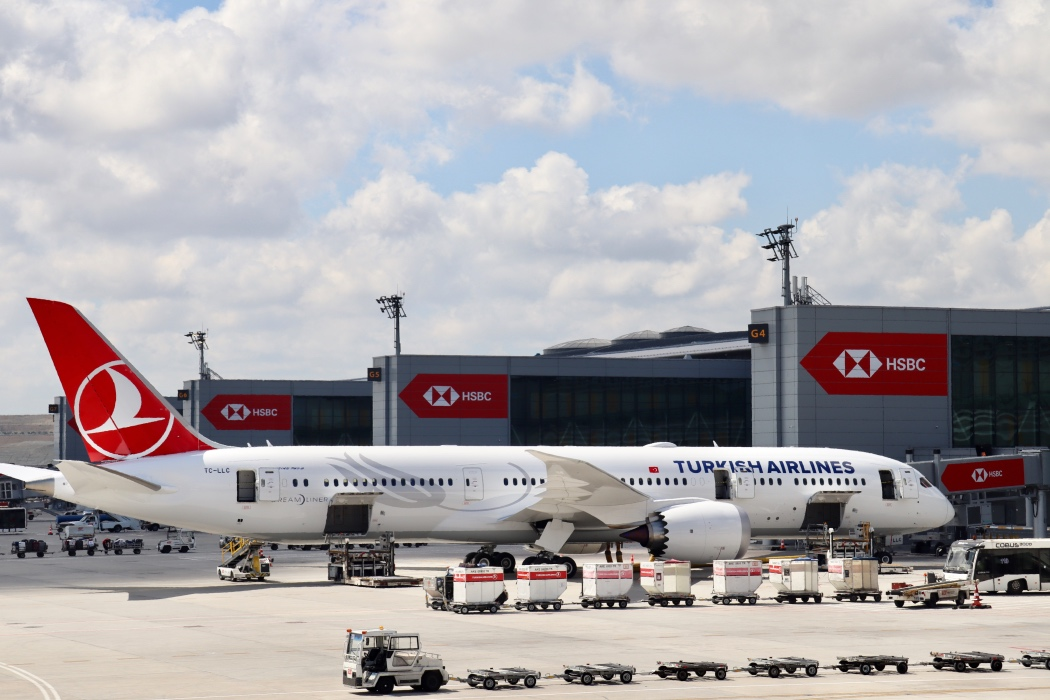
Eine Boeing 787-9 der Turkish Airlines

Die staatliche Fluggesellschaft Turkish Airlines (Türk Hava Yolları THY) wurde 1933 gegründet und hatte bis in die 1990er Jahre ein Monopol auf Linienflüge. Mittlerweile bieten zahlreiche private Fluggesellschaften (zum Beispiel Corendon Airlines, MNG Airlines, Freebird Airlines, Pegasus Airlines, Sunexpress) ihre Dienste an und kommen auf einen Marktanteil von 33 %.
Insgesamt verfügt die Türkei über 117 Flughäfen, wovon 15 internationale Flughäfen sind. Der bedeutendste Flughafen ist der Flughafen Istanbul (İstanbul Havalimanı) im europäischen Teil Istanbuls, der seit 2019 den seit 1912 verwendeten, bis 1985 unter dem Namen İstanbul Yeşilköy Havalimanı und seither unter dem Namen İstanbul Atatürk Havalimanı betriebenen traditionellen Flughafen der Stadt ersetzt. Auf der asiatischen Seite der Stadt befindet sich der kleinere, 2001 eröffnete Flughafen Sabiha Gökçen. Für den Tourismus ist der Flughafen Antalya mit fast 32 Millionen Passagieren (Stand 2018) bedeutend. Weitere Flughäfen sind diejenigen von Izmir (Flughafen Izmir-Adnan Menderes) und Ankara (Flughafen Ankara-Esenboğa).

### Wasserverkehr

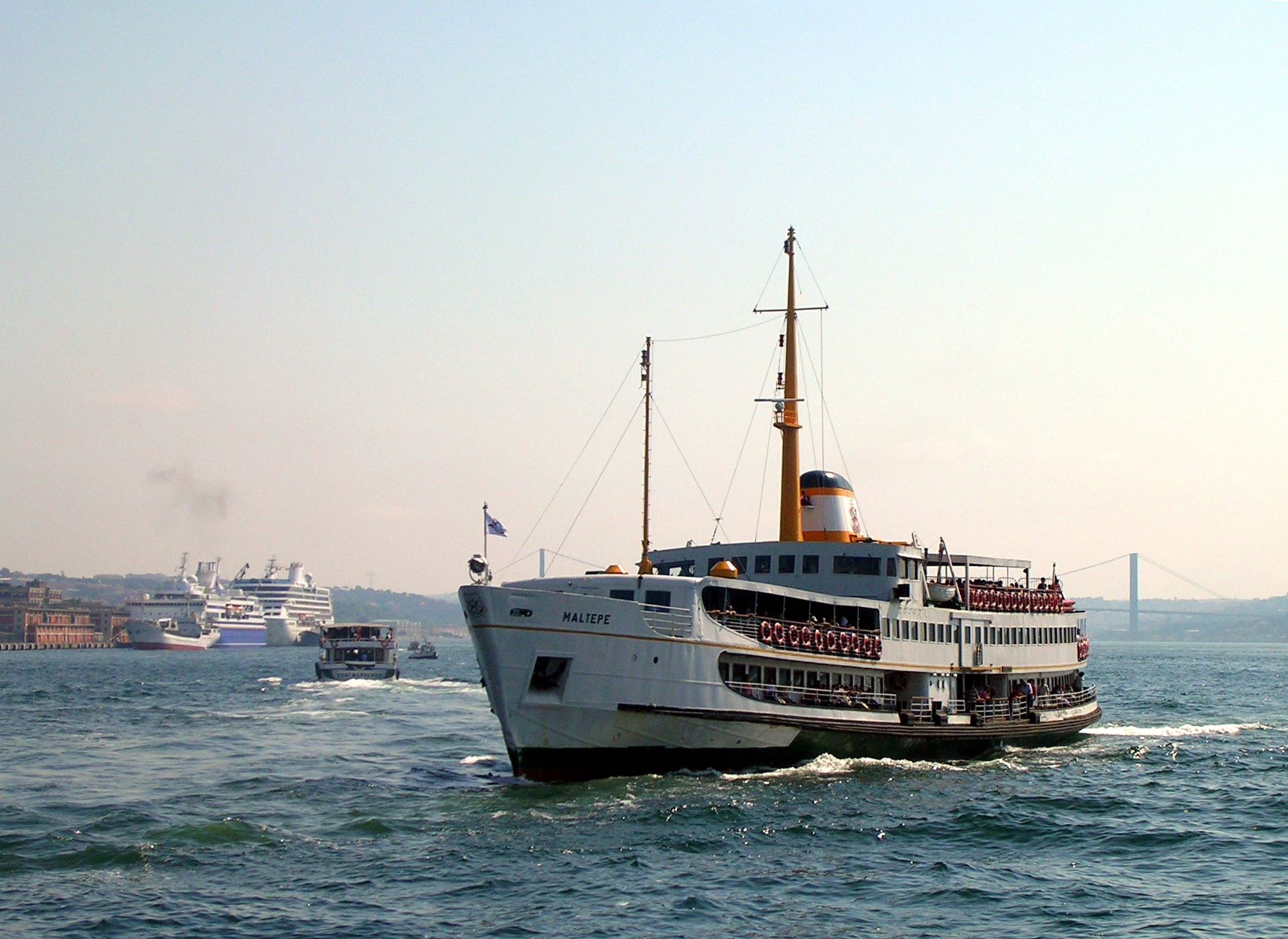
Die Bosporus-Fähren verbinden beide Teile Istanbuls

Mit einer Küstenlänge von 8333 km und 156 Häfen ist das Potential des Schiffsverkehrs groß. Die Tonnage der gesamten türkischen Handelsflotte beträgt fast 10.444.163 DWT. Der Handelsflotte gehören 888 Frachter mit über 300 Bruttoregistertonnen an. In Izmir und Istanbul ist der Fährverkehr ein wichtiges Nahverkehrsinstrument. Die Fahrtdauer in Istanbul zwischen dem europäischen und dem asiatischen Teil beträgt je nach Route zwischen 20 und 40 Minuten. In Izmir beträgt die Fahrtdauer zwischen zwei Stadtteilen (Konak und Karşıyaka) zwischen 10 und 30 Minuten.

### Pipelines
Die erste Ölleitung zum Transport von Rohöl und Ölprodukten wurde 1966 zwischen Batman und Dörtyol (am Golf von İskenderun) in Betrieb genommen. 1977 wurde die wichtige Ölleitung zwischen dem Irak und der Türkei mit einer Gesamtlänge von 981 km (davon liegen 641 km auf türkischem Boden) eingeweiht. Die Leitung wurde wegen des Golfkrieges und des anschließenden Embargos zwischen 1990 und 1997 außer Betrieb gesetzt.
Seit 2002 führt eine Erdgasleitung mit dem Namen Blue Stream durch das Schwarze Meer von Noworossijsk nach Samsun und weiter nach Ankara. Die Leitung hat eine jährliche Kapazität von 14 Milliarden Kubikmetern.
Die Baku-Tiflis-Ceyhan-Pipeline liefert Erdöl aus Mittelasien und Kaukasien über die Türkei nach Westeuropa. Die Ölleitung verläuft über Aserbaidschan (Baku), Georgien (Tiflis) und die Türkei (Ceyhan), ist 1760 km lang und hat eine Kapazität von etwa 1 Million Barrel pro Jahr. Die BTC-Pipeline gilt weltweit als eines der teuersten und technisch aufwändigsten Pipeline-Projekte. Seit Mai 2005 fließt über diese Leitung Rohöl zum Mittelmeer.
Parallel zur Baku-Tiflis-Ceyhan-Pipeline verläuft die Südkaukasus-Pipeline von Baku über Tiflis nach Erzurum. Sie ist 690 km lang und soll ab Ende 2005 Naturgas vom Kaspischen Meer in das türkische Gastransportsystem pumpen. Die
Kapazität ist auf sieben Milliarden Kubikmeter Gas ausgelegt.
Zwischen Ceyhan (Türkei) und Haifa (Israel) ist der Med Stream, eine Pipeline für den Transport von Elektrizität, Erdgas, Rohöl und Wasser geplant.

### Telekommunikation

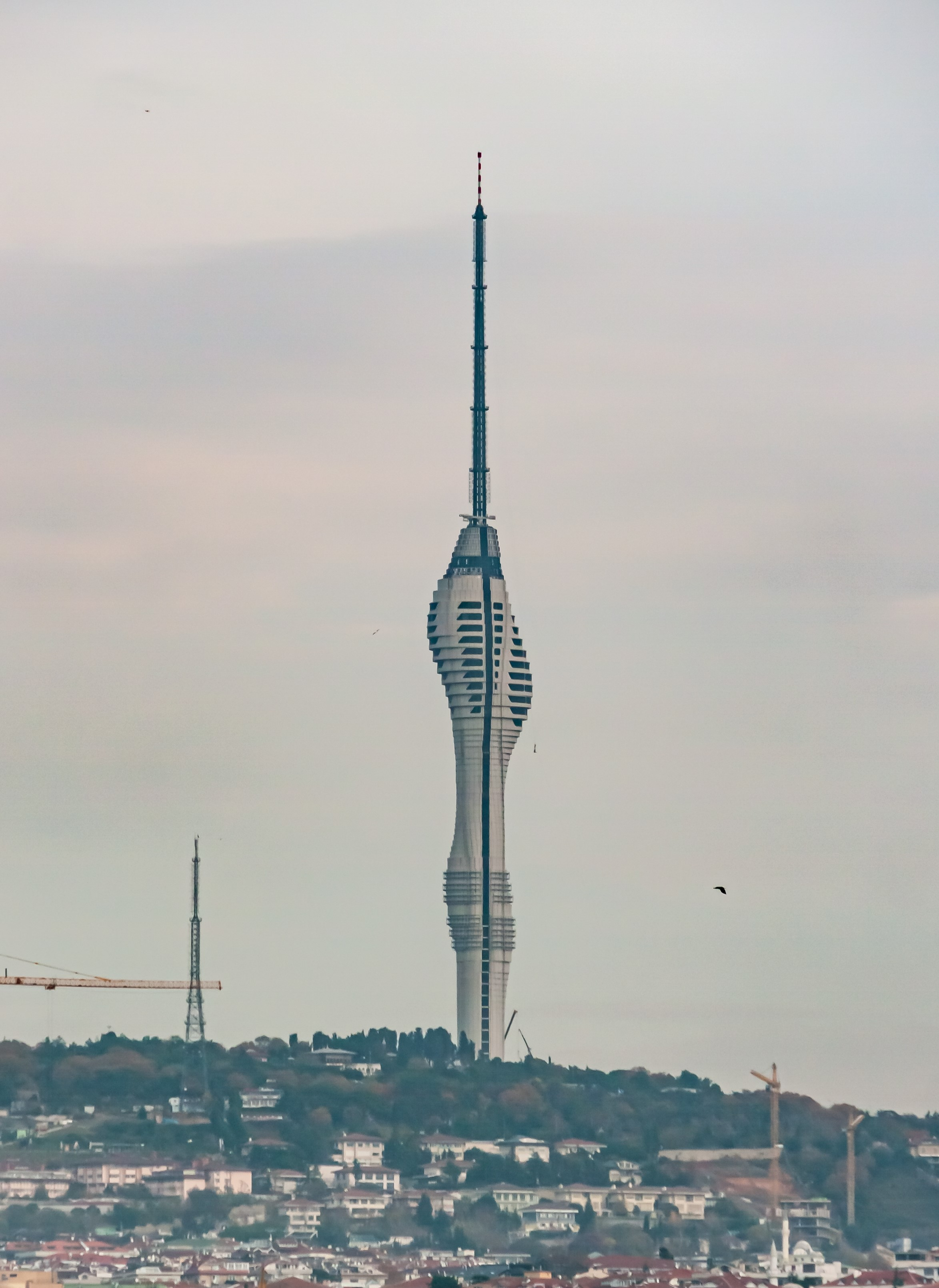
Fernsehturm Küçük Çamlıca ist der neue Fernsehturm der türkischen Stadt Istanbul

Der einzige Festnetzanbieter der Türkei ist die Türk Telekom, Mobilfunknetzbetreiber sind Türk Telekom, Turkcell und Vodafone Türkiye. Während die Zahl der Festnetzanschlüsse seit den 2000er Jahren stagniert und in dieser Zeit von der Zahl der Mobilfunkanschlüssen deutlich überholt wurde, haben letztere in der Gegenwart ein starkes Übergewicht. Im Jahre 2005 wurden 55 % der Türk-Telekom für 6,55 Mrd. US-Dollar an das Firmenkonsortium Oger Telecom Ortak Girişim Grubu verkauft.
Die internationale Anbindung der Kommunikation wird unter anderem durch drei im Mittelmeer und Schwarzen Meer verlegte Glasfaser-Kabel gewährleistet. Hierdurch ist die Türkei mit Italien, Griechenland, Israel, Bulgarien, Rumänien, Russland und den Vereinigten Staaten verbunden. Darüber hinaus sind 12 Intelsat-Stationen und 328 mobile Satelliten-Terminale hierfür im Einsatz.
Der internationale Internetcode ist die Endung .tr. Die meisten türkischen Websites nutzen jedoch die TLD .com oder .com.tr, da die. tr-TLD nicht vergeben wird. Für die Vergabe von IPs und Namen ist die Technische Universität des Nahen Ostens (ODTÜ) zuständig.
Derzeit baut die Türk-Telekom ein flächendeckendes DSL-Netz. Laut einer Erhebung des türkischen Statistikinstituts von 2010 besitzen 62 % der Bevölkerung einen PC oder einen Laptop. Während 2005 8,66 % der Haushalte einen Internetanschluss besaßen, waren es im Jahr 2008 bereits 24,47 %, was sich 2016 auf 73 % knapp verdreifacht hat. Die Internetnutzung in türkischen Unternehmen ist indes höher und lag in der Erhebung aus dem Jahr 2018 bei 97,2 %. Allgemein ist ADSL mit 82,1 % die am häufigsten benutzte Verbindungsart.

## Kultur
Die Kultur der heutigen Türkei ist eine Verschmelzung der alttürkischen Nomadenkultur Zentralasiens und Sibiriens, der Kultur im osmanischen Reich mit ihren byzantinischen, persischen, arabischen, kaukasischen, armenischen und kurdischen Einflüssen sowie die starke europäische Richtung seit Gründung der Republik durch Mustafa Kemal Atatürk. Kulturelles Zentrum des Landes ist die Millionenmetropole Istanbul.

### Literatur, Verlagswesen und Buchhandel

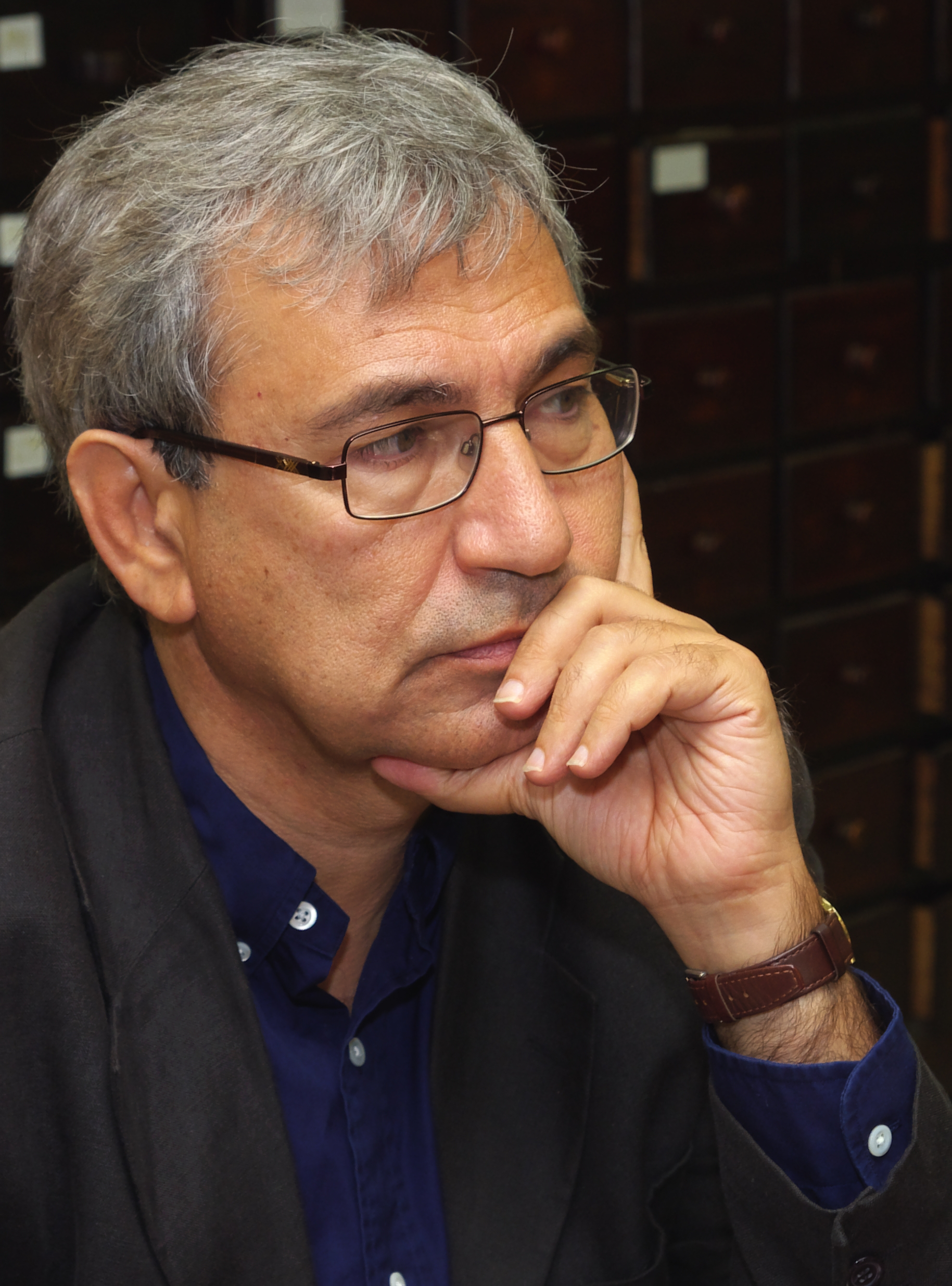
Der türkische Literaturnobelpreisträger Orhan Pamuk

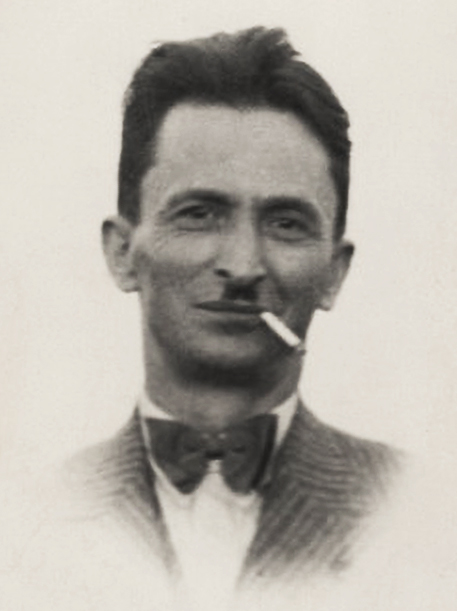
Einer der bekanntesten Autoren der frühen Republikzeit ist Reşat Nuri Güntekin

### Museen

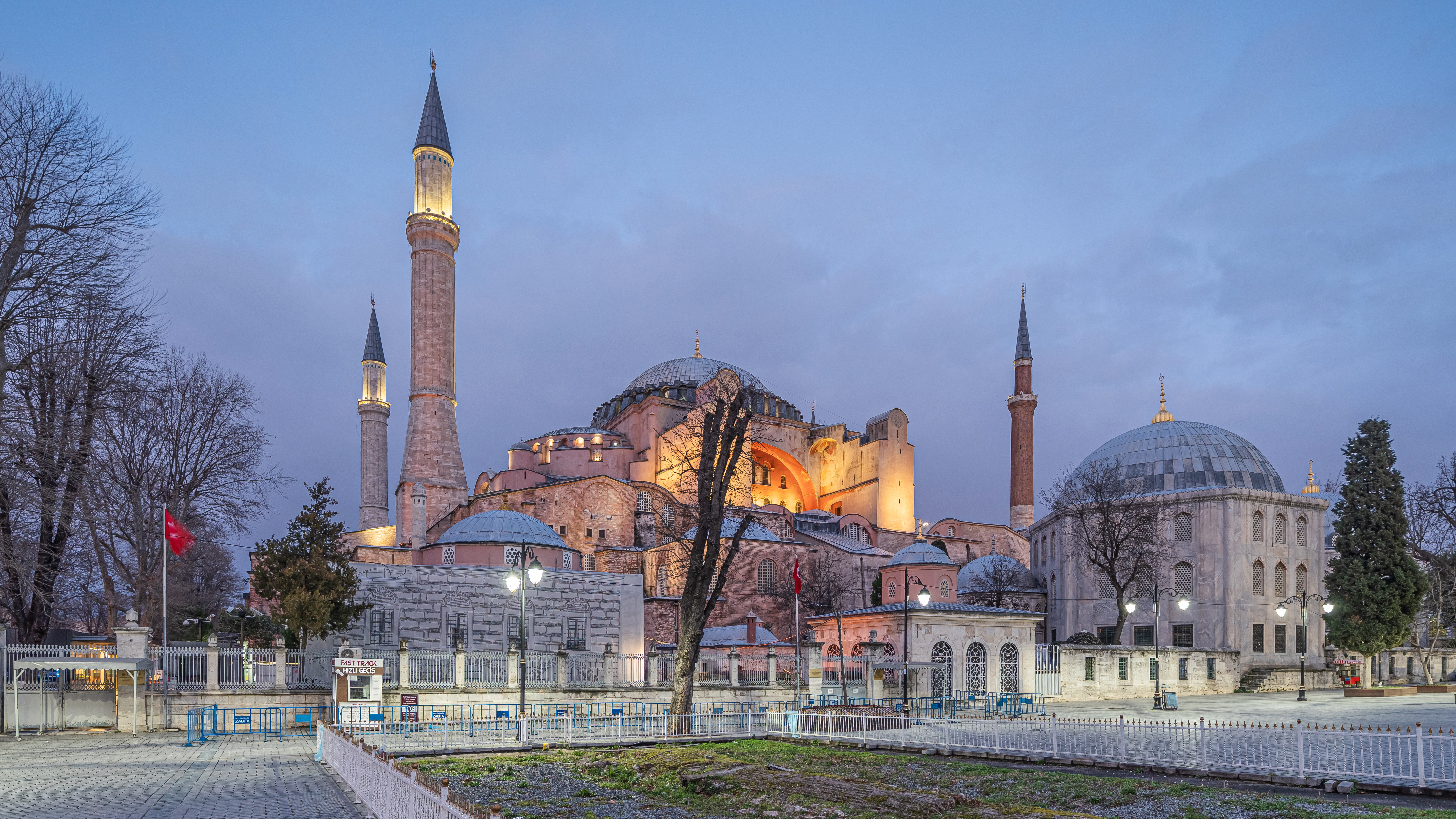
Die Hagia Sophia mit nächtlicher Beleuchtung

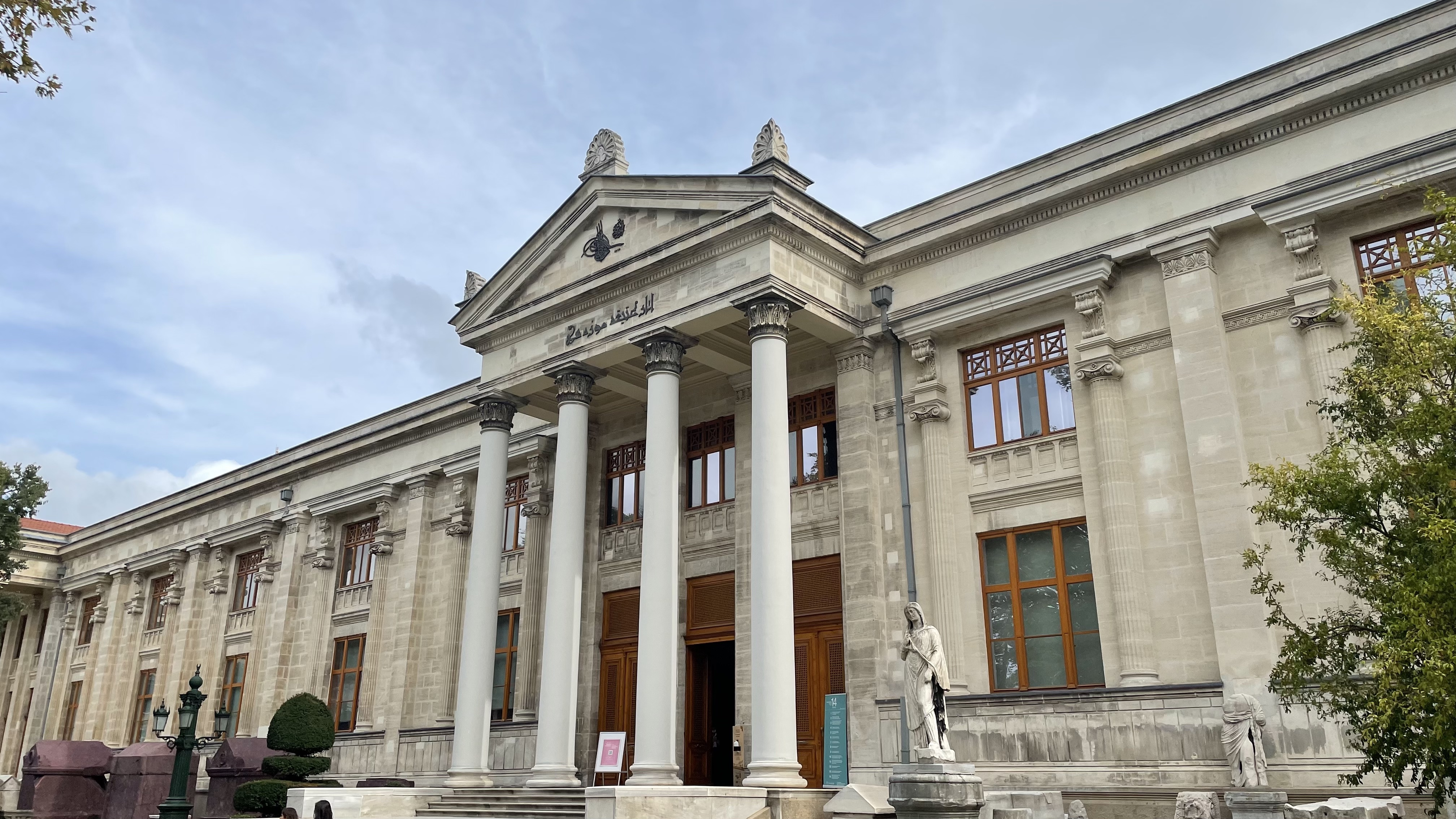
Archäologisches Museum Istanbul in Istanbul

### Film

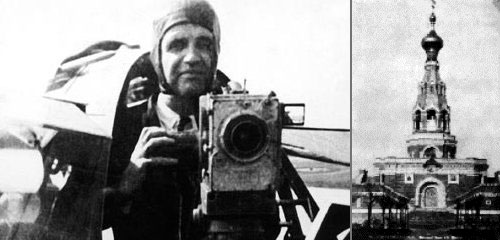
Fuat Uzkınay und das Ayastefanos-Monument

### Theater und Oper

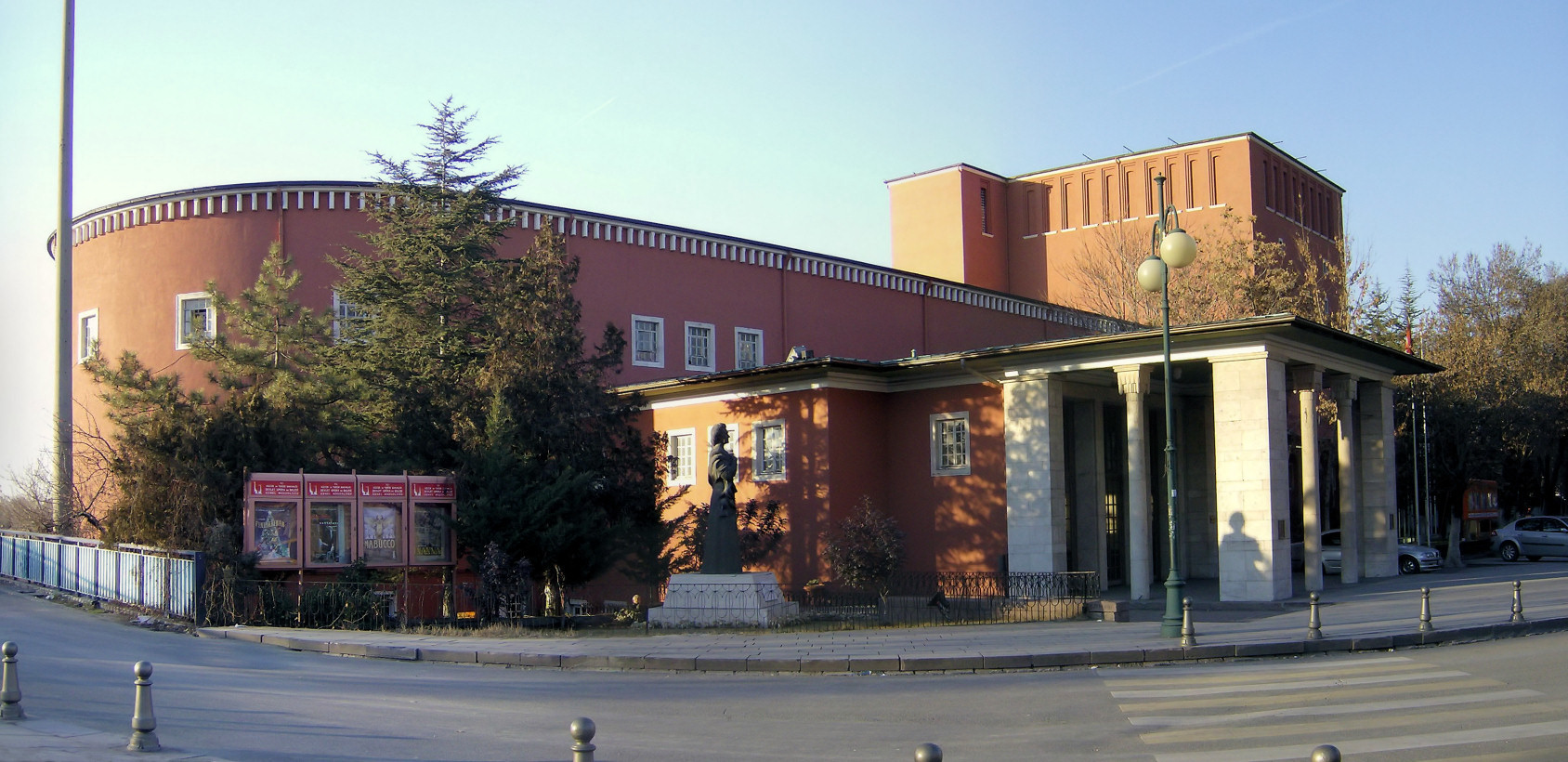
Haupteingang der Opera Sahnesi in Ankara

### Fußball

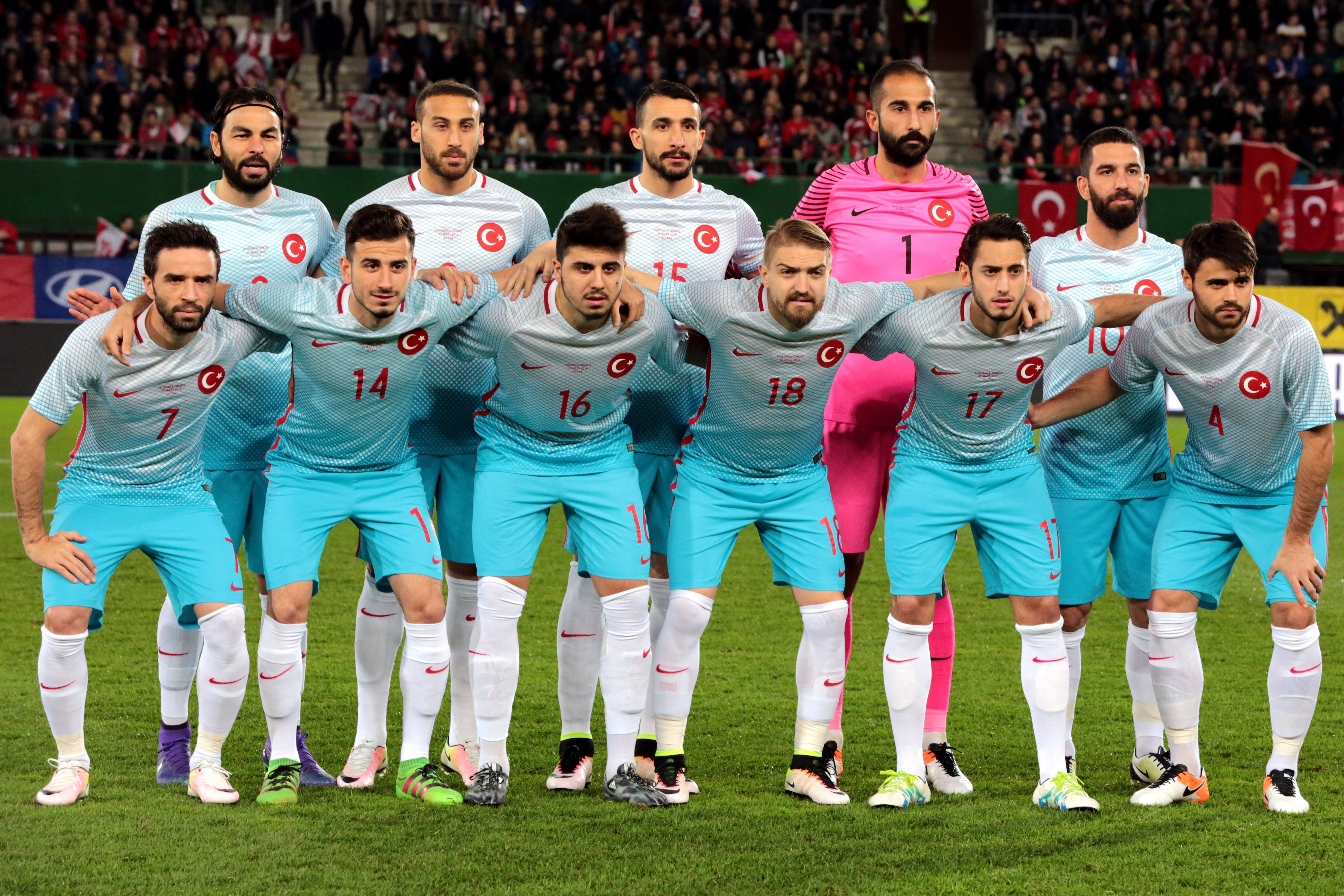
Türkische Fußballnationalmannschaft 29. Juni 2016

### Basketball

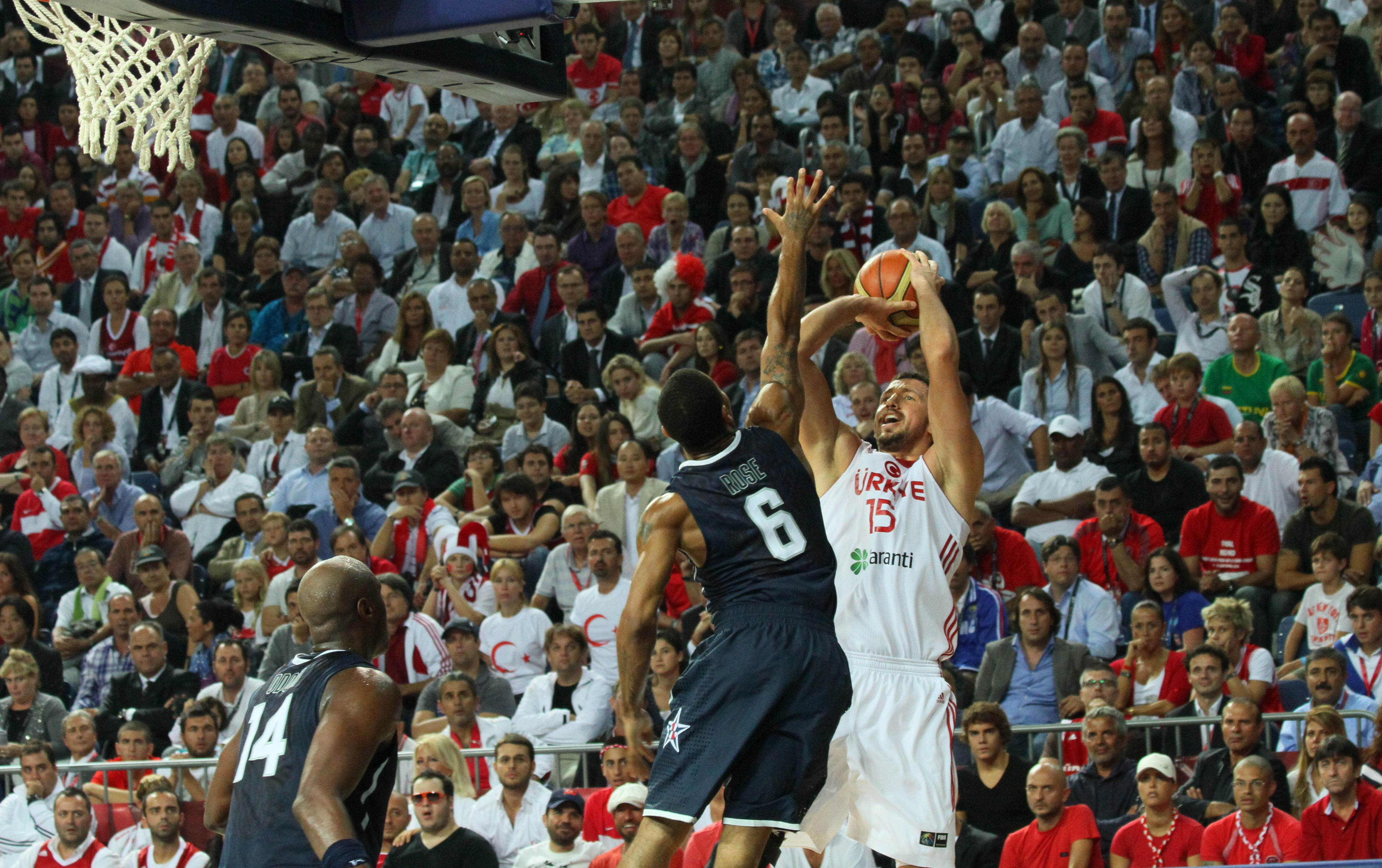
Basketball-Weltmeisterschaft in der Türkei 2010

### Motorsport

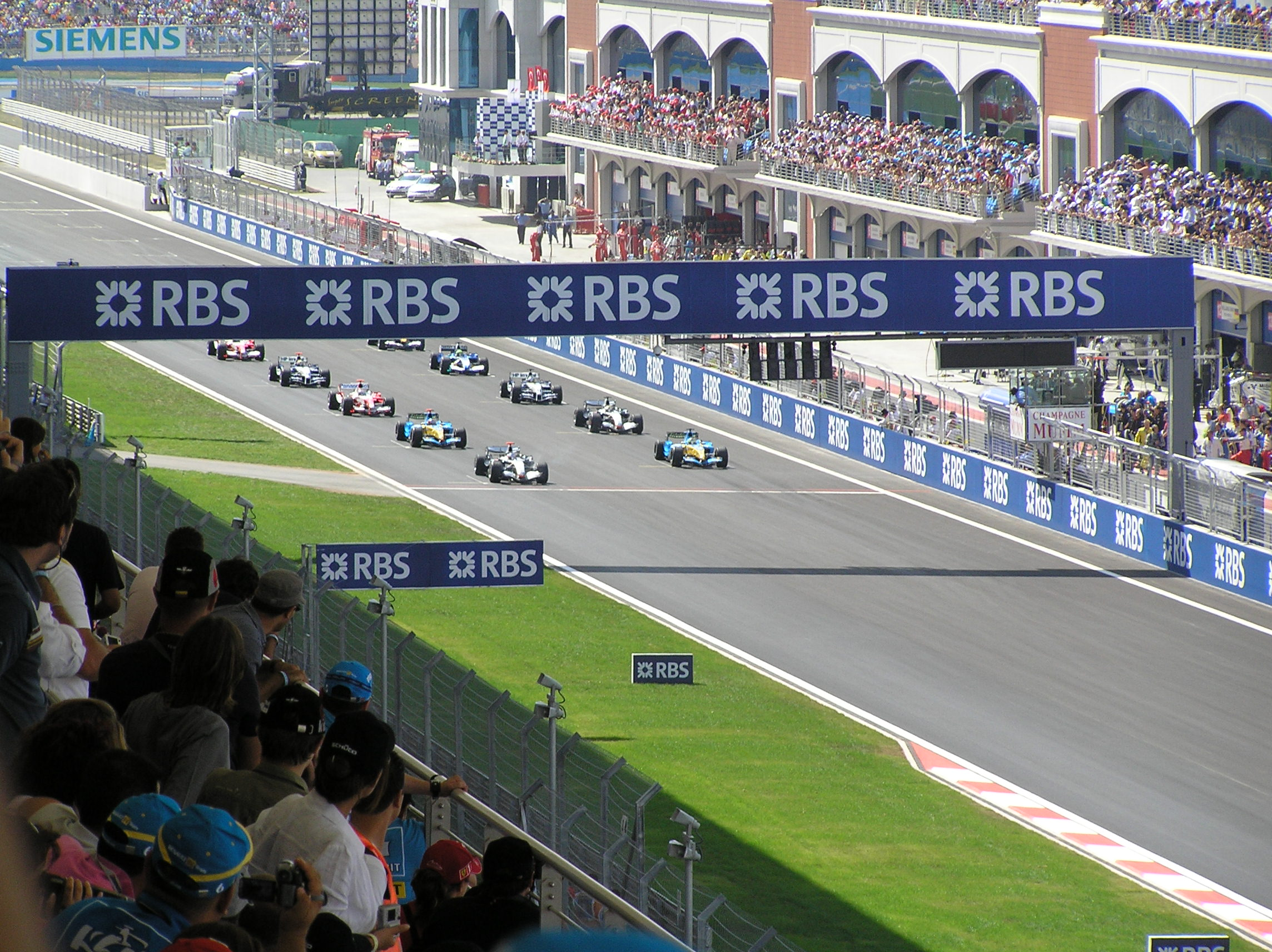
Der Große Preis der Türkei 2020 in der Formel 1 findet auf der Rennstrecke Intercity Istanbul Park statt

## Weltkulturerbe und Weltnaturerbe

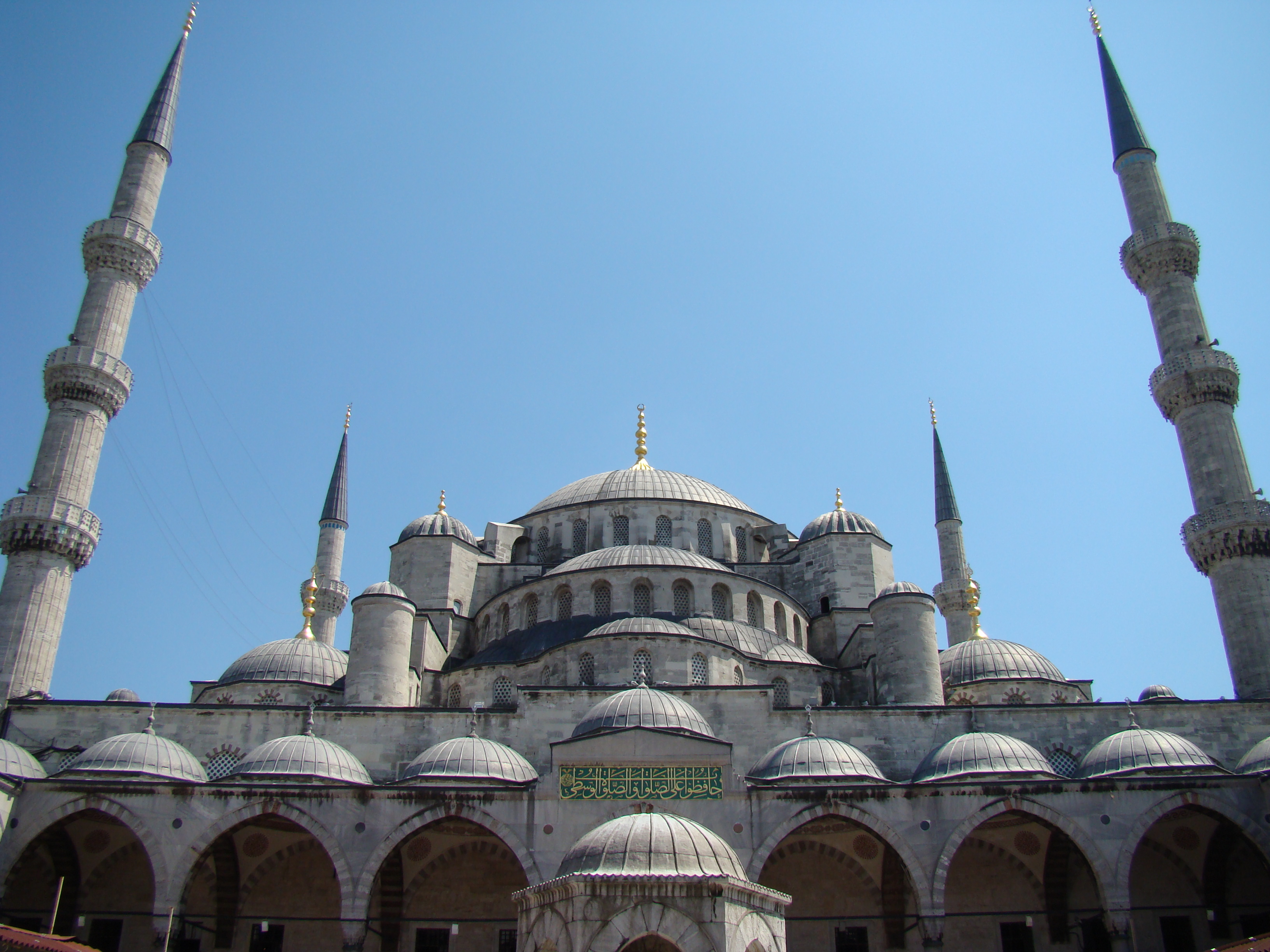
Sultan-Ahmed-Moschee

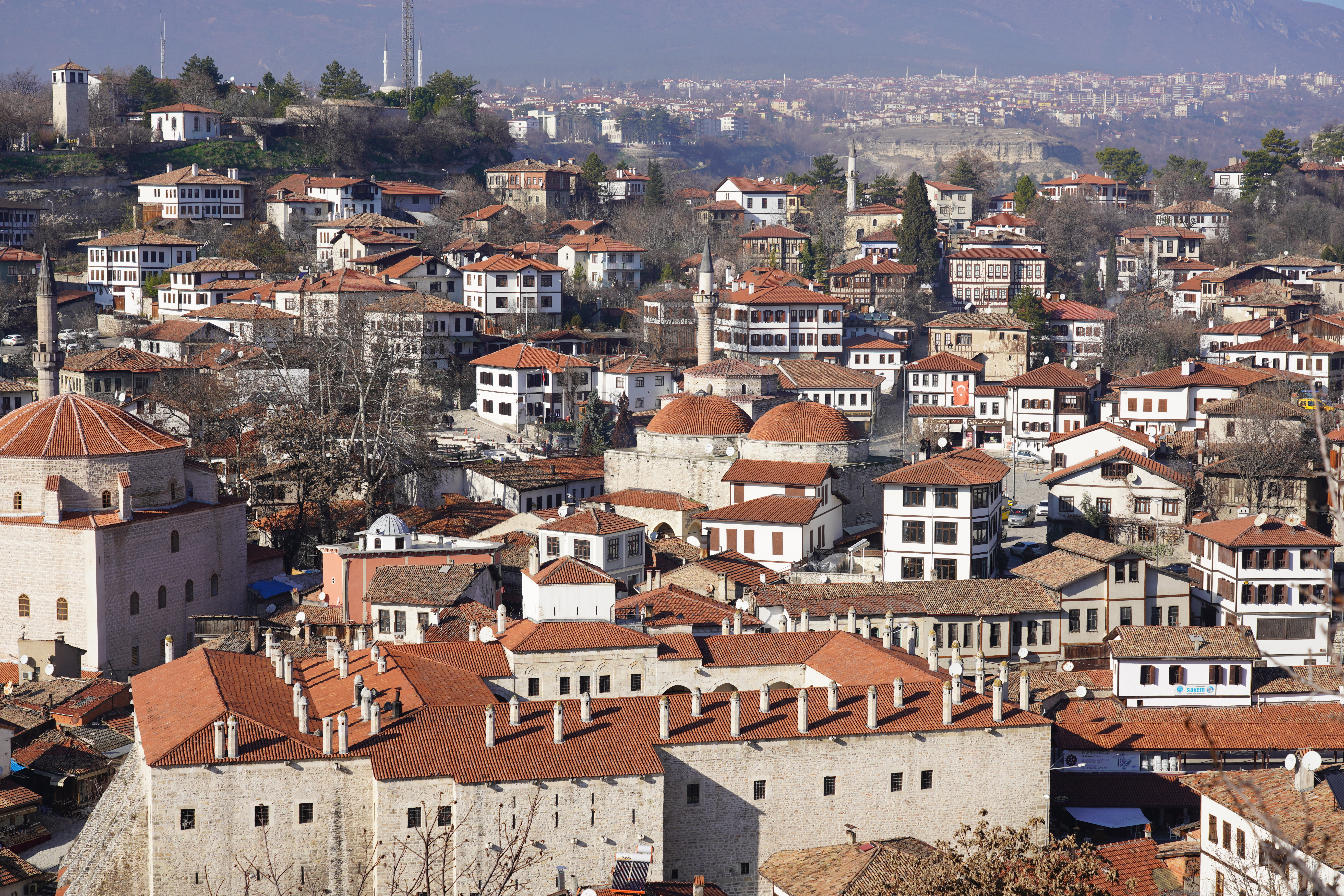
Spätosmanische Architektur in der Altstadt von Safranbolu